# Liste der Kulturdenkmäler in Nidderau
Die folgende Liste enthält die in der Denkmaltopographie ausgewiesenen Kulturdenkmäler auf dem Gebiet  der  Stadt Nidderau, Main-Kinzig-Kreis, Hessen.
Hinweis: Die Reihenfolge der Denkmäler in dieser Liste orientiert sich zunächst an Stadtteilen und anschließend der Anschrift, alternativ ist sie auch nach der Bezeichnung, der vom Landesamt für Denkmalpflege vergebenen Nummer oder der Bauzeit sortierbar.
Kulturdenkmäler werden fortlaufend im Denkmalverzeichnis des Landes Hessen durch das Landesamt für Denkmalpflege Hessen auf Basis des Hessischen Denkmalschutzgesetzes (HDSchG) geführt. Die Schutzwürdigkeit eines Kulturdenkmals hängt nicht von der Eintragung in das Denkmalverzeichnis des Landes Hessen oder der Veröffentlichung in der Denkmaltopographie ab.

Die bisher bekannten Bau- und Kunstdenkmäler hat das Landesamt für Denkmalpflege Hessen in sogenannten Arbeitslisten erfasst. Den Arbeitslisten liegen Erkenntnisse aus Akten, Ortsbegehungen und Denkmalinventaren, jedoch keine neuere systematische Forschung, zugrunde. Die Benehmensherstellung mit der Gemeinde gemäß § 11 Abs. 1 HDSchG ist noch nicht erfolgt.
Das Vorhandensein oder Fehlen eines Objekts in dieser Liste ist keine rechtsverbindliche Auskunft darüber, ob es Kulturdenkmal ist oder nicht: Diese Liste entspricht möglicherweise nicht dem aktuellen Stand der offiziellen Denkmaltopographie. Diese ist für Hessen in den entsprechenden Bänden der Denkmaltopographie Bundesrepublik Deutschland und im Internet unter DenkXweb – Kulturdenkmäler in Hessen einsehbar. Auch diese Quellen sind, obwohl sie durch das Landesamt für Denkmalpflege Hessen aktualisiert werden, nicht immer aktuell, da es im Denkmalbestand immer wieder Änderungen gibt.
Eine verbindliche Auskunft erteilt allein das Landesamt für Denkmalpflege Hessen.
Nutze diese Kartenansicht, um Koordinaten in der Liste zu setzen. In dieser Kartenansicht sind Kulturdenkmale ohne Koordinaten mit einem roten bzw. orangen Marker dargestellt und können in der Karte gesetzt werden. Kulturdenkmale ohne Bild sind mit einem blauen bzw. roten Marker gekennzeichnet, Kulturdenkmale mit Bild mit einem grünen bzw. orangen Marker.

## Gesamtanlagen
| Bild            | Bezeichnung                                                             | Lage              | Beschreibung | Bauzeit | Objekt-Nr. |
| --------------- | ----------------------------------------------------------------------- | ----------------- | --- | ------- | ---------- |
| Bild gesucht BW | Historischer Ortskern Nidderau-Eichen                                   | Eichen Lage       | |         | 122016 DDB |
| Bild gesucht BW | Historischer Ortskern (Ausschnitt)                                      | Erbstadt Lage     | |         | 121277 DDB |
| Bild gesucht BW | Historischer Ortskern Heldenbergen, Friedberger Straße/Windecker Straße | Heldenbergen Lage | |         | 121403 DDB |
| Bild gesucht BW | Historischer Ortskern Ostheim                                           | Ostheim Lage      | |         | 122001 DDB |
| Bild gesucht BW | Wonnecker Straße                                                        | Ostheim Lage      | |         | 122264 DDB |
| Bild gesucht BW | Historischer Ortskern Windecken                                         | Windecken Lage    | Das Stadtbild der Altstadt ist gekennzeichnet durch das mittelalterliche Stadtgefüge mit verwinkelten Gässchen sowie zahlreichen Fachwerkbauten. |         | 122045 DDB |

Folgende Auswahl von Fachwerkbauten werden nicht als Einzeldenkmal geführt.

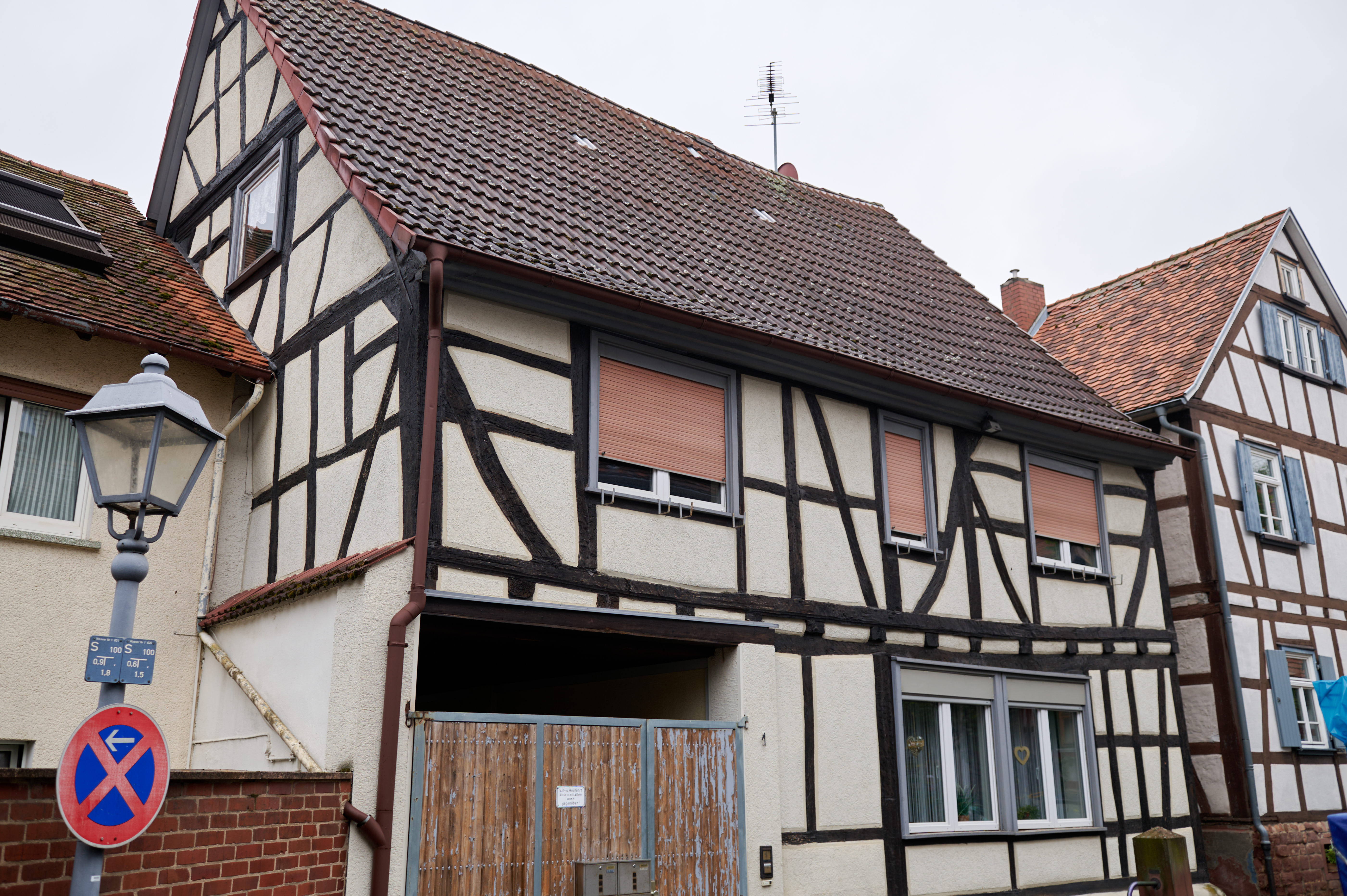
Brunnenstraße 1
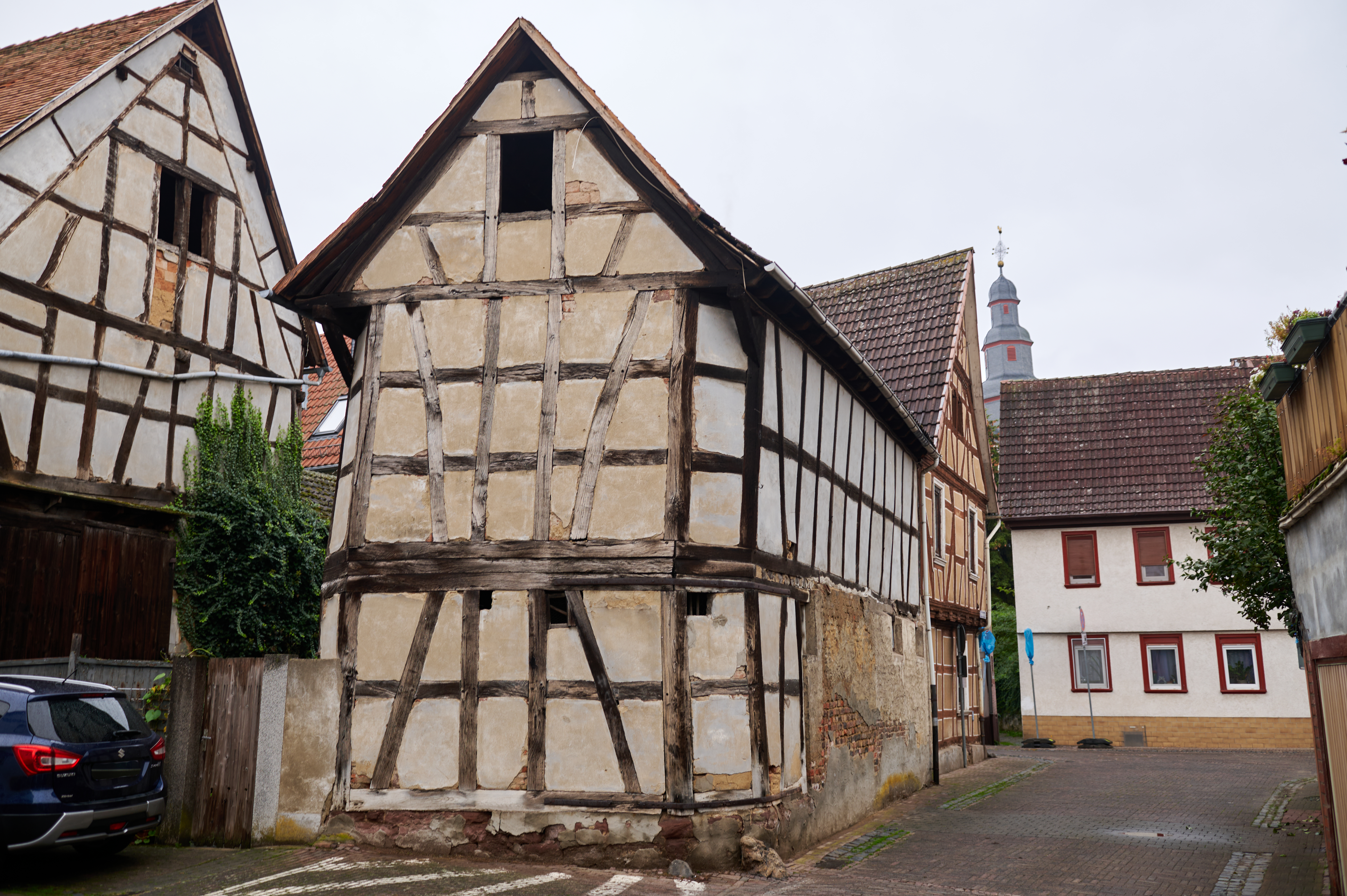
Eugen-Kaiser-Straße 1, rückwärtige Scheune Hofhausstraße
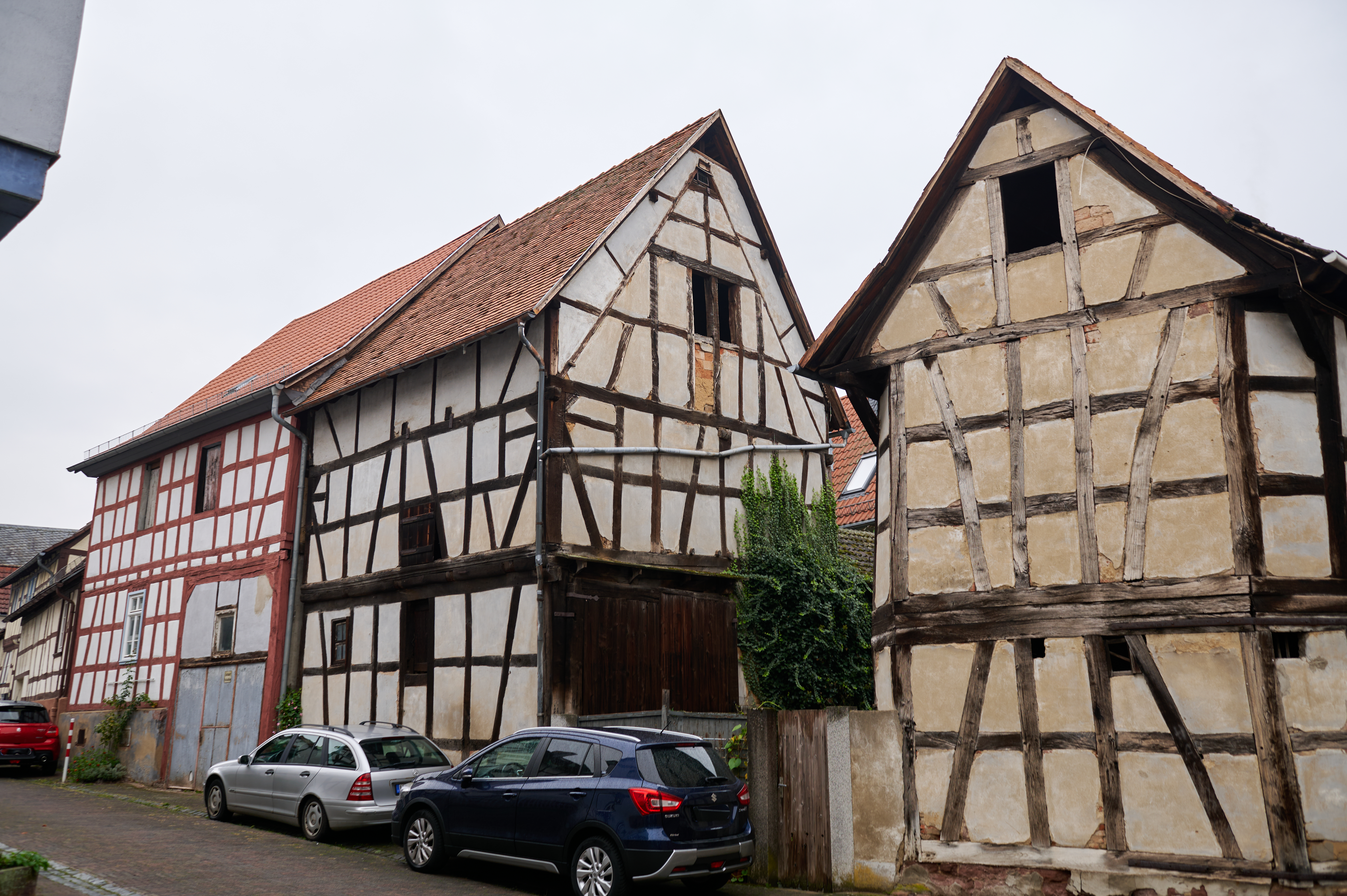
Eugen-Kaiser-Straße 1, rückwärtige Scheune Hofhausstraße
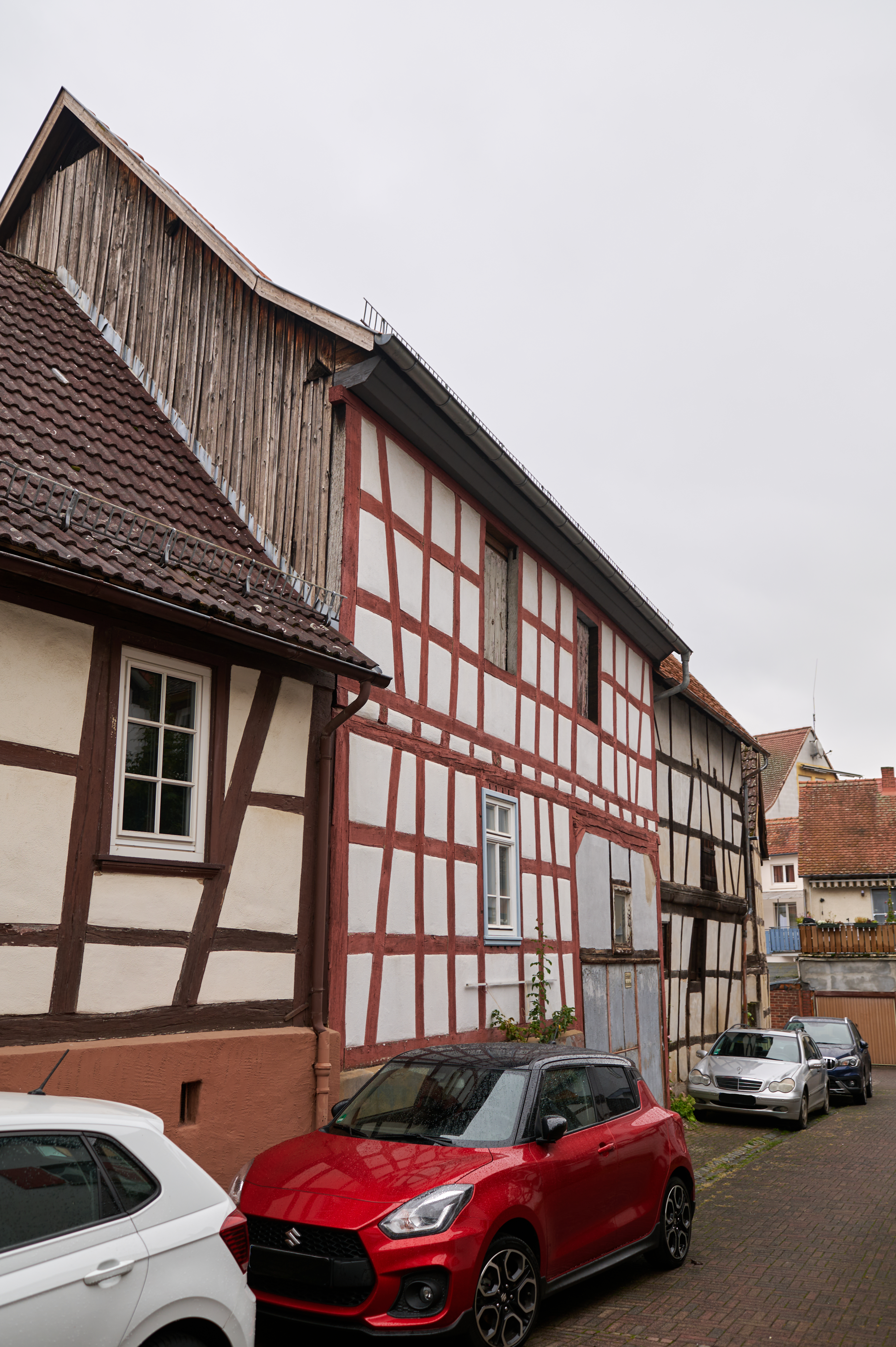
Eugen-Kaiser-Straße 3, rückwärtige Scheune Hofhausstraße
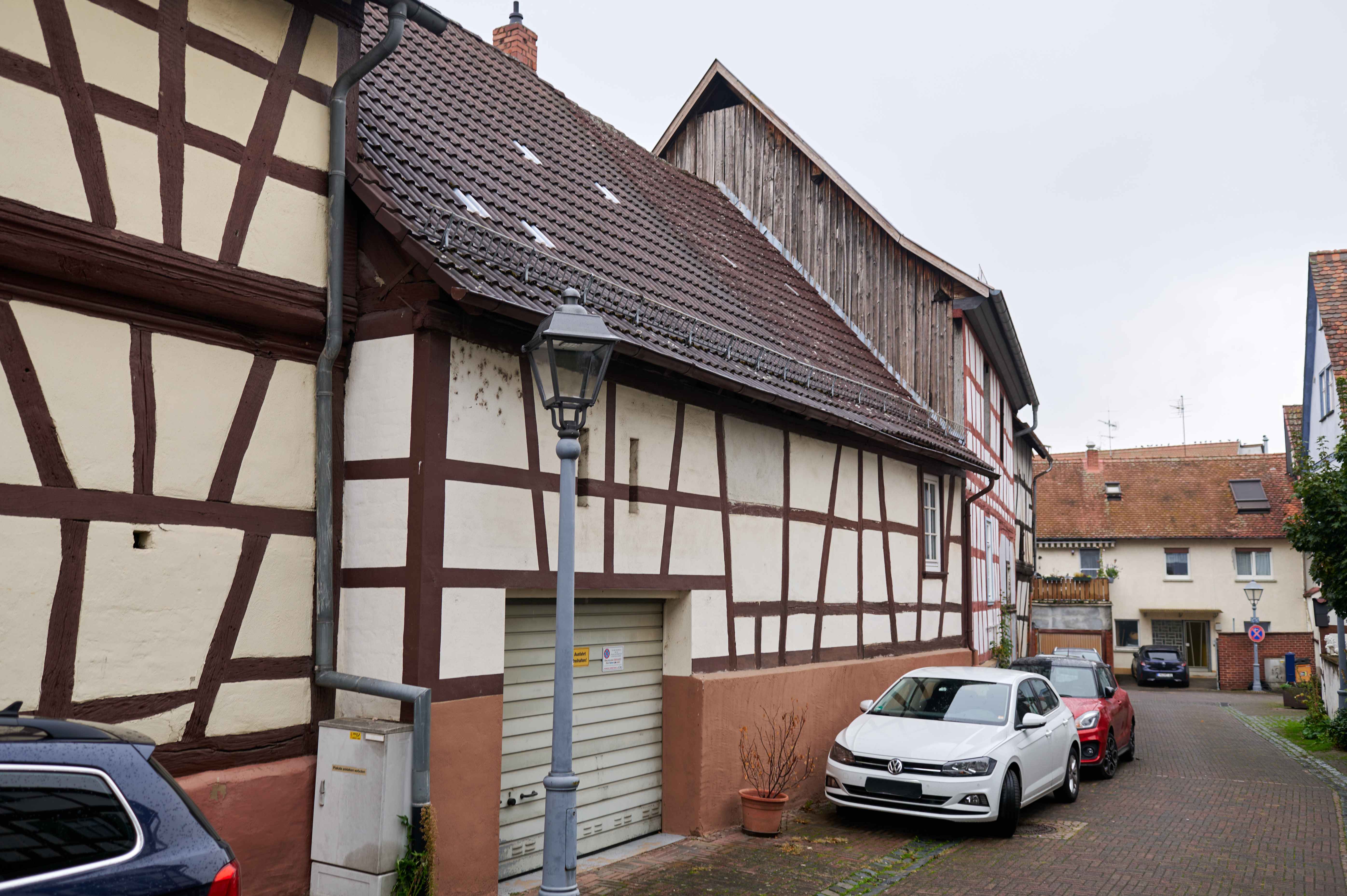
Eugen-Kaiser-Straße 5, rückwärtige Scheune Hofhausstraße
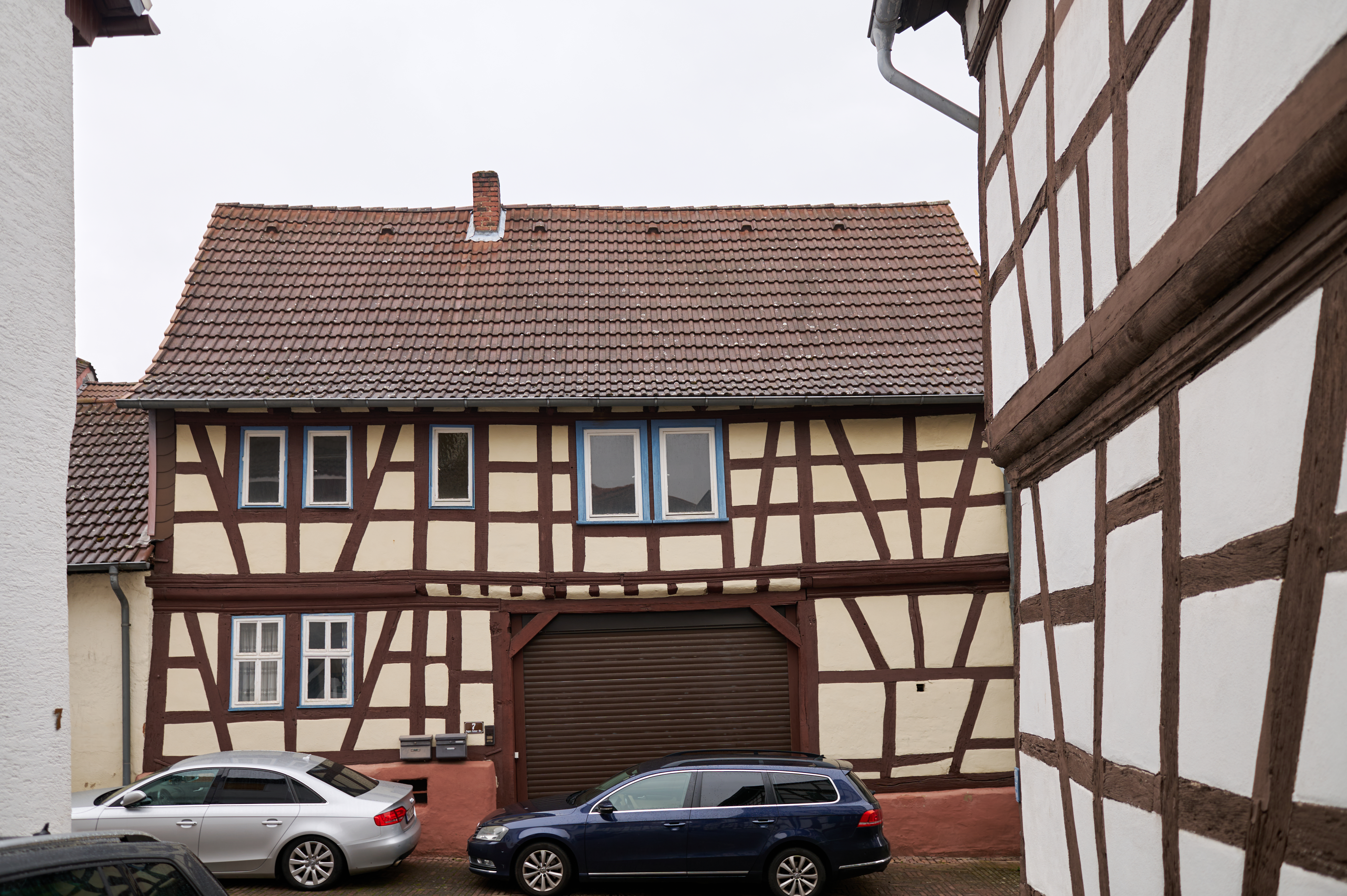
Eugen-Kaiser-Straße 7, rückwärtige Scheune Hofhausstraße
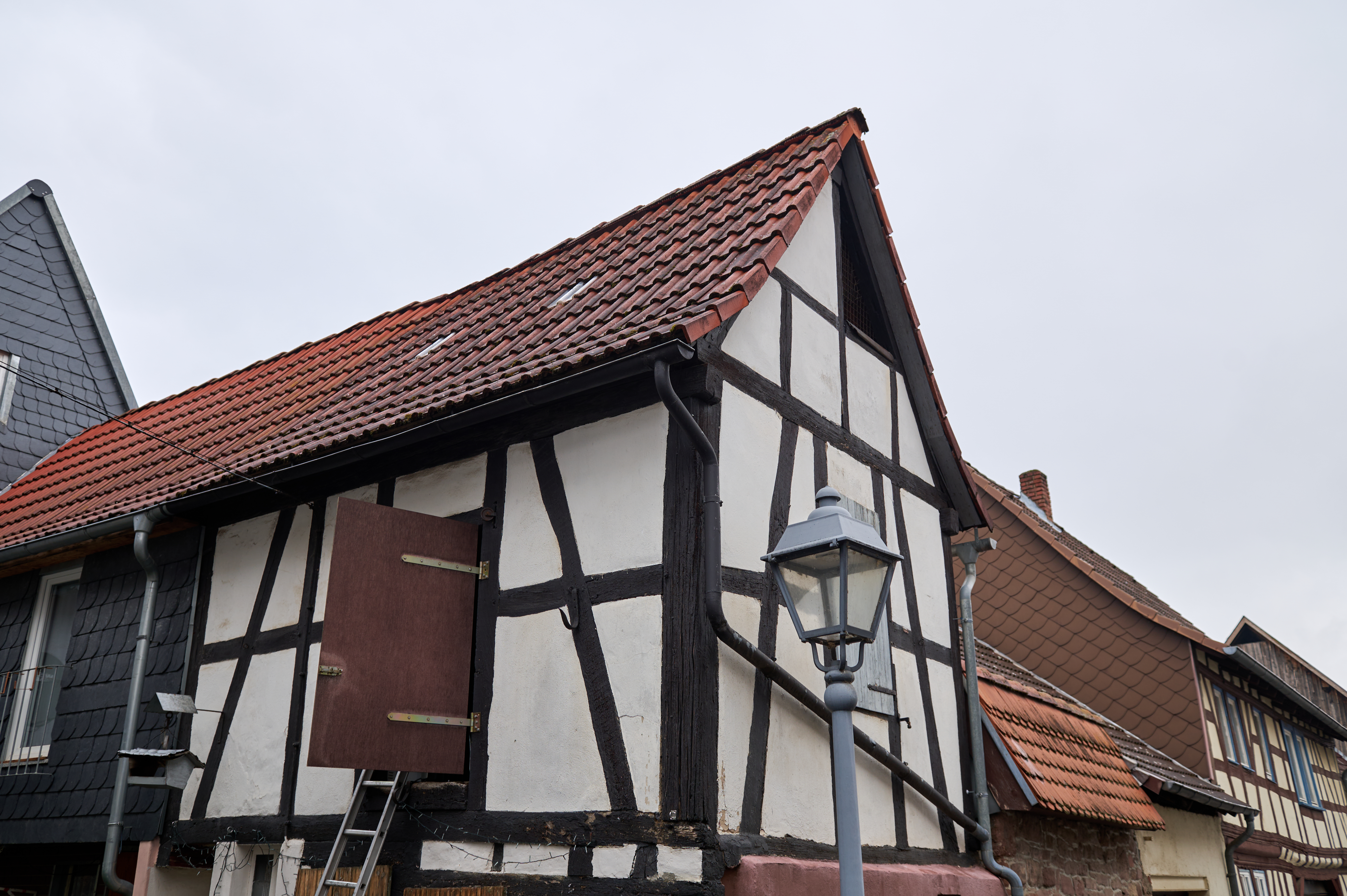
Eugen-Kaiser-Straße 9, rückwärtige Scheune Hofhausstraße
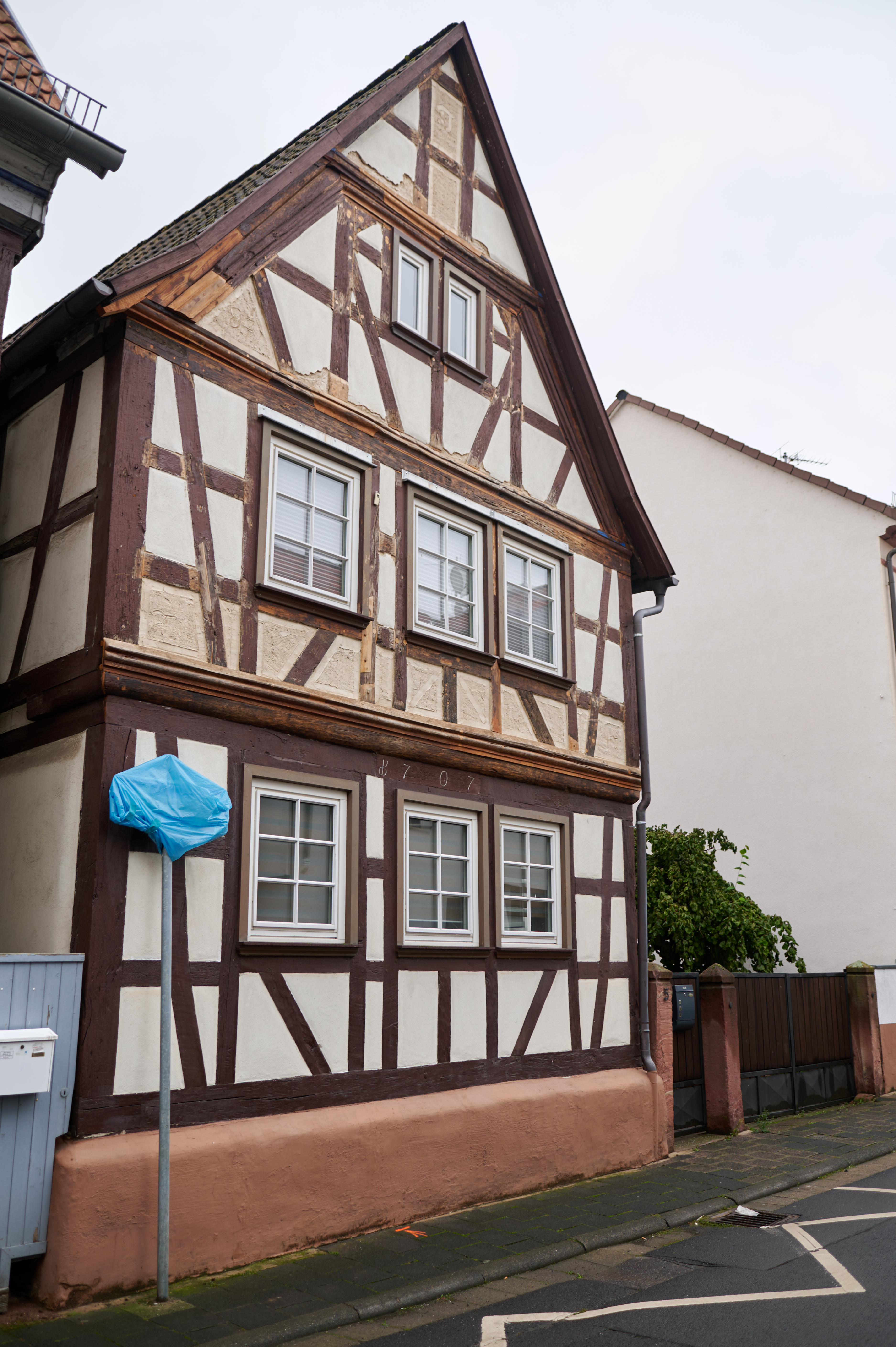
Eugen-Kaiser-Straße 5
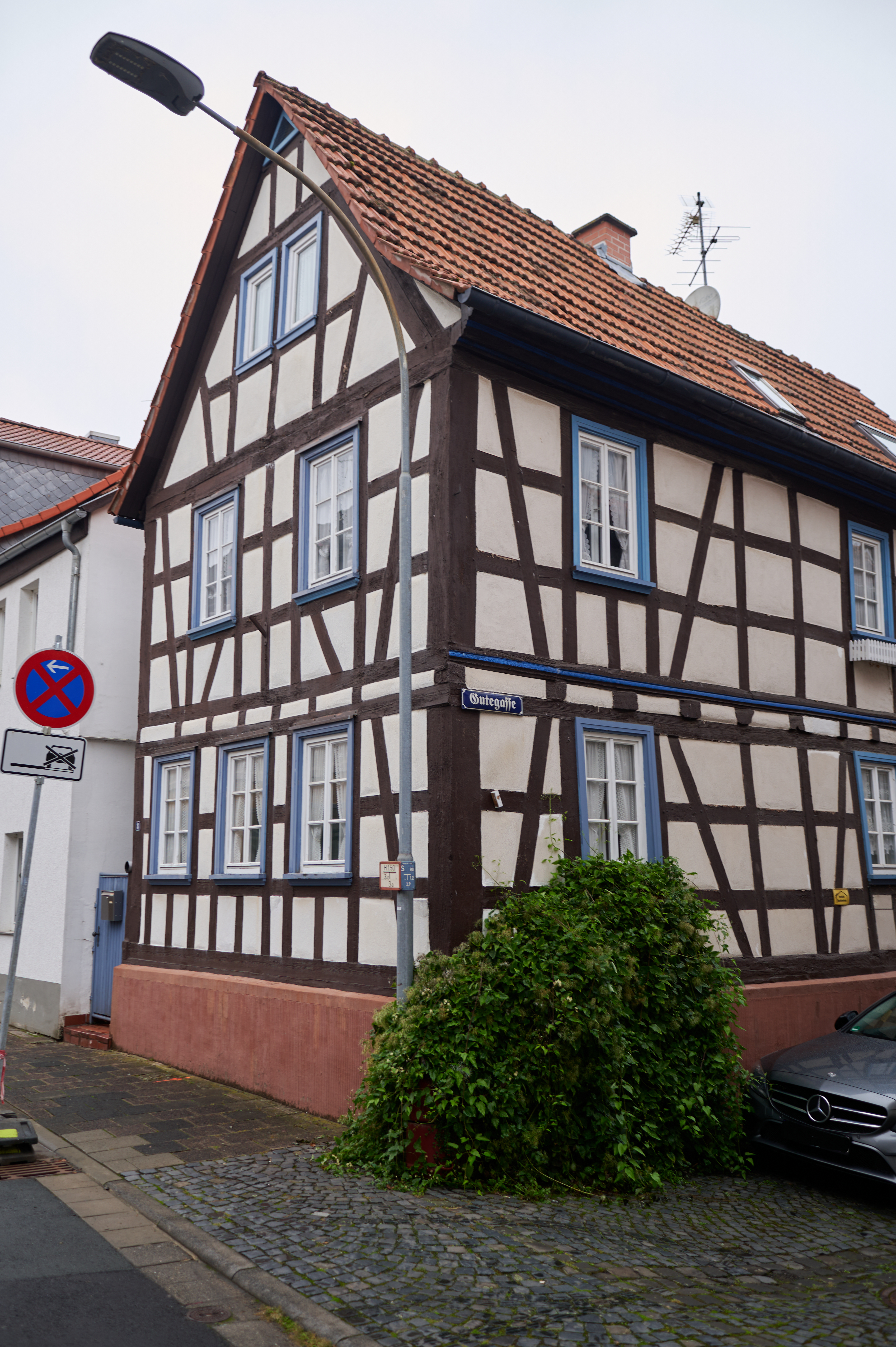
Eugen-Kaiser-Straße 8
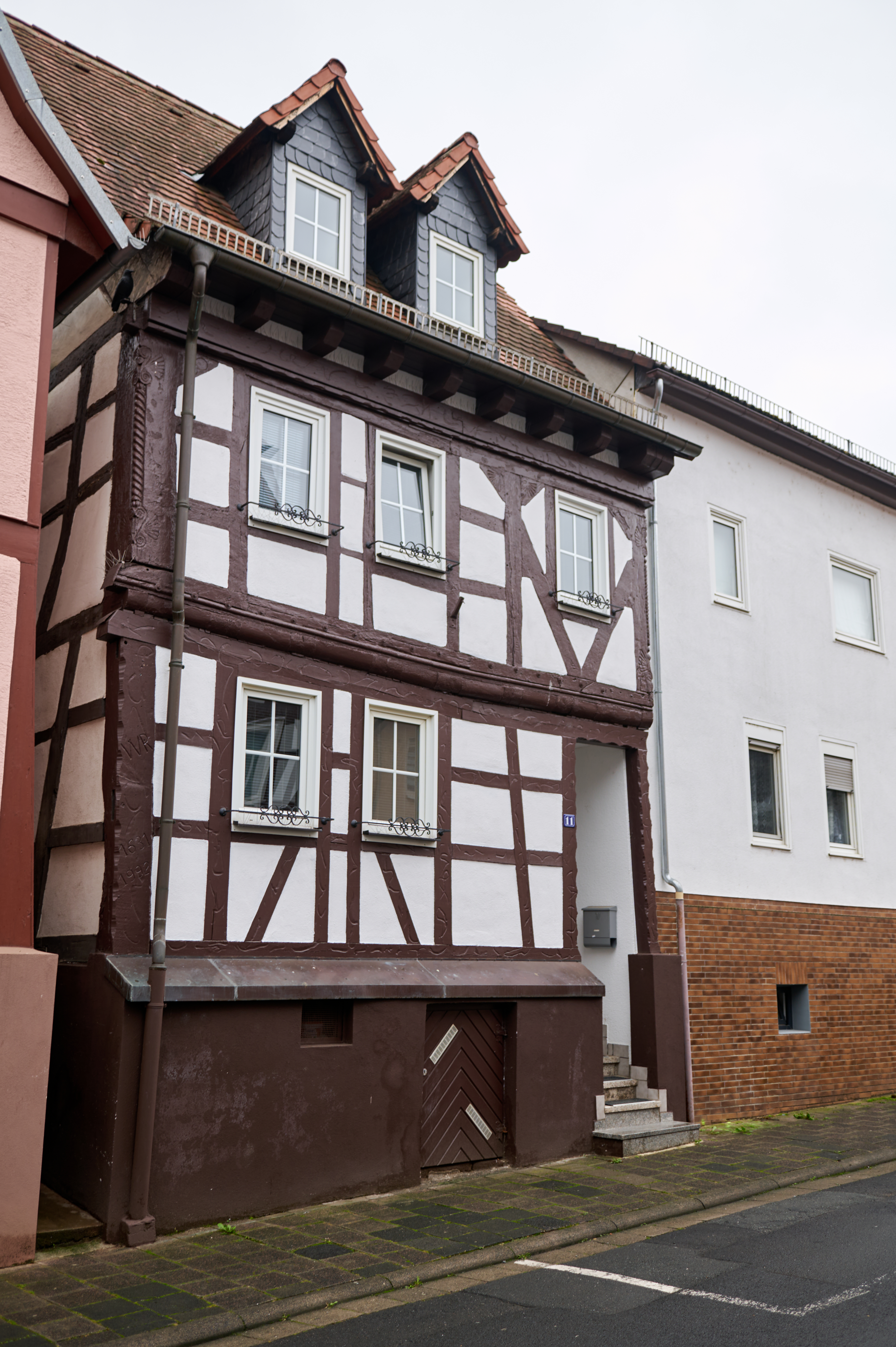
Eugen-Kaiser-Straße 11
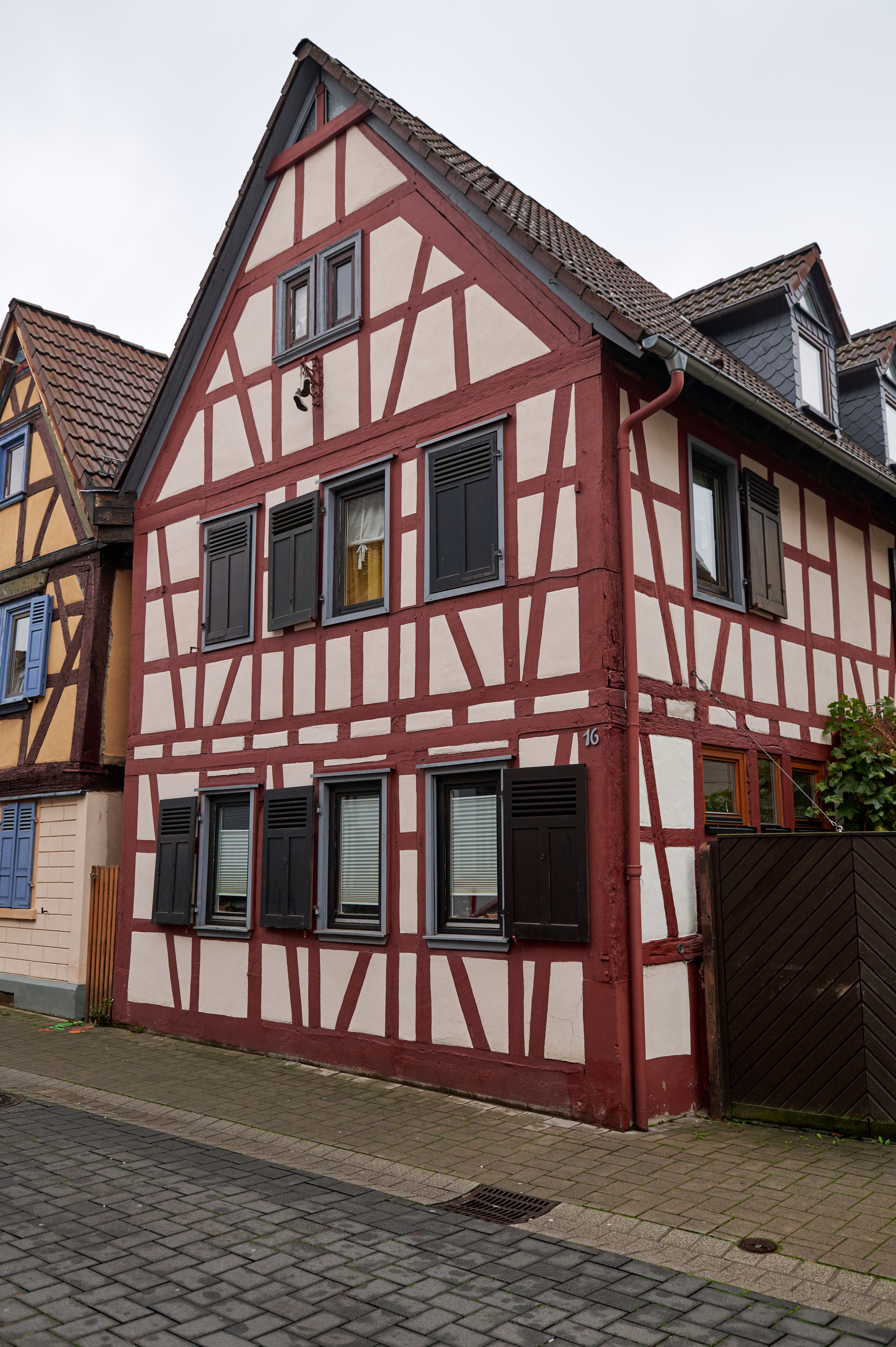
Eugen-Kaiser-Straße 16
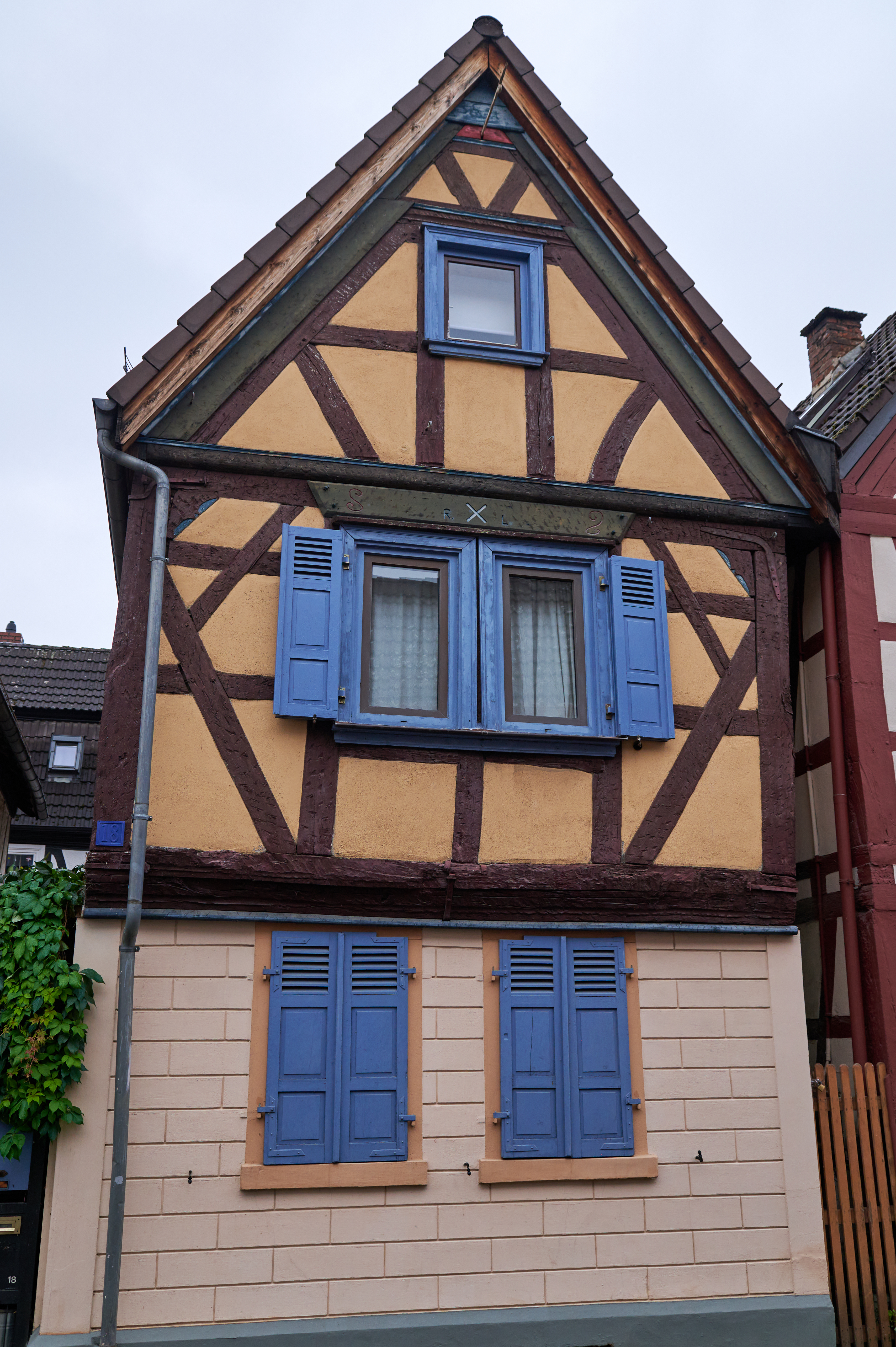
Eugen-Kaiser-Straße 18
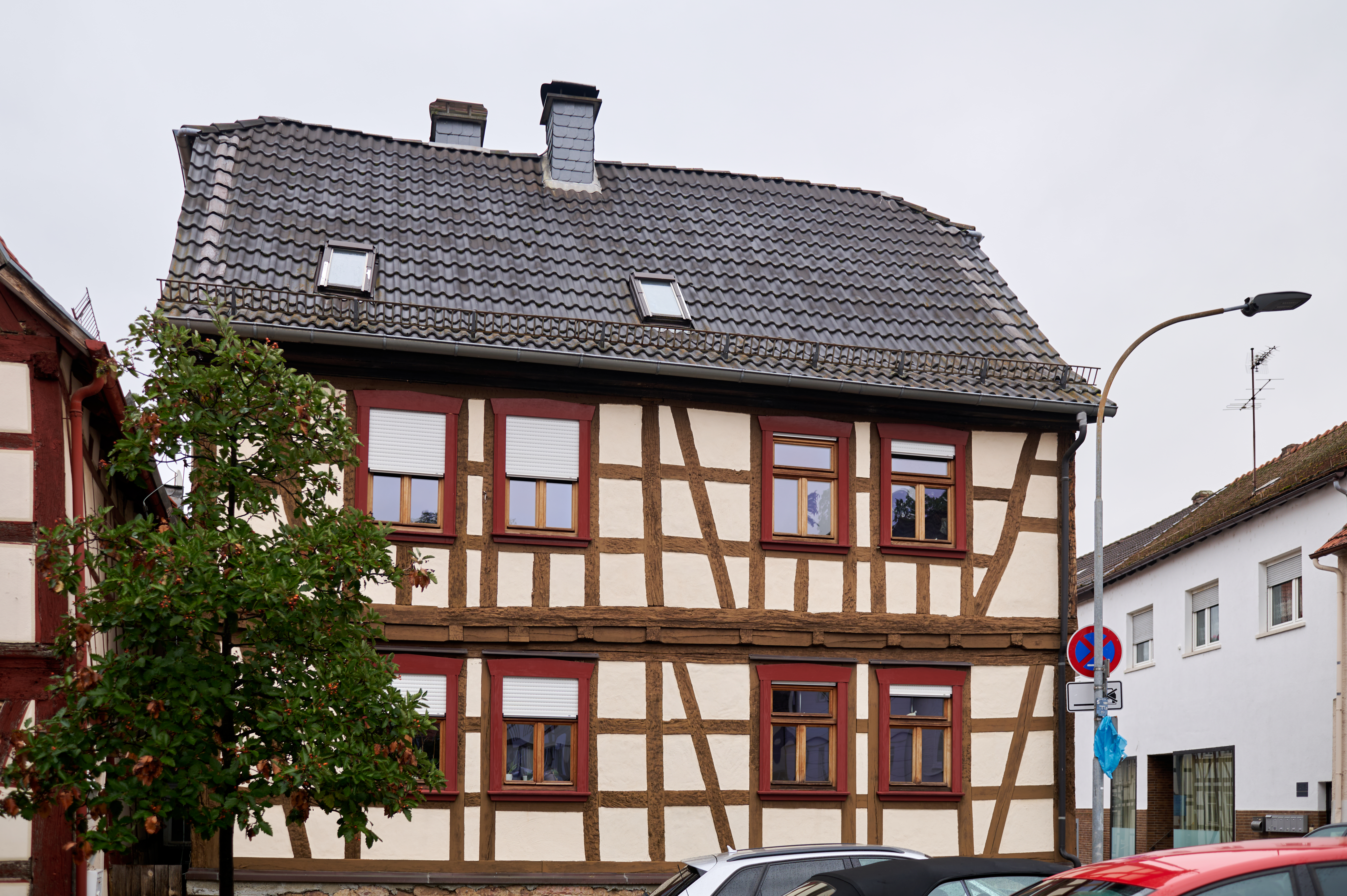
Eugen-Kaiser-Straße 22
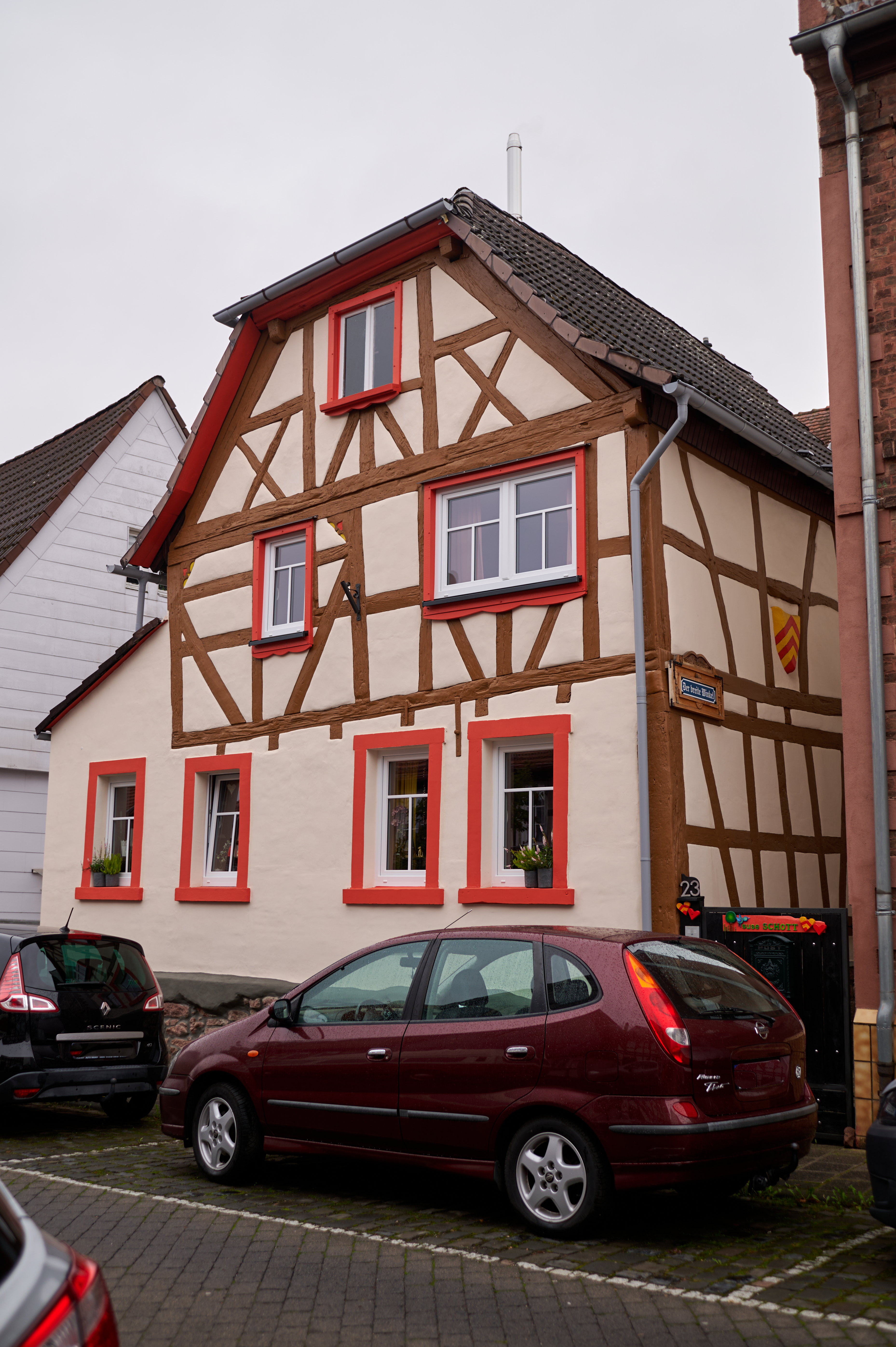
Eugen-Kaiser-Straße 23
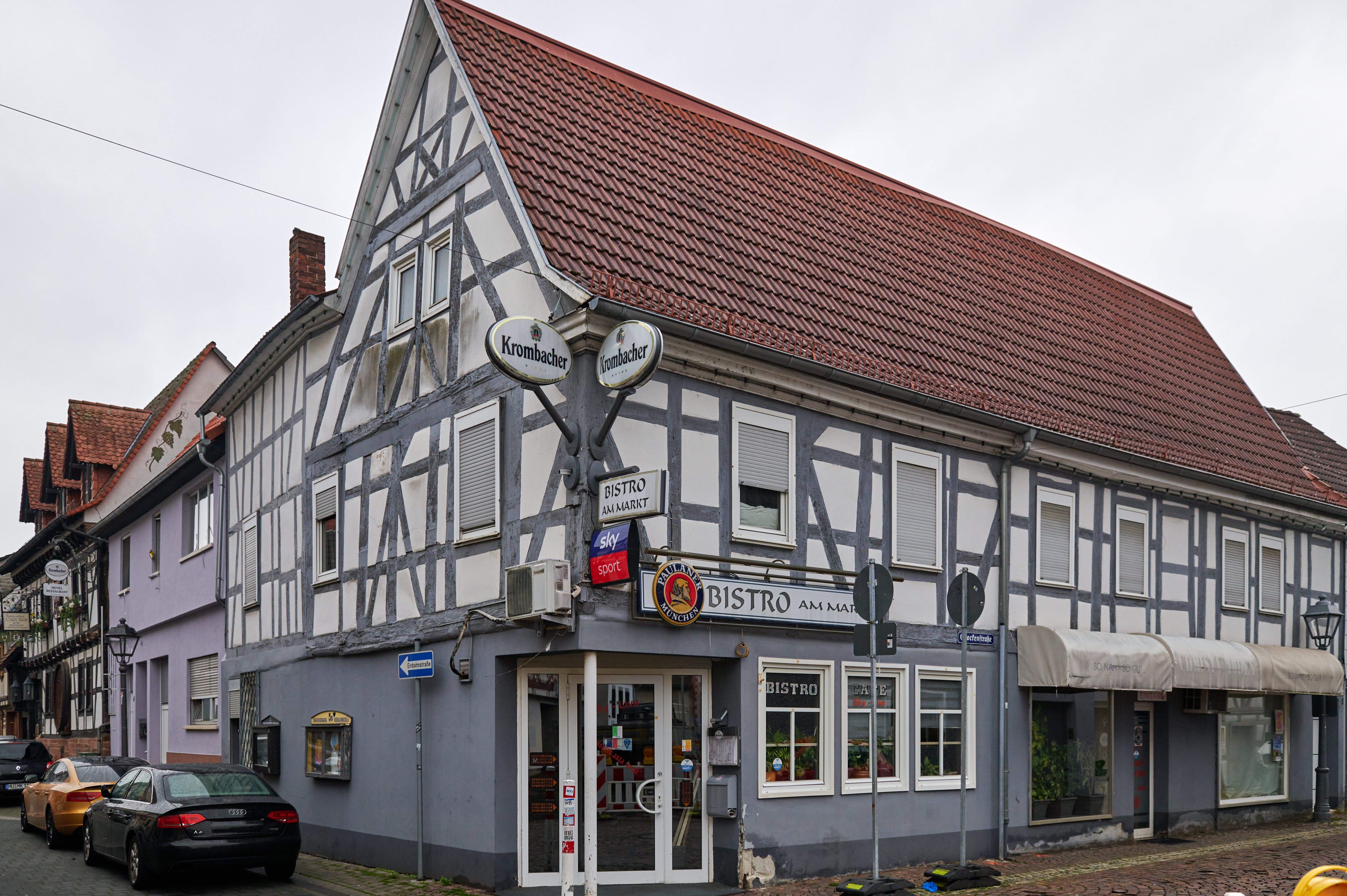
Friedrich-Ebert-Straße 2
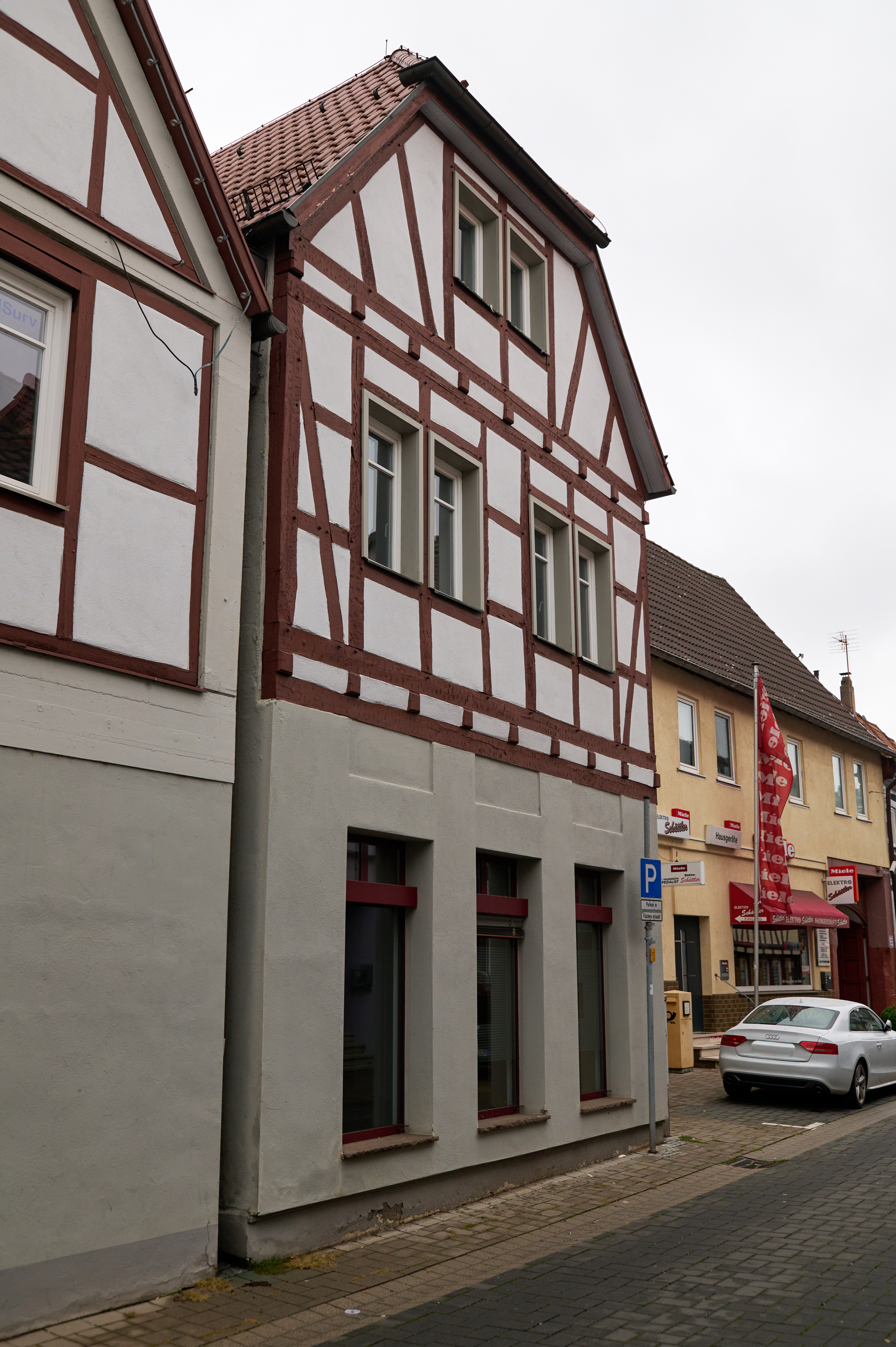
Friedrich-Ebert-Straße 3
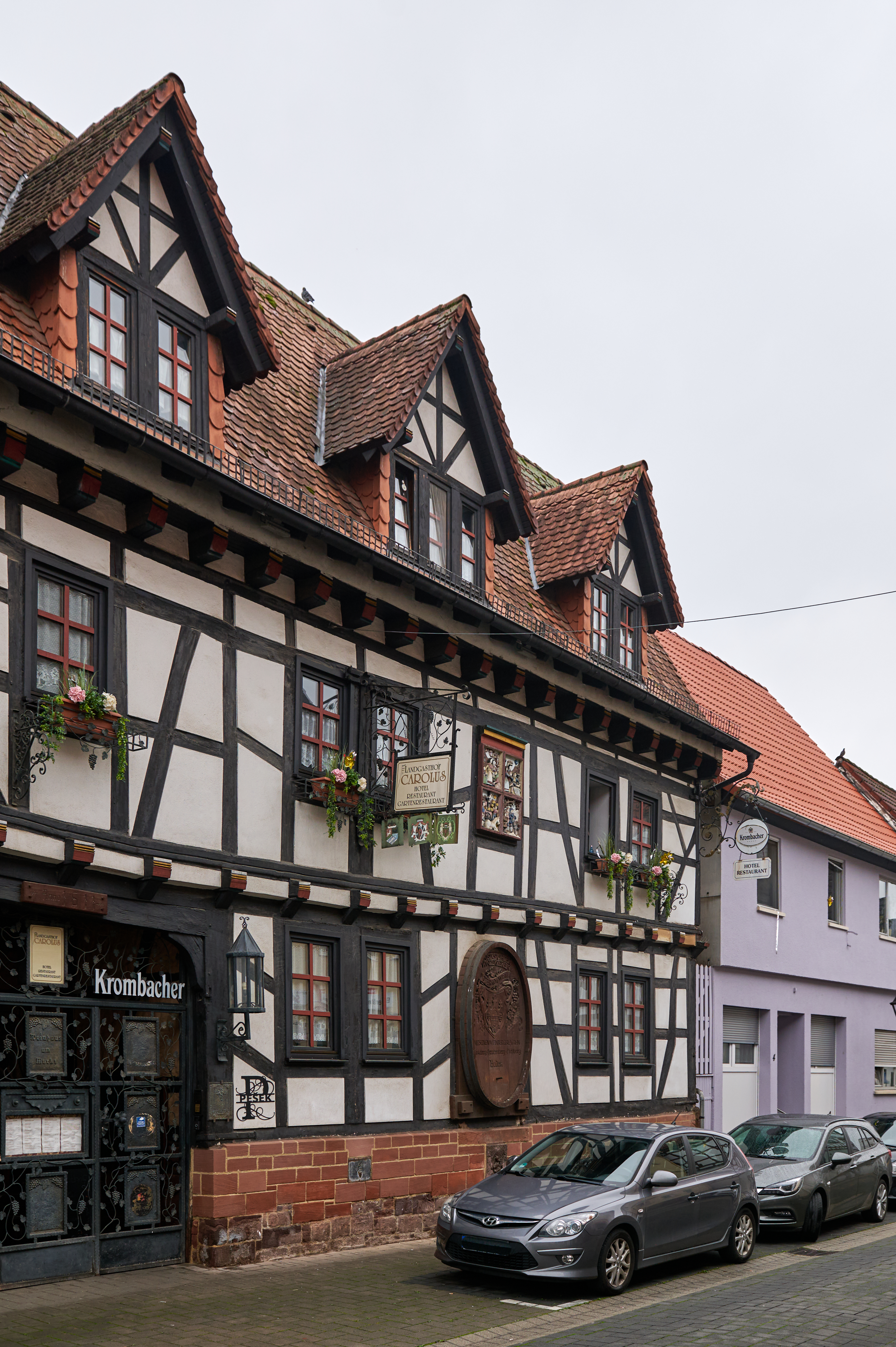
Friedrich-Ebert-Straße 6
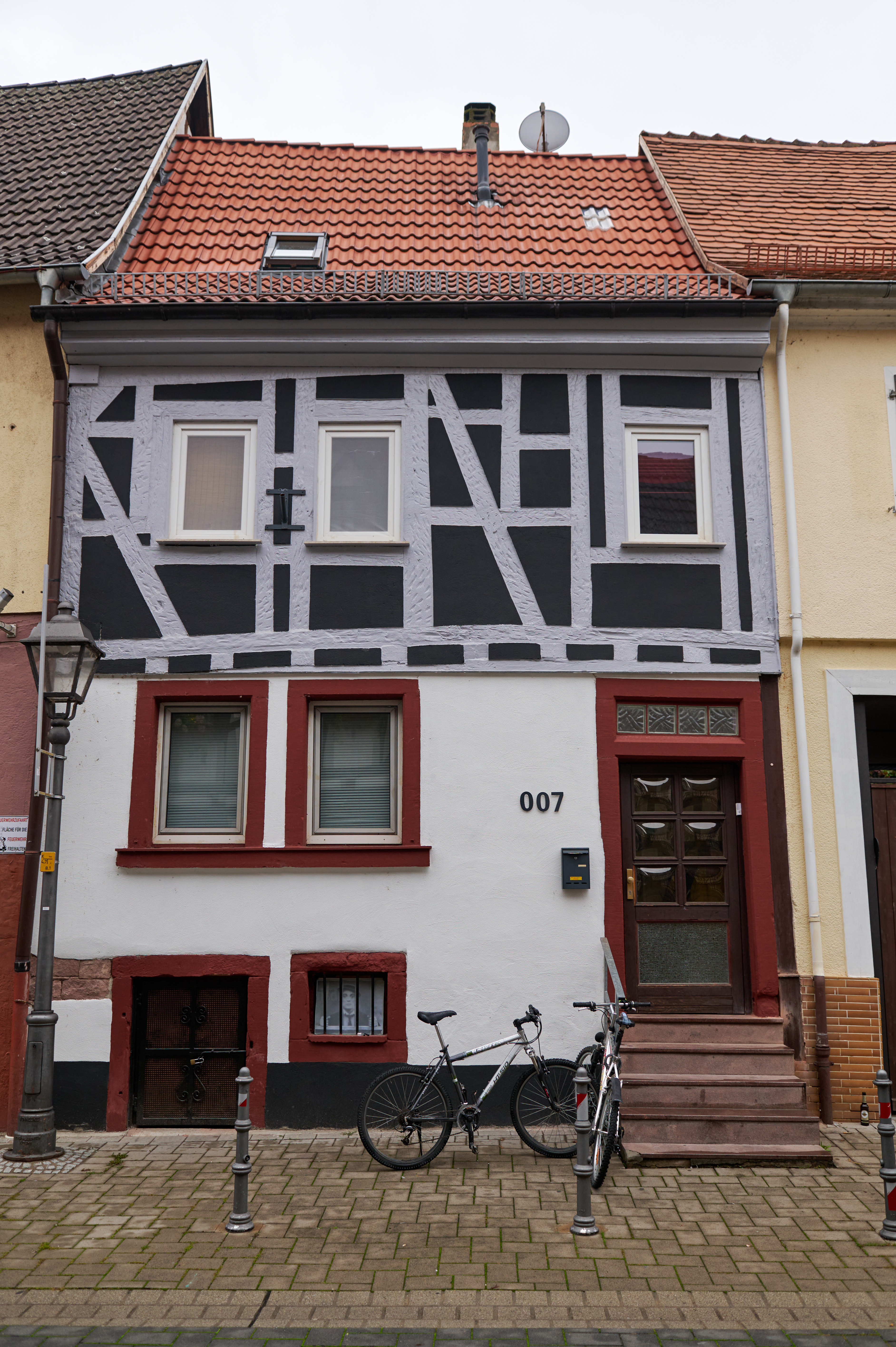
Friedrich-Ebert-Straße 7
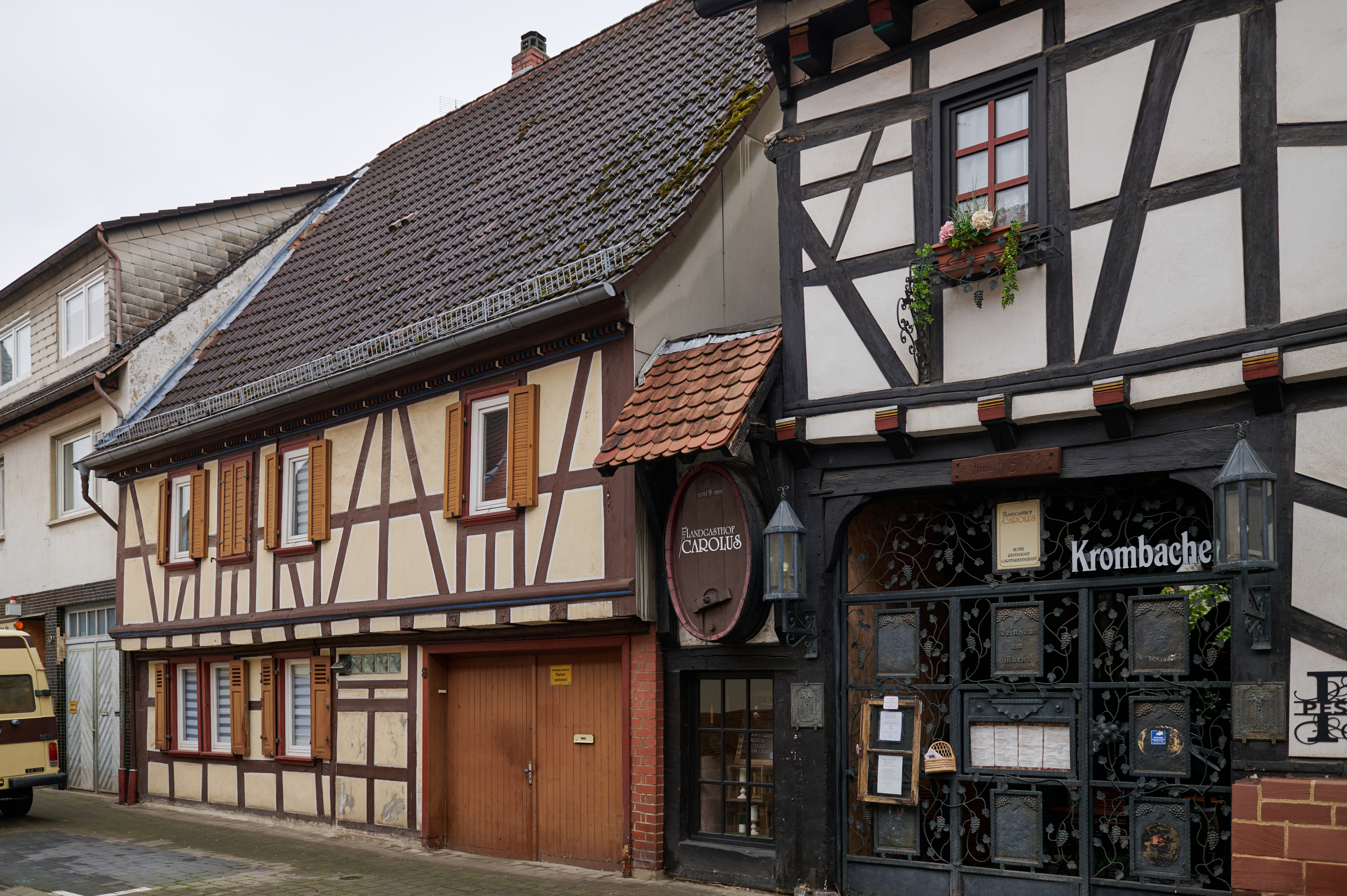
Friedrich-Ebert-Straße 8
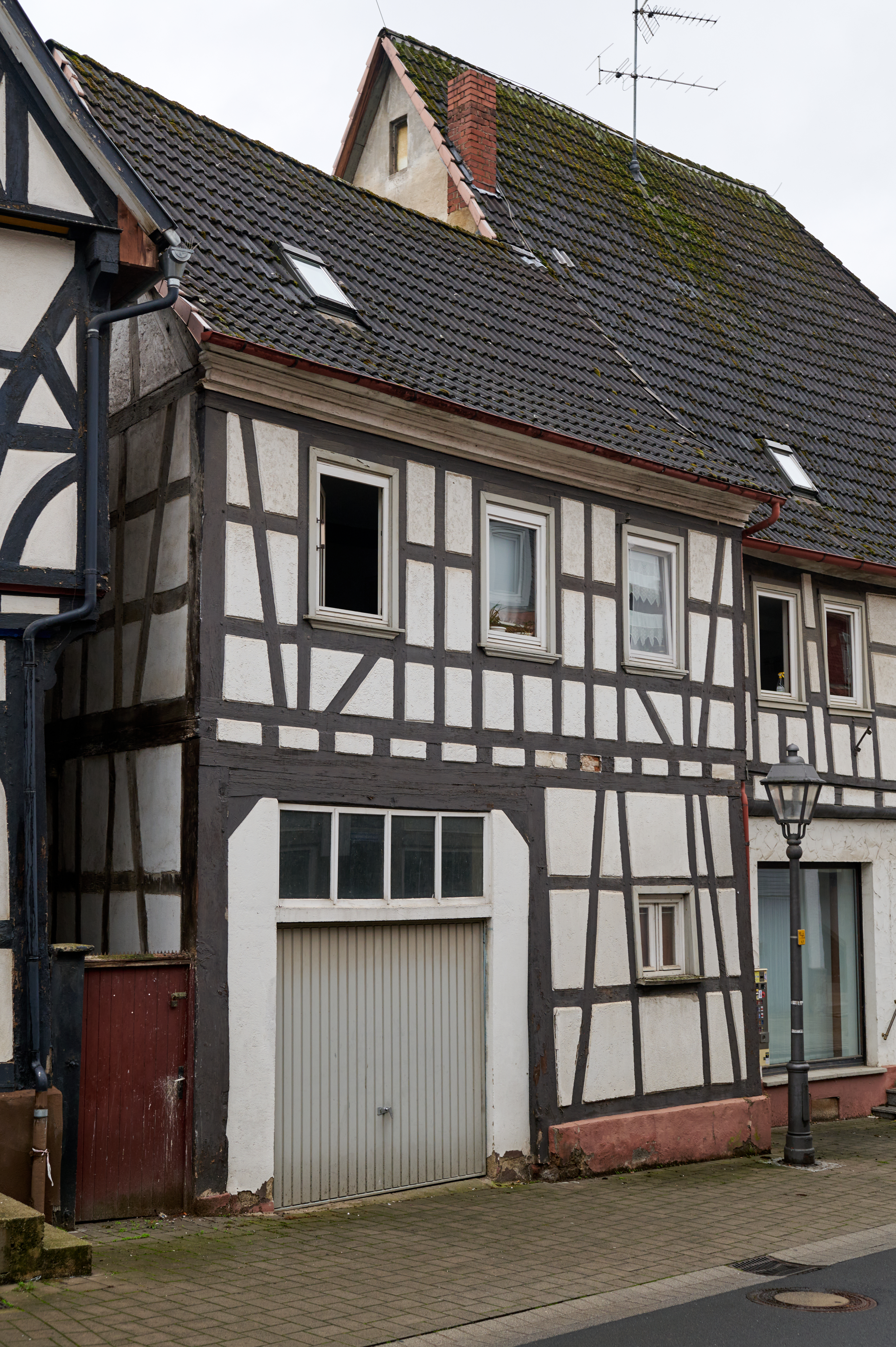
Friedrich-Ebert-Straße 20
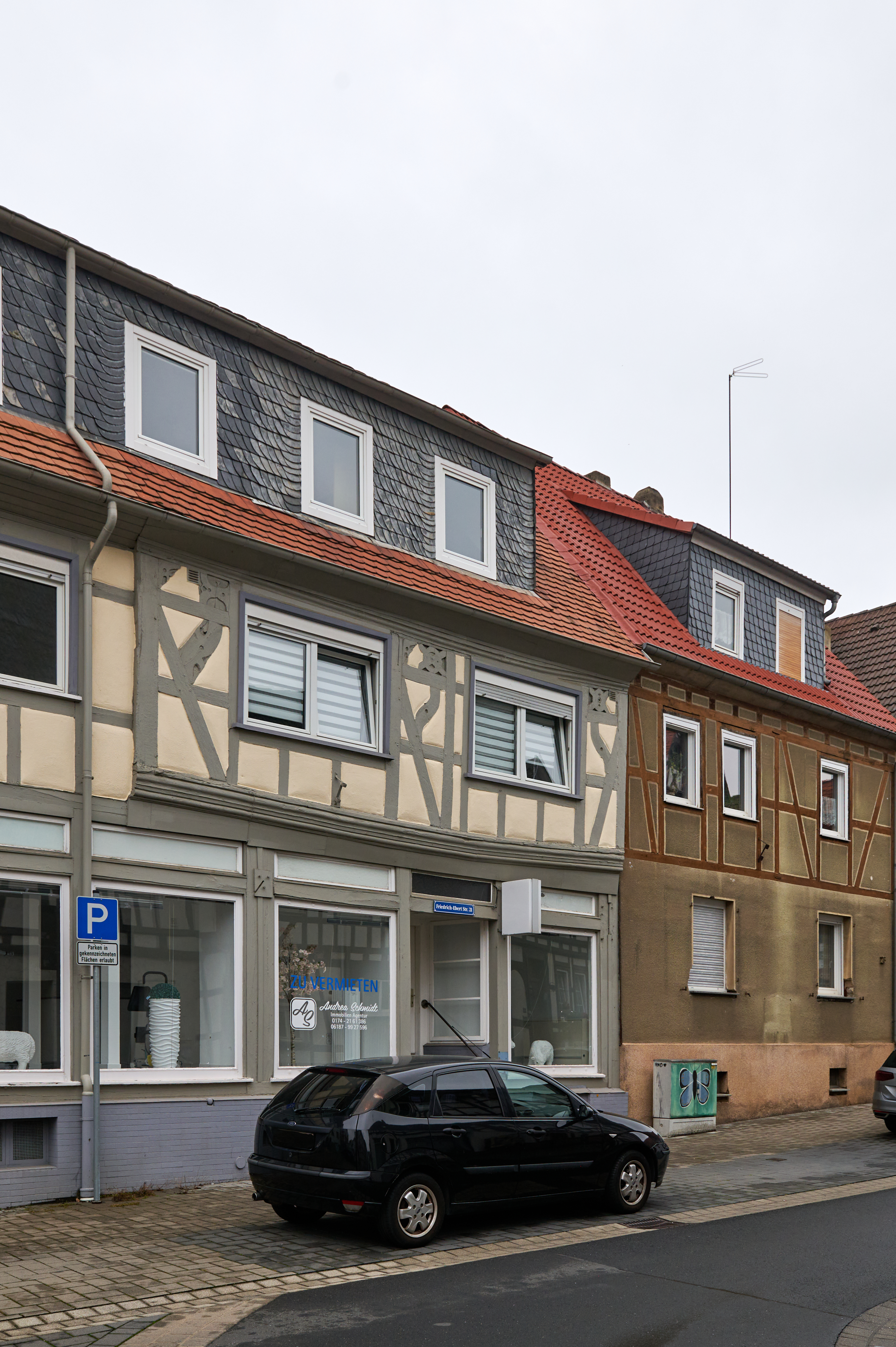
Friedrich-Ebert-Straße 21
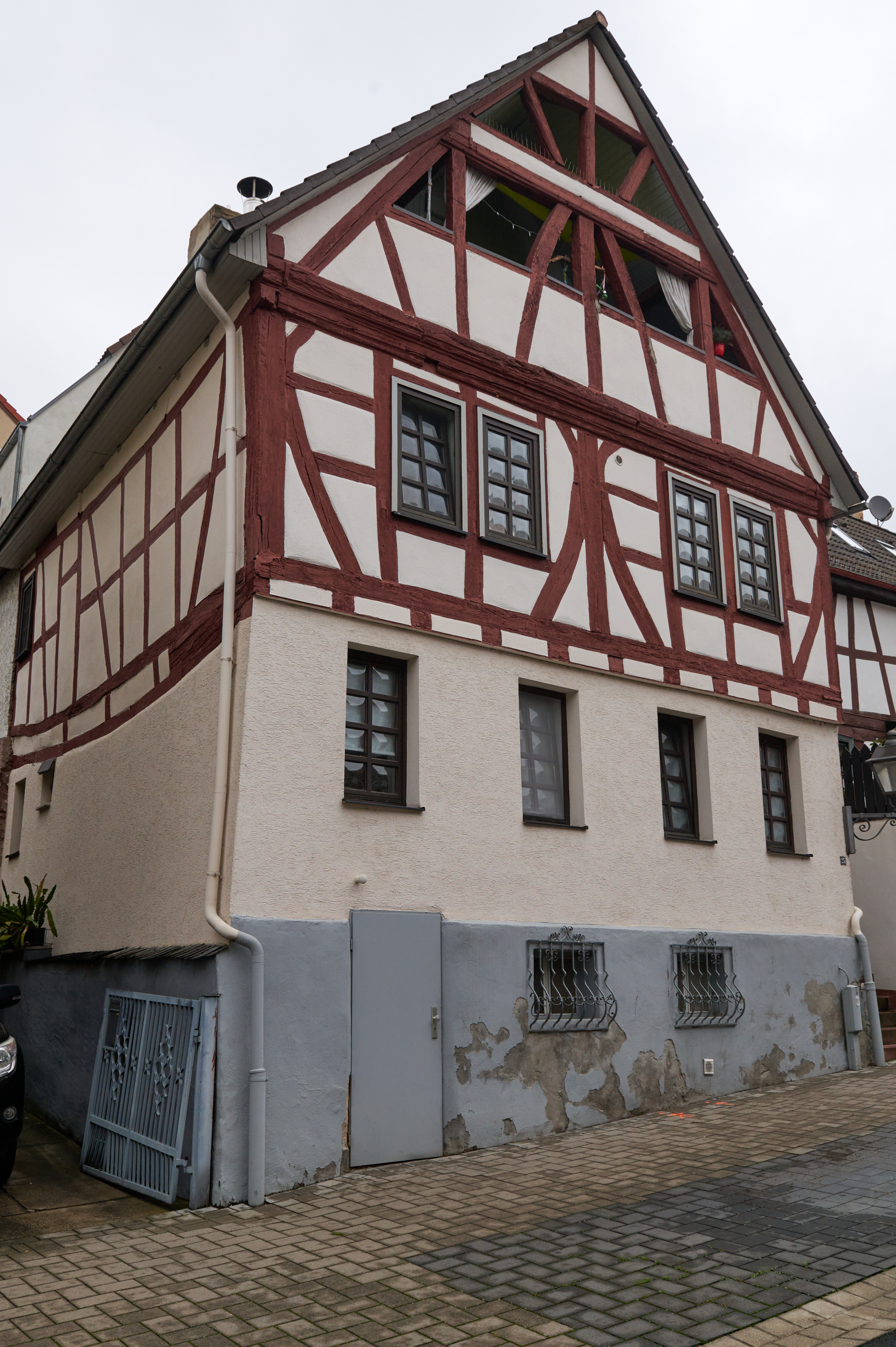
Friedrich-Ebert-Straße 25
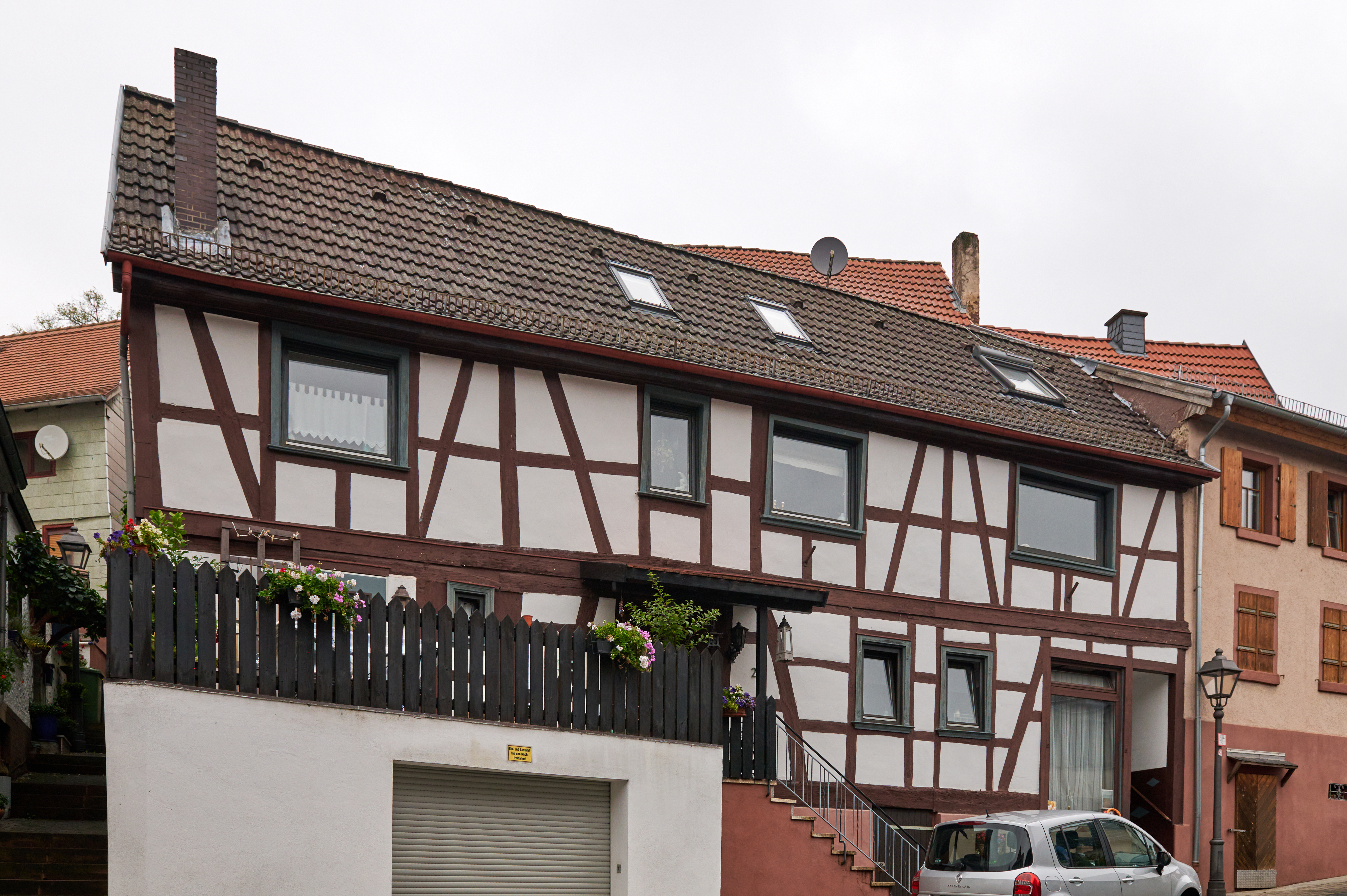
Friedrich-Ebert-Straße 27
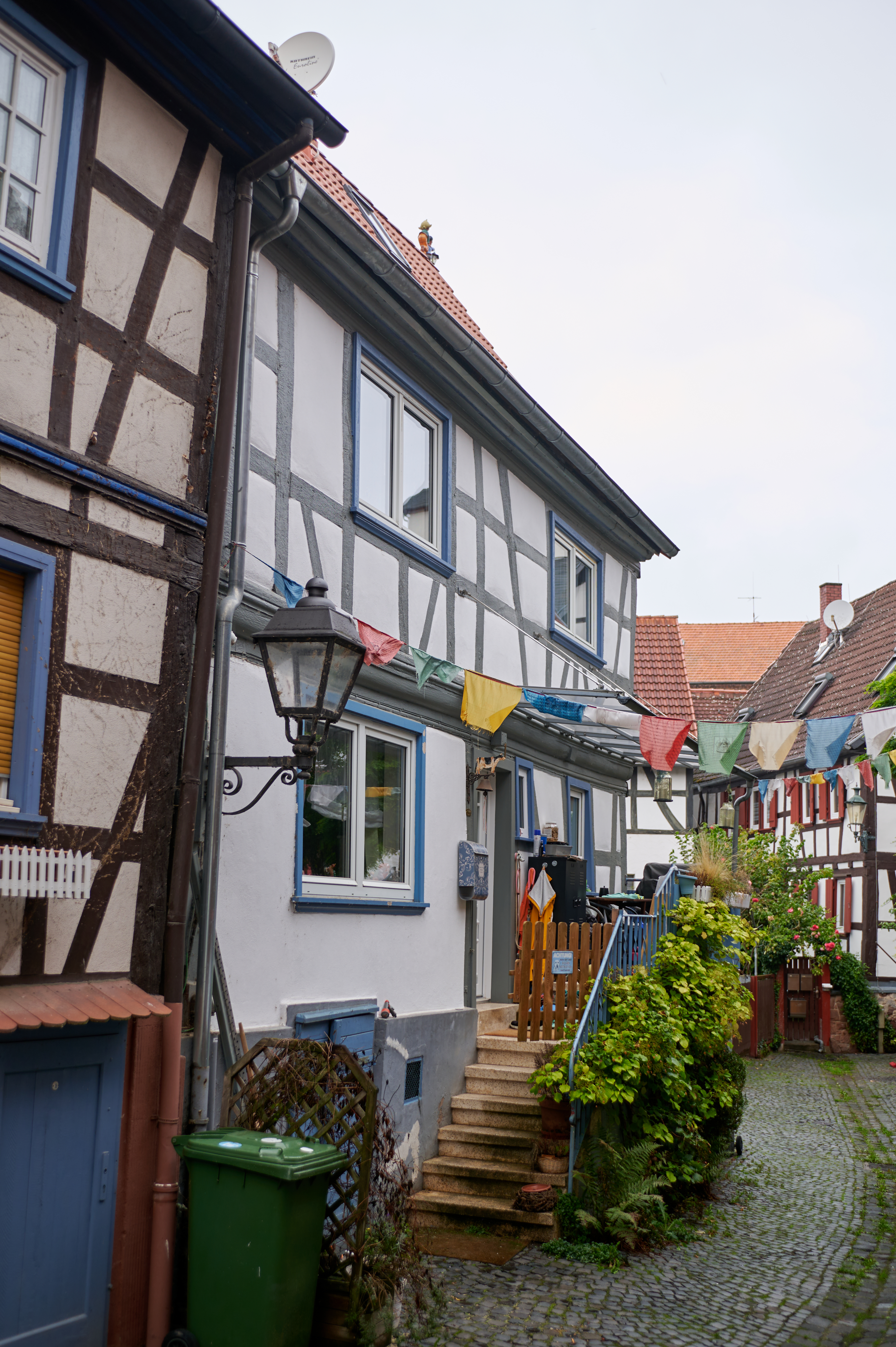
Gute Gasse 1
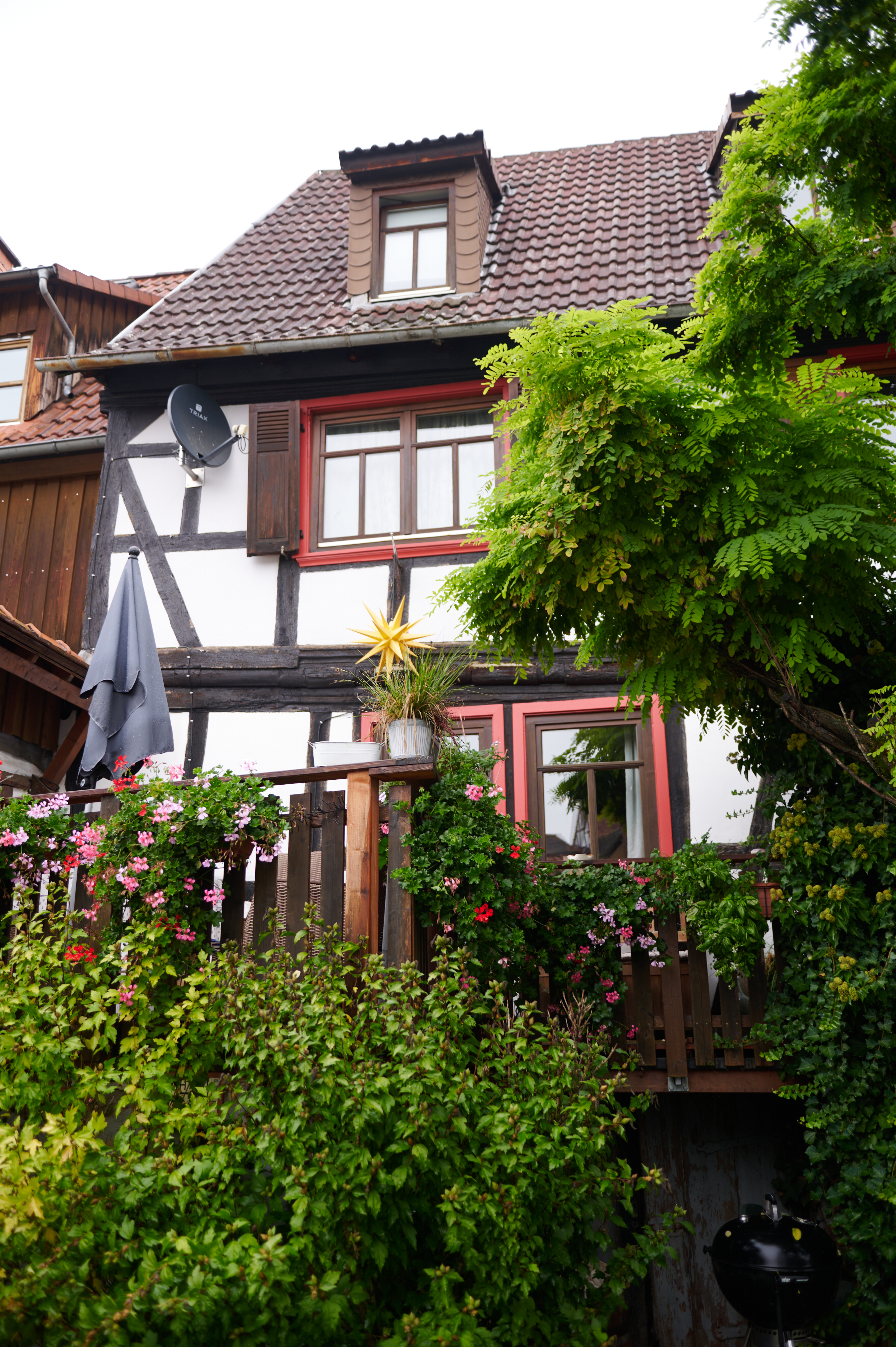
Gute Gasse 2
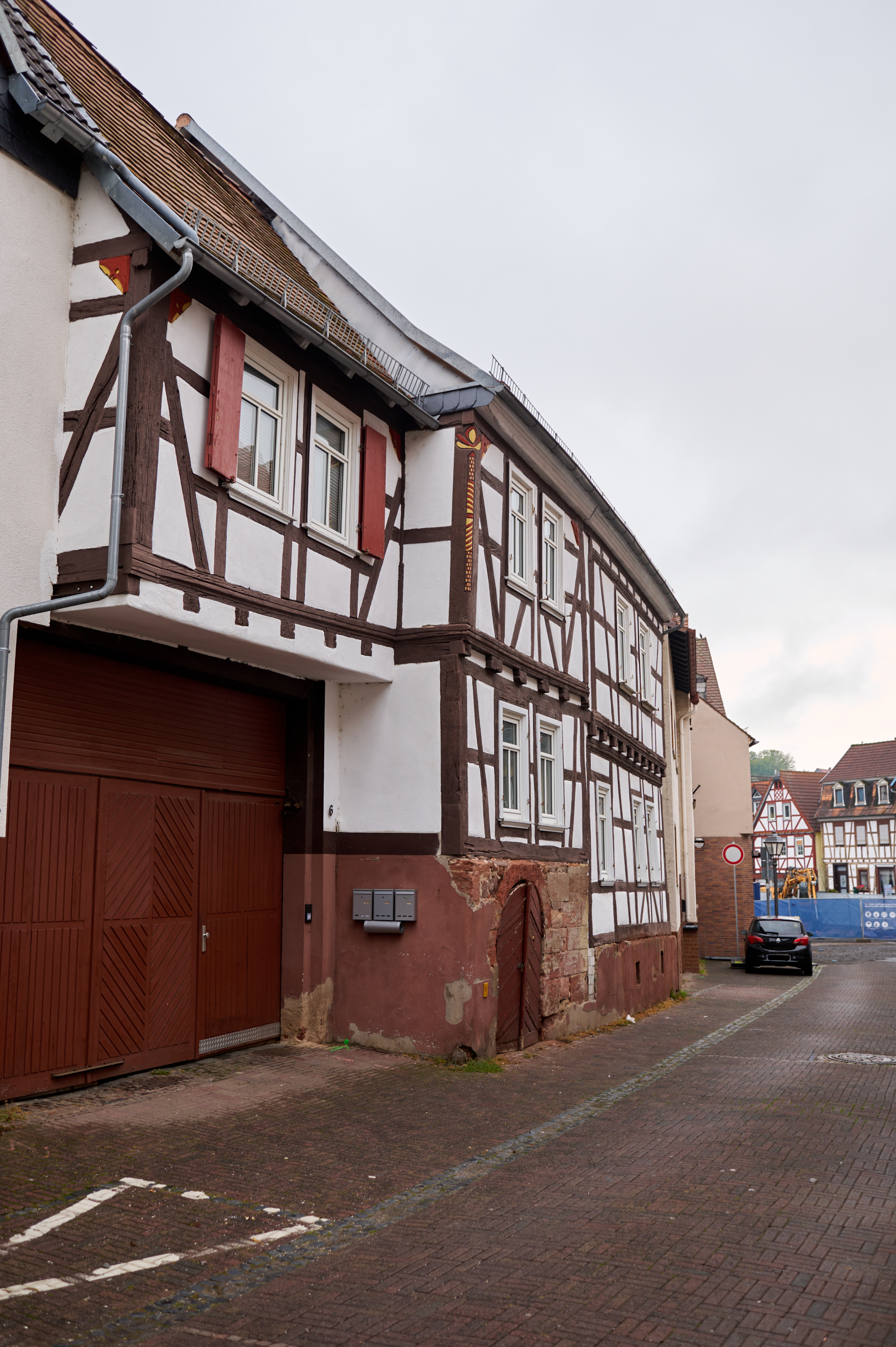
Heldenberger Straße 6
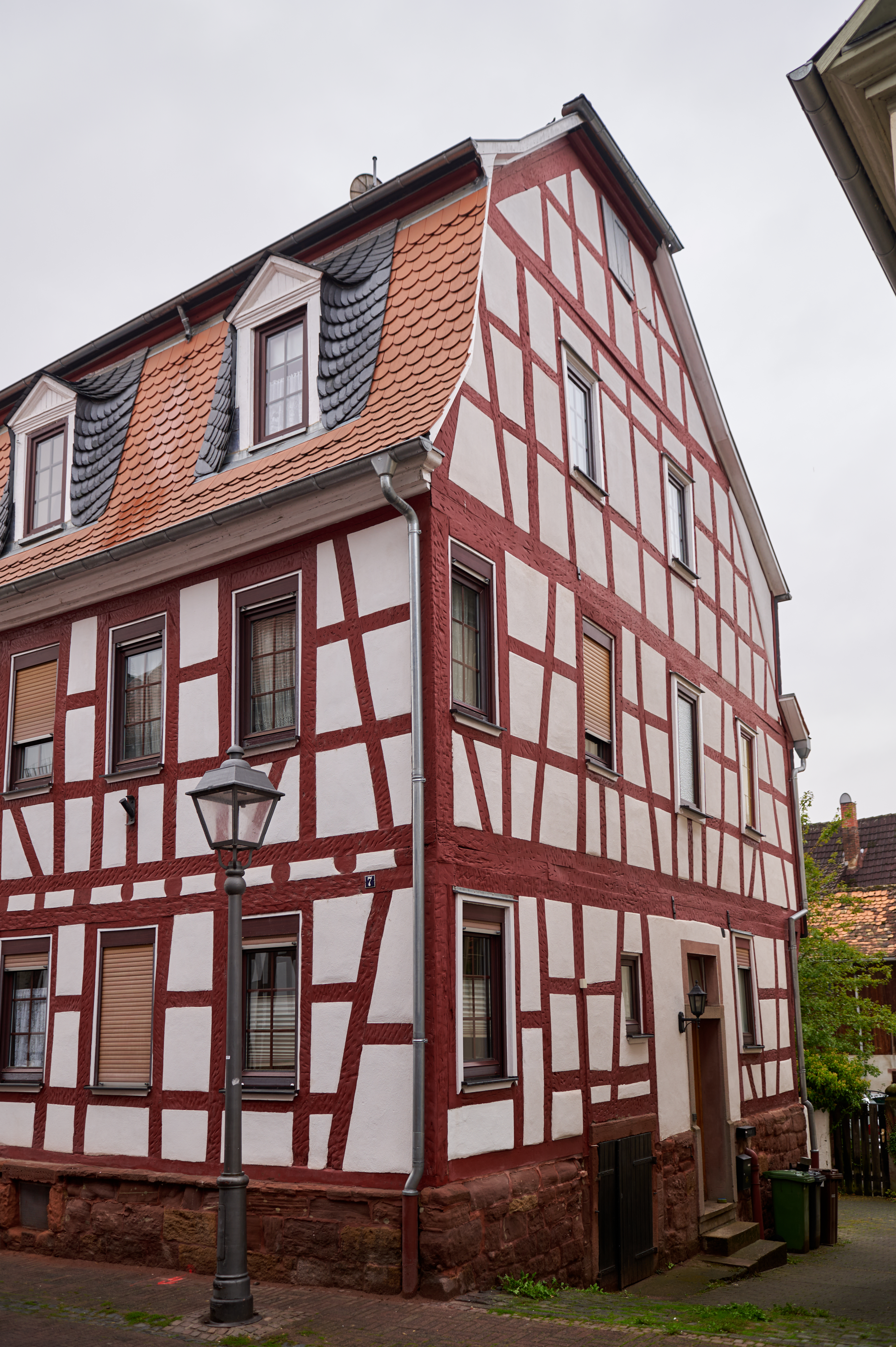
Heldenberger Straße 7
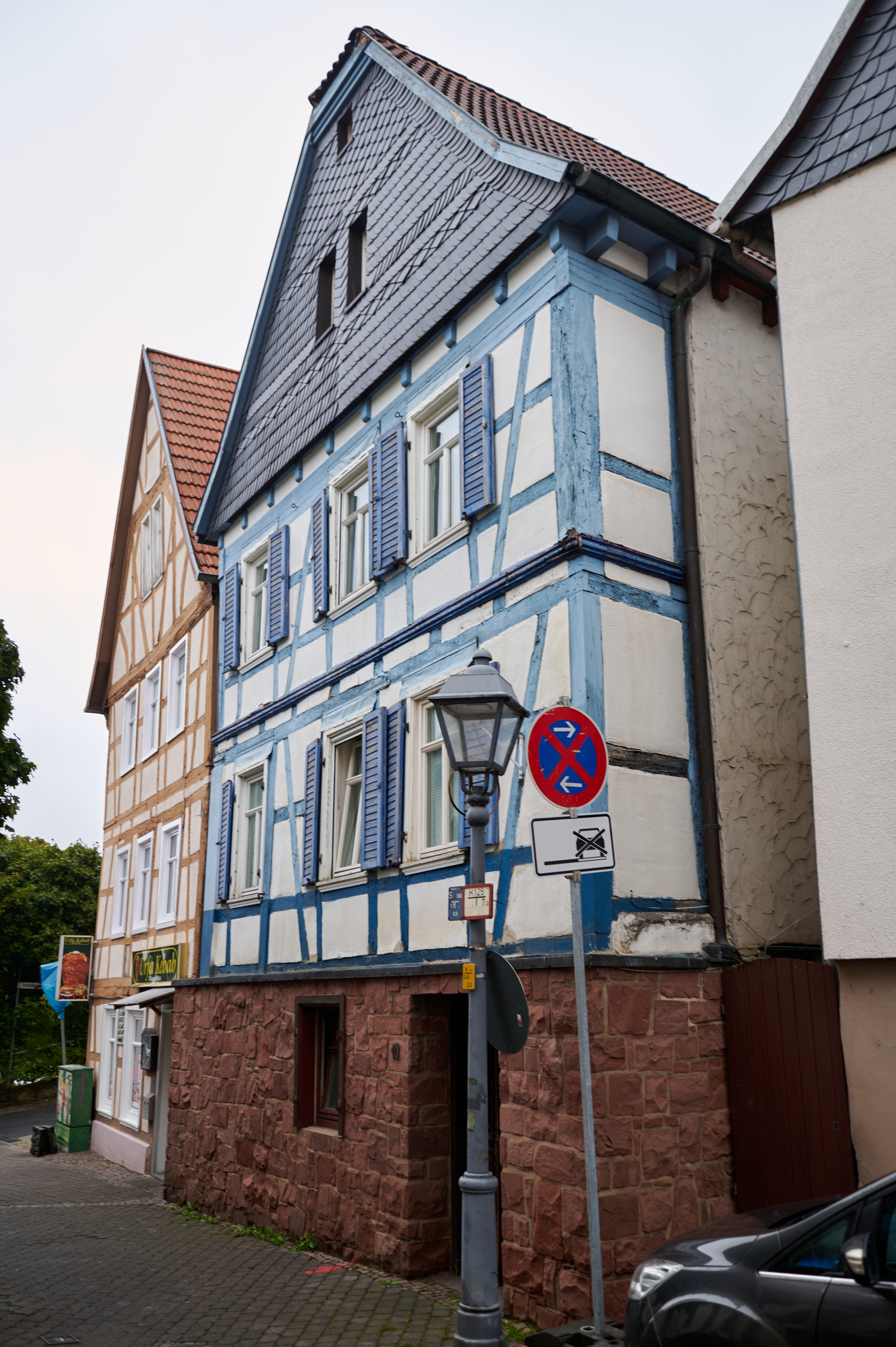
Heldenberger Straße 10
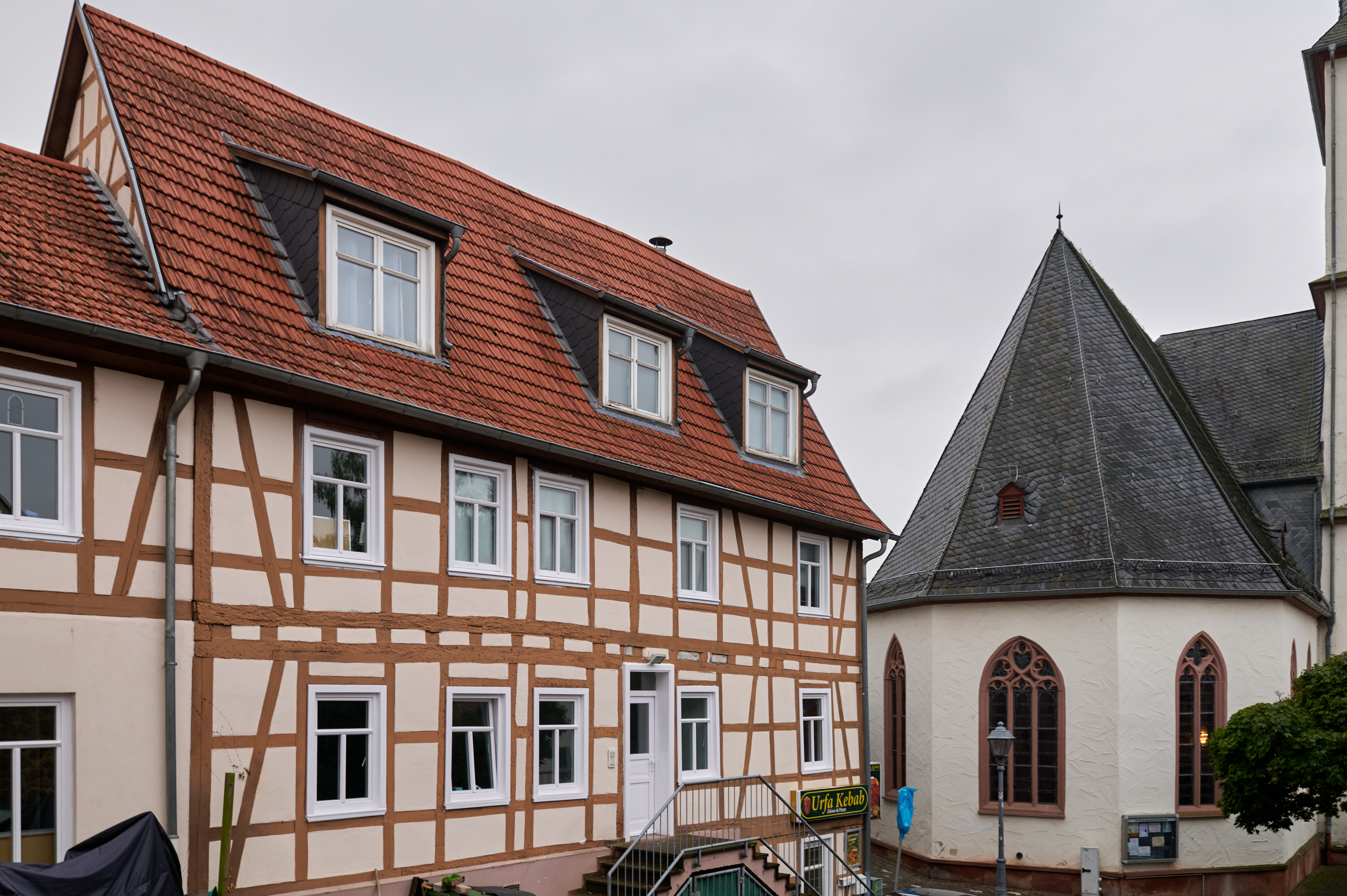
Heldenberger Straße 12
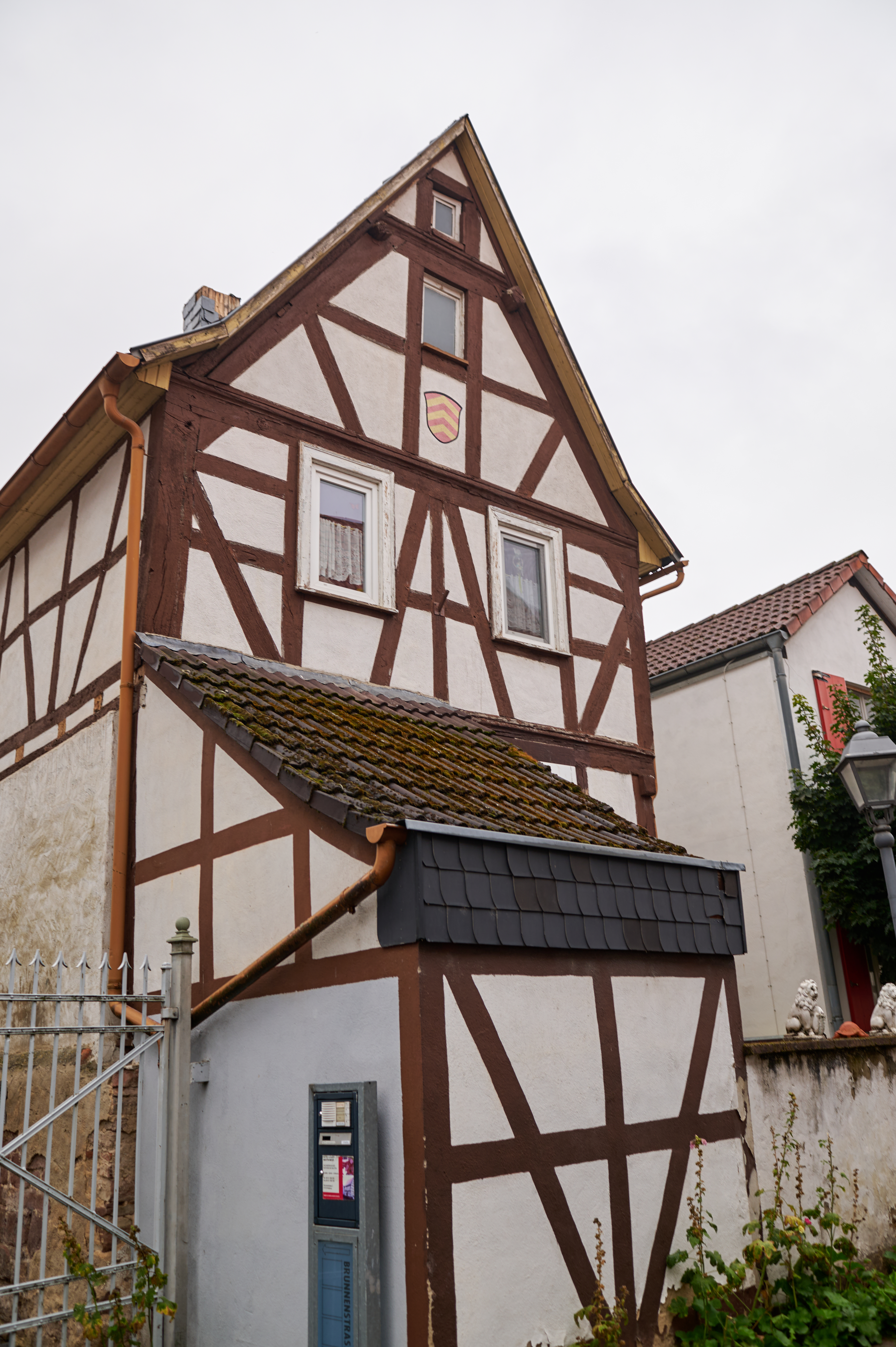
Hofhausstraße 1, 3
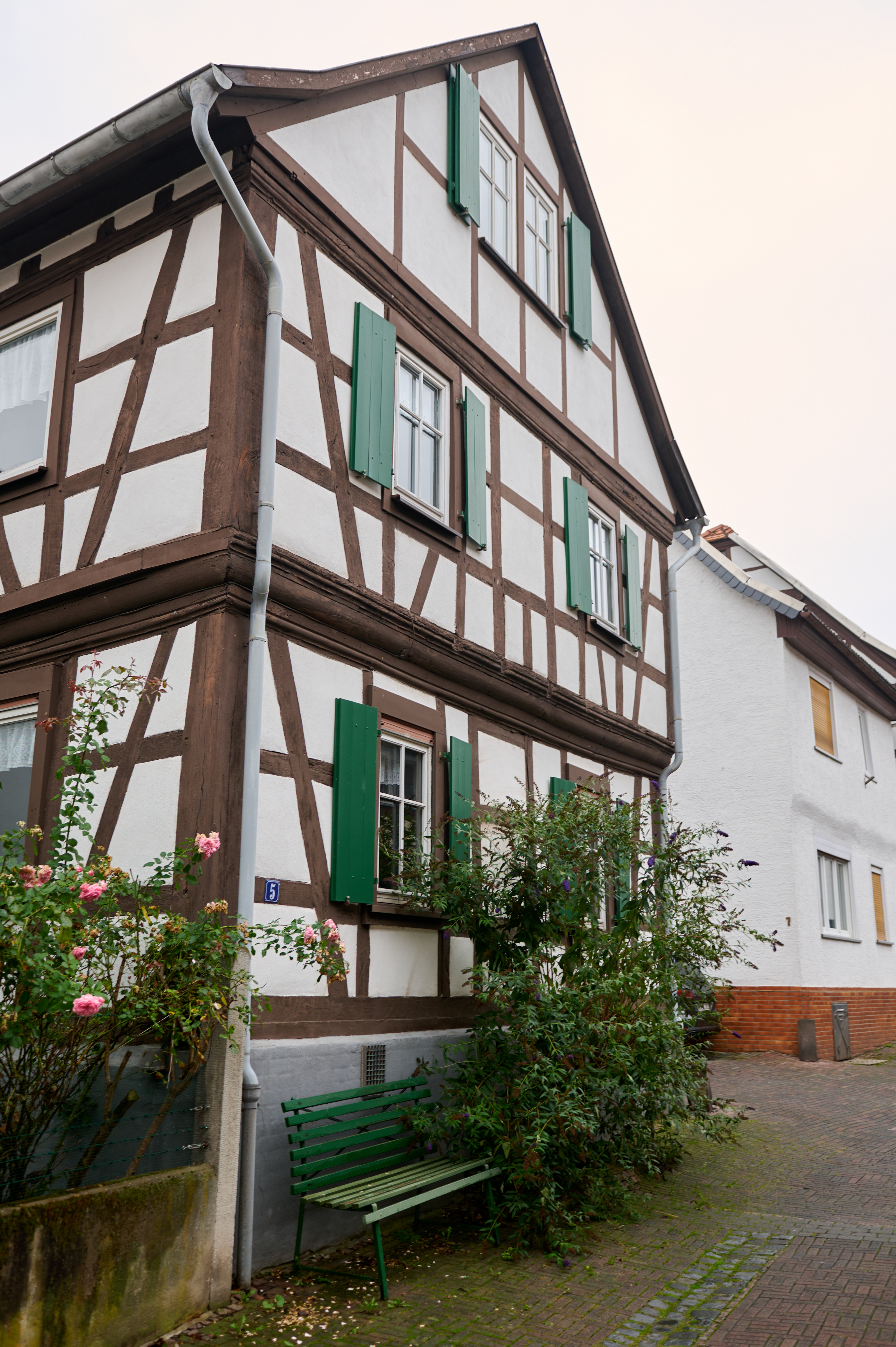
Hofhausstraße 5
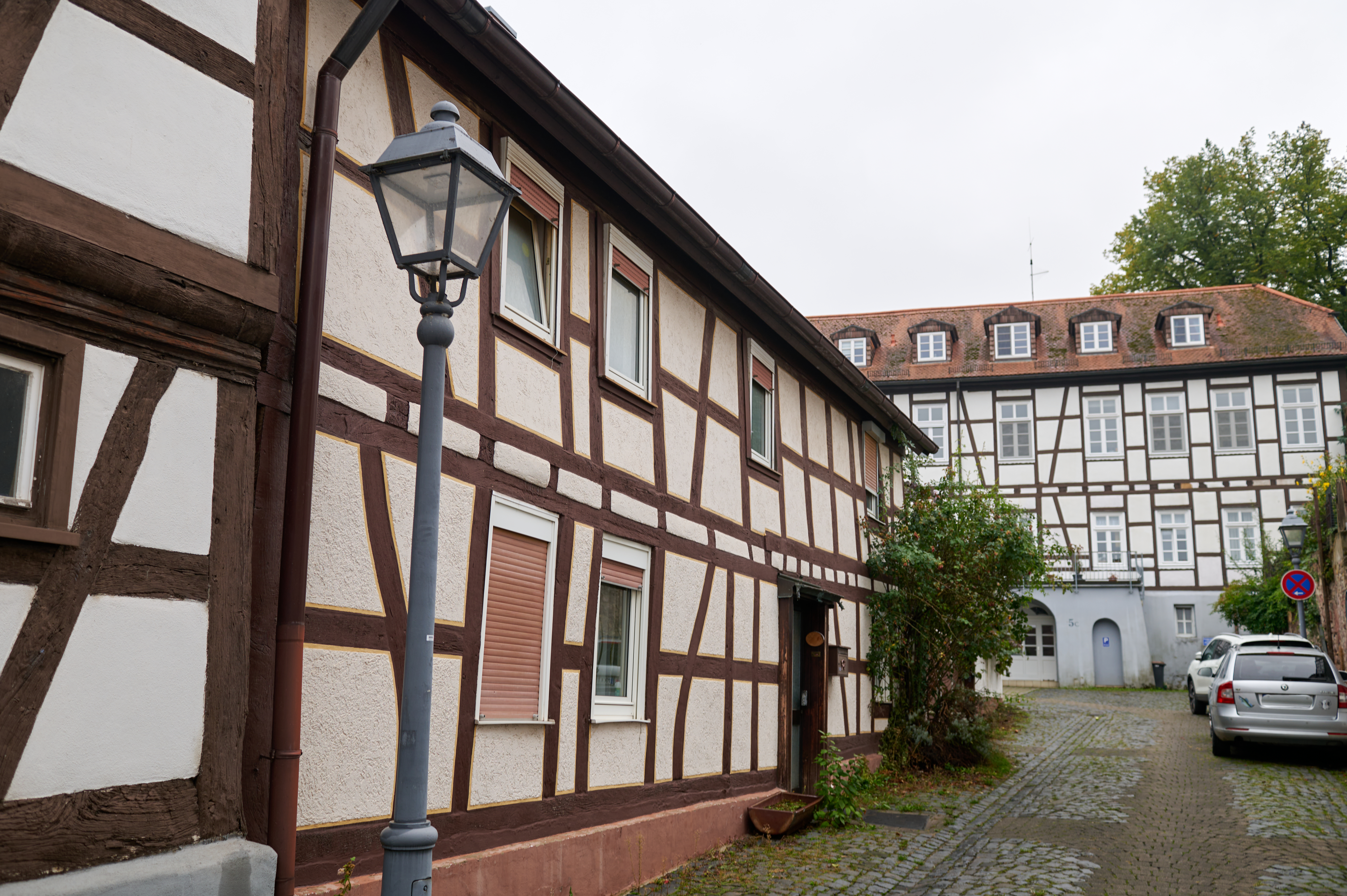
Hofhausstraße 5a, 5c
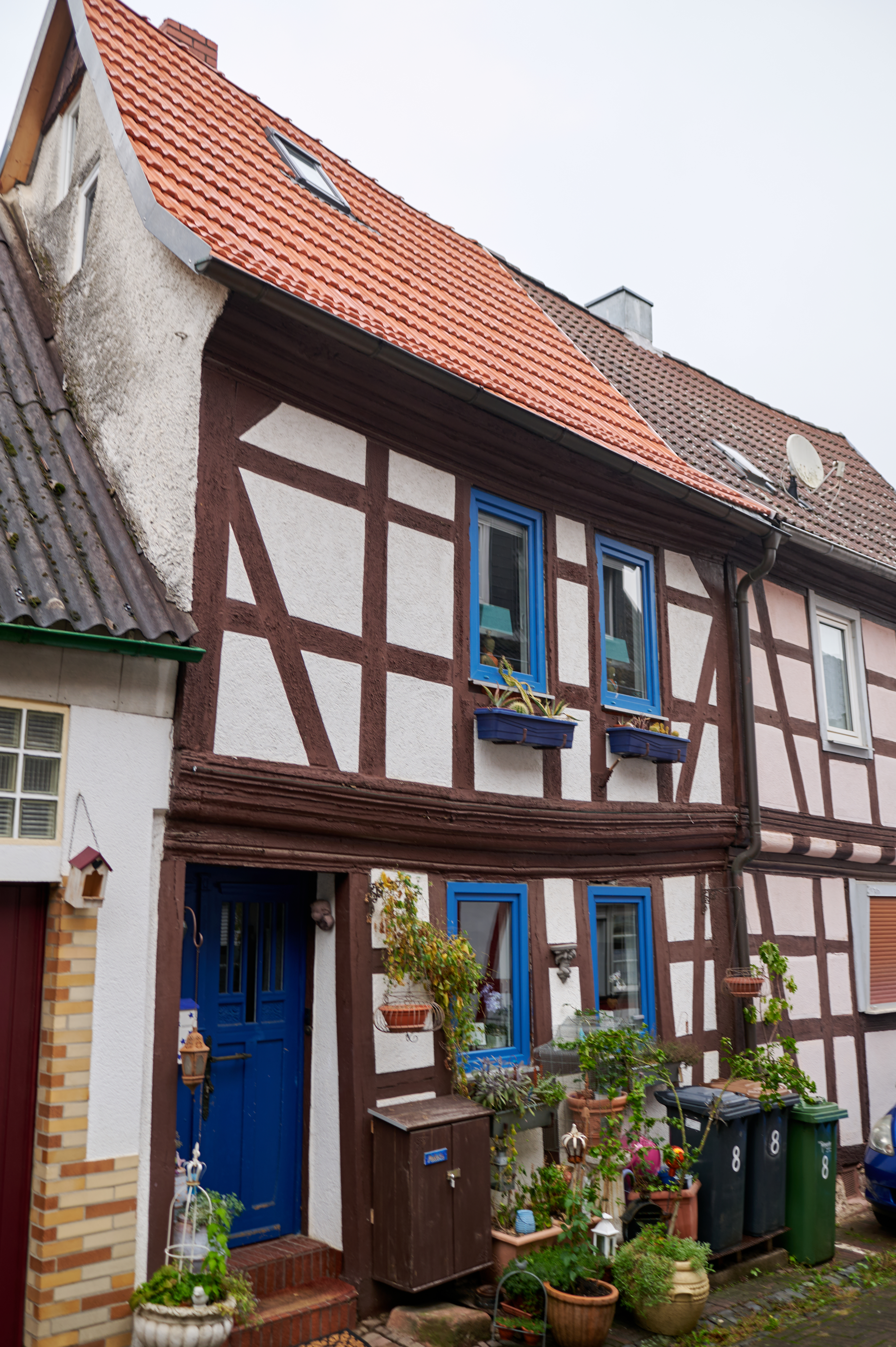
Hofhausstraße 8
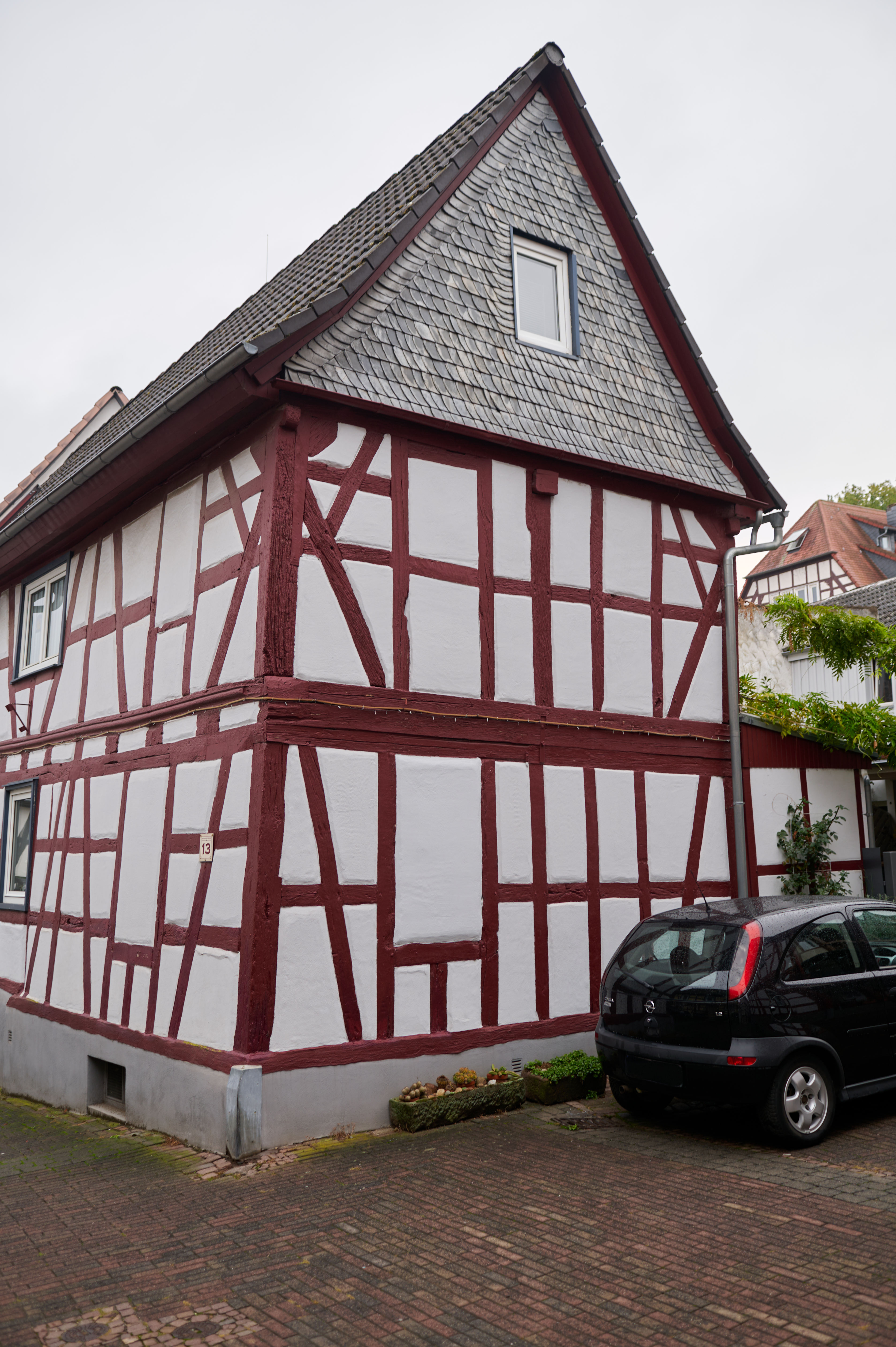
Hofhausstraße 13
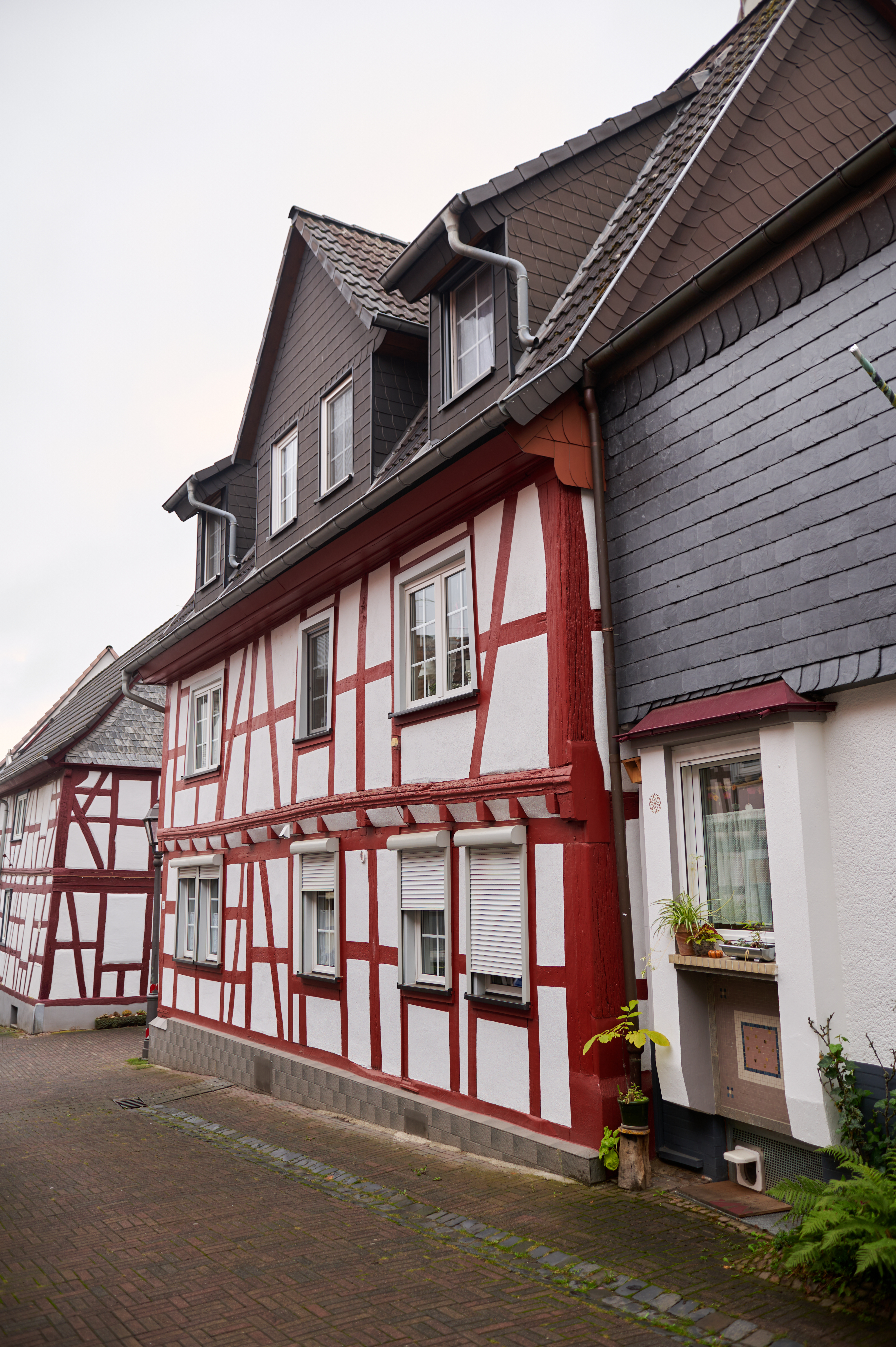
Hofhausstraße 17
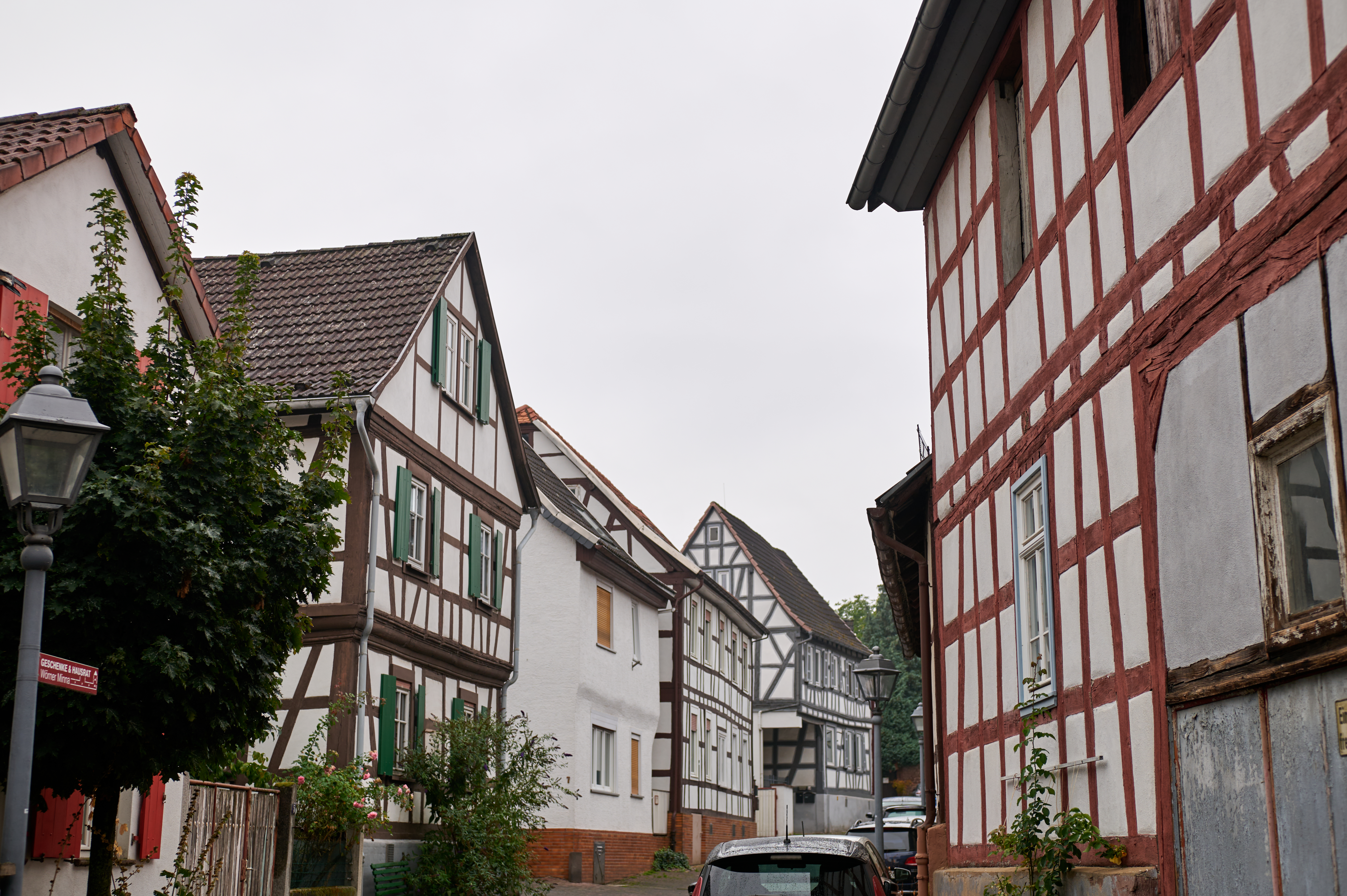
Hofhausstraße von Osten
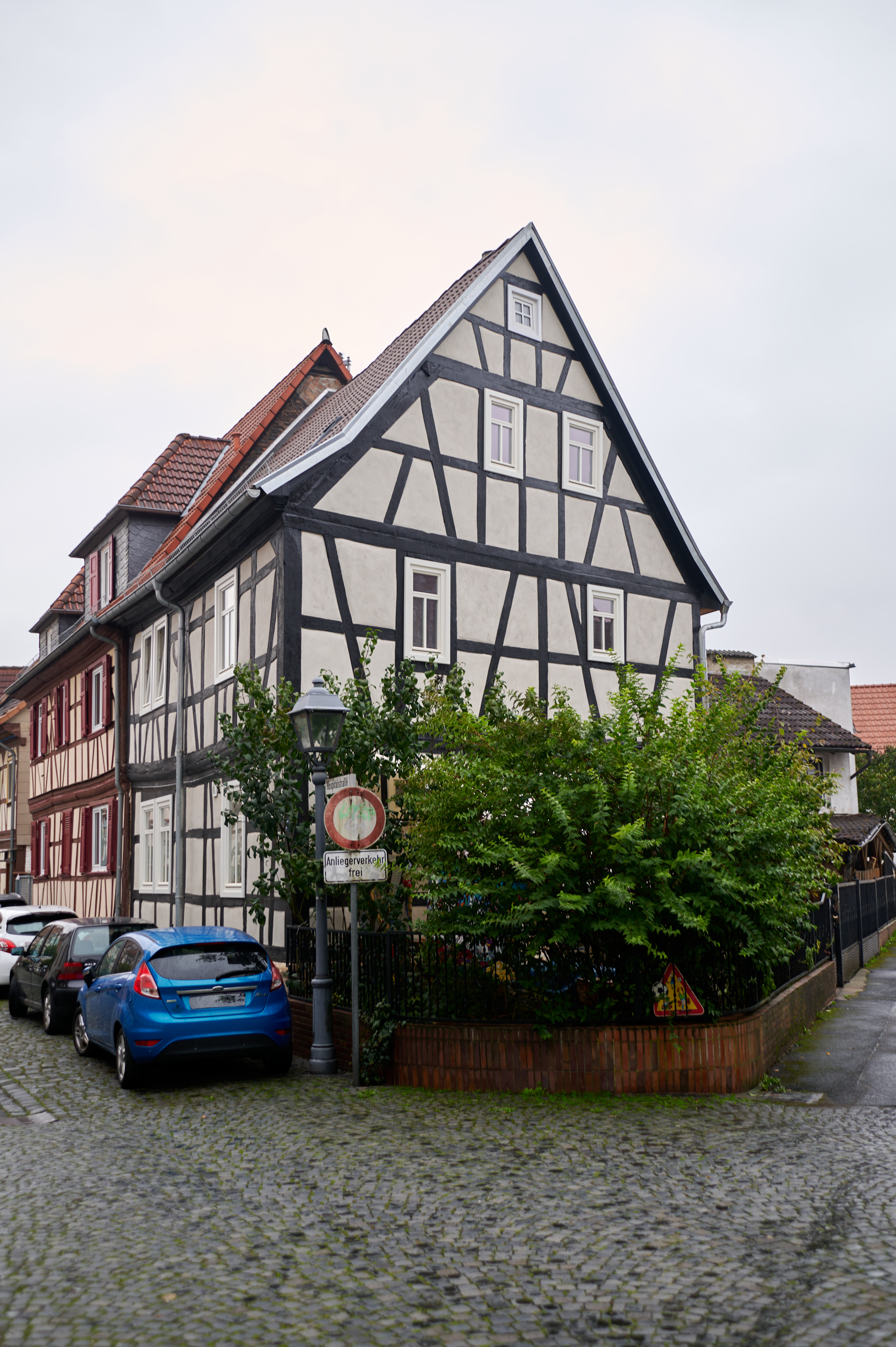
Hospitalstraße 2
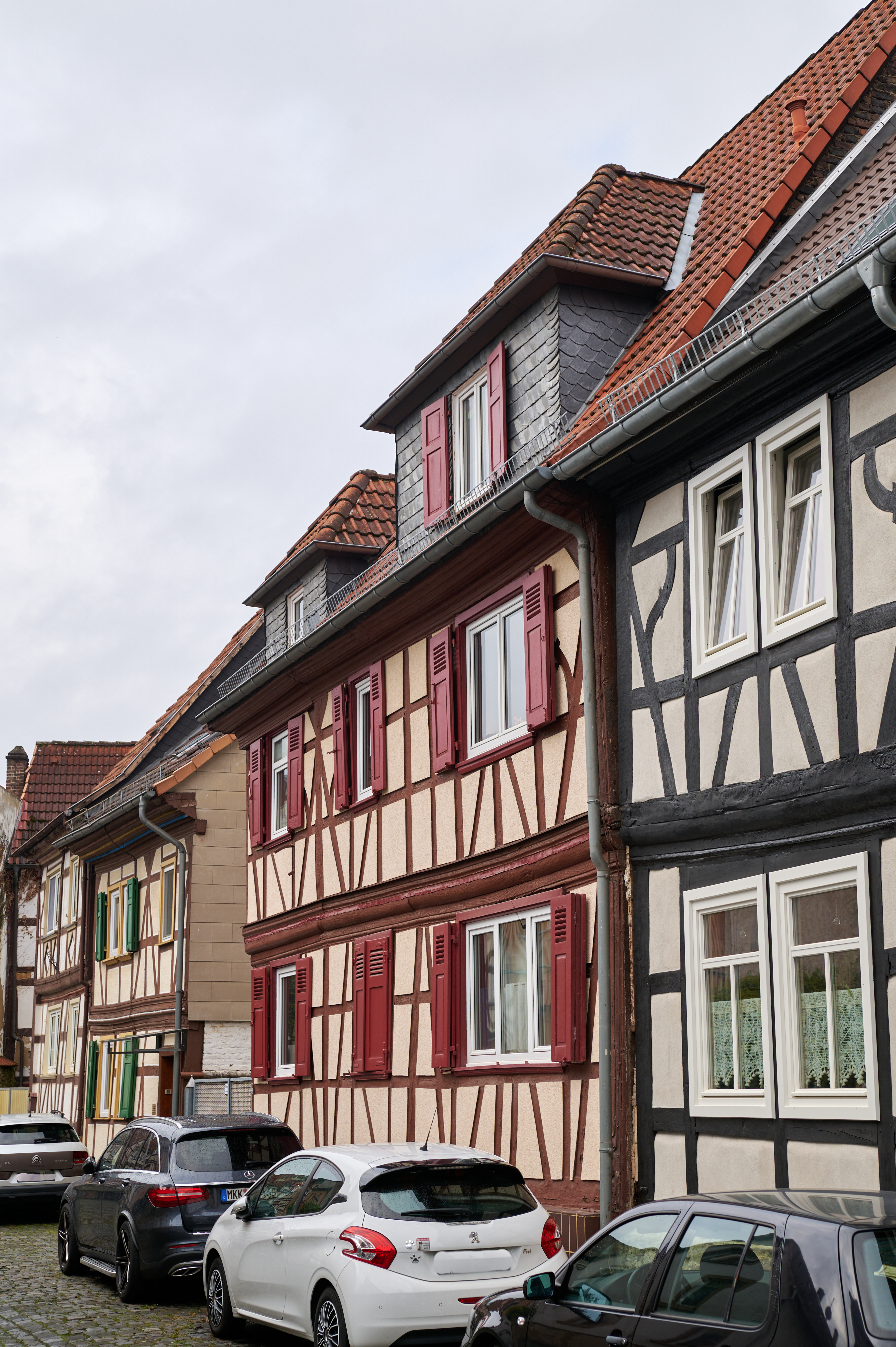
Hospitalstraße 4
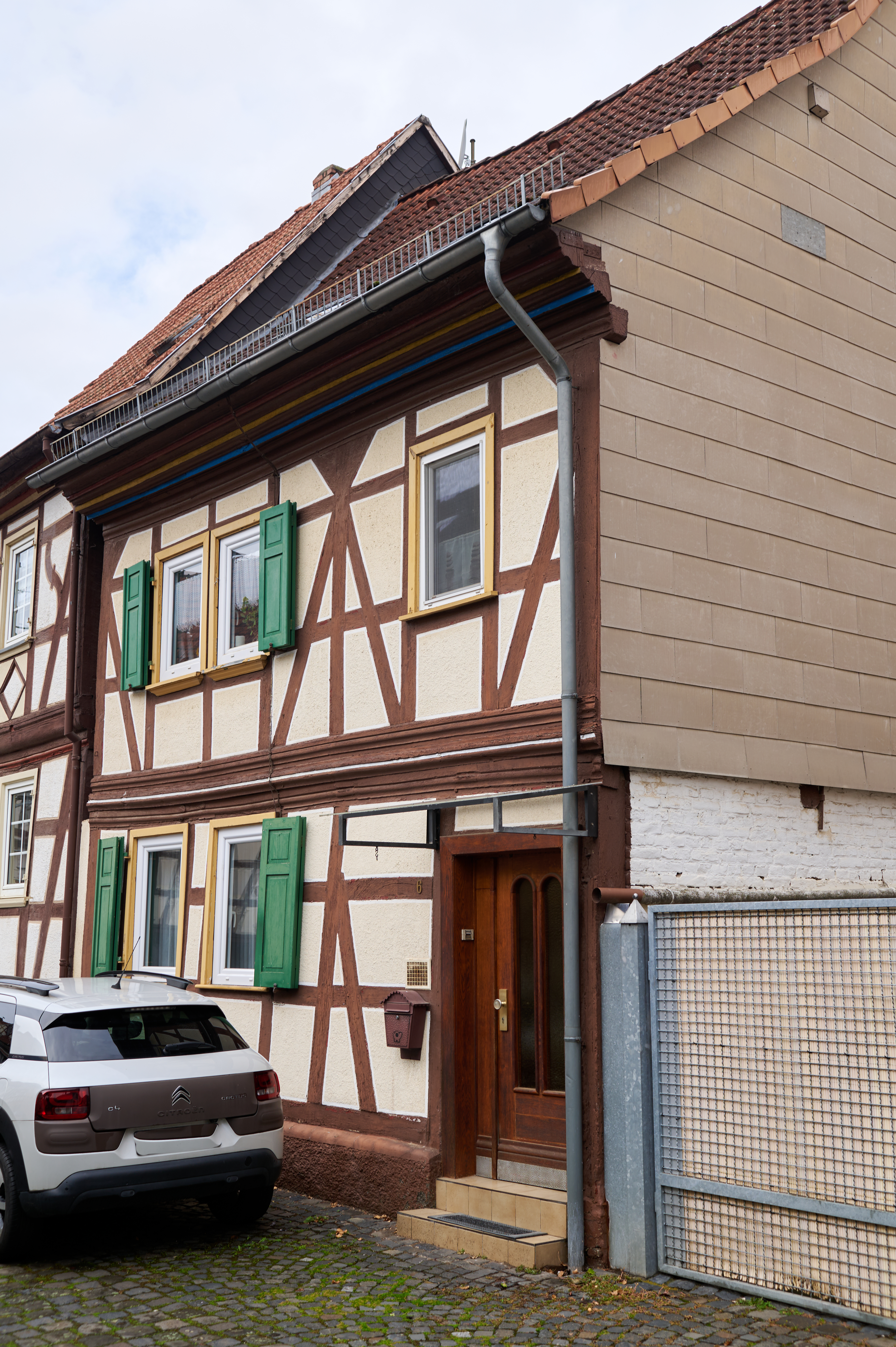
Hospitalstraße 6
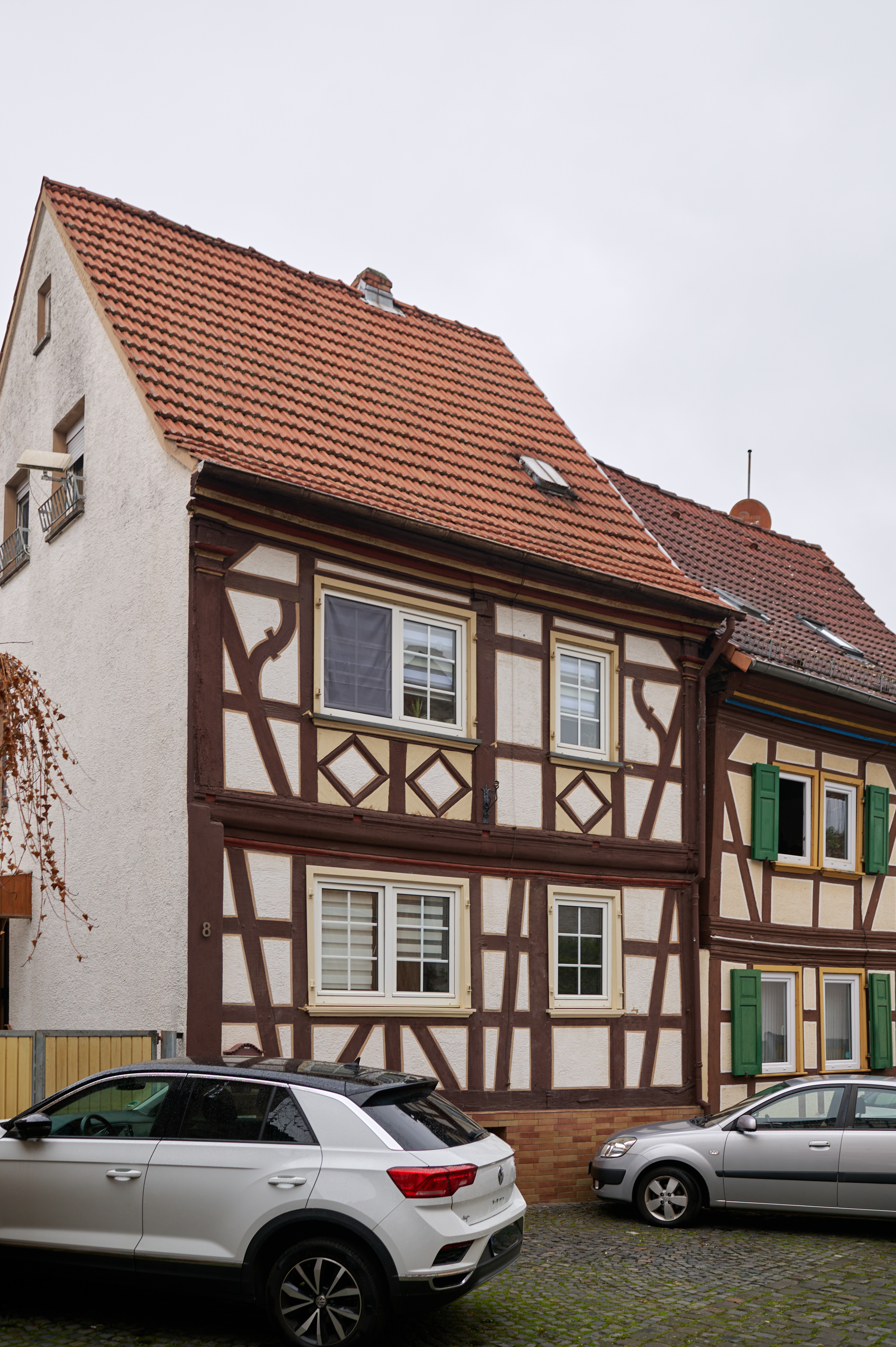
Hospitalstraße 8
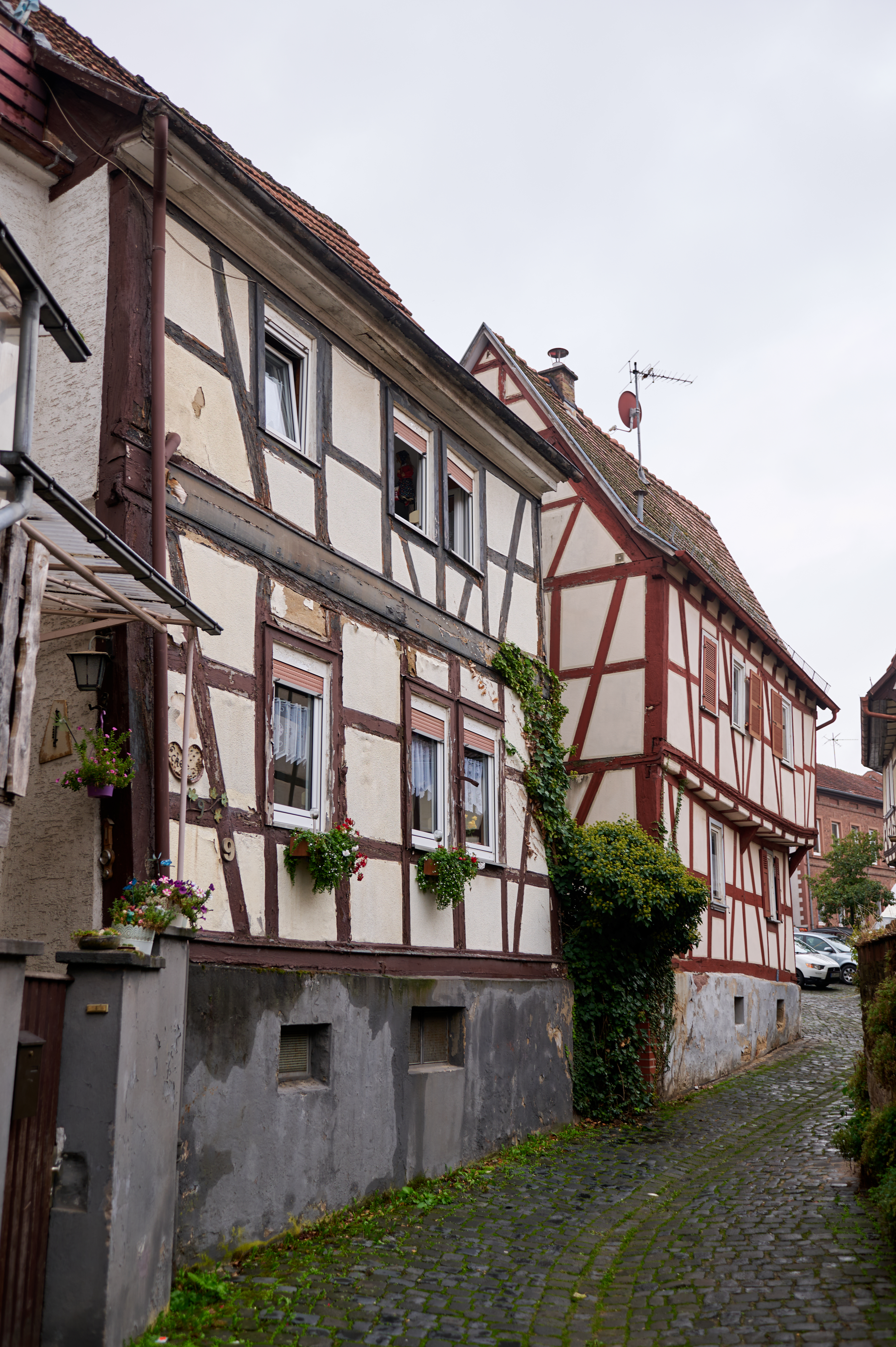
Hospitalstraße 9
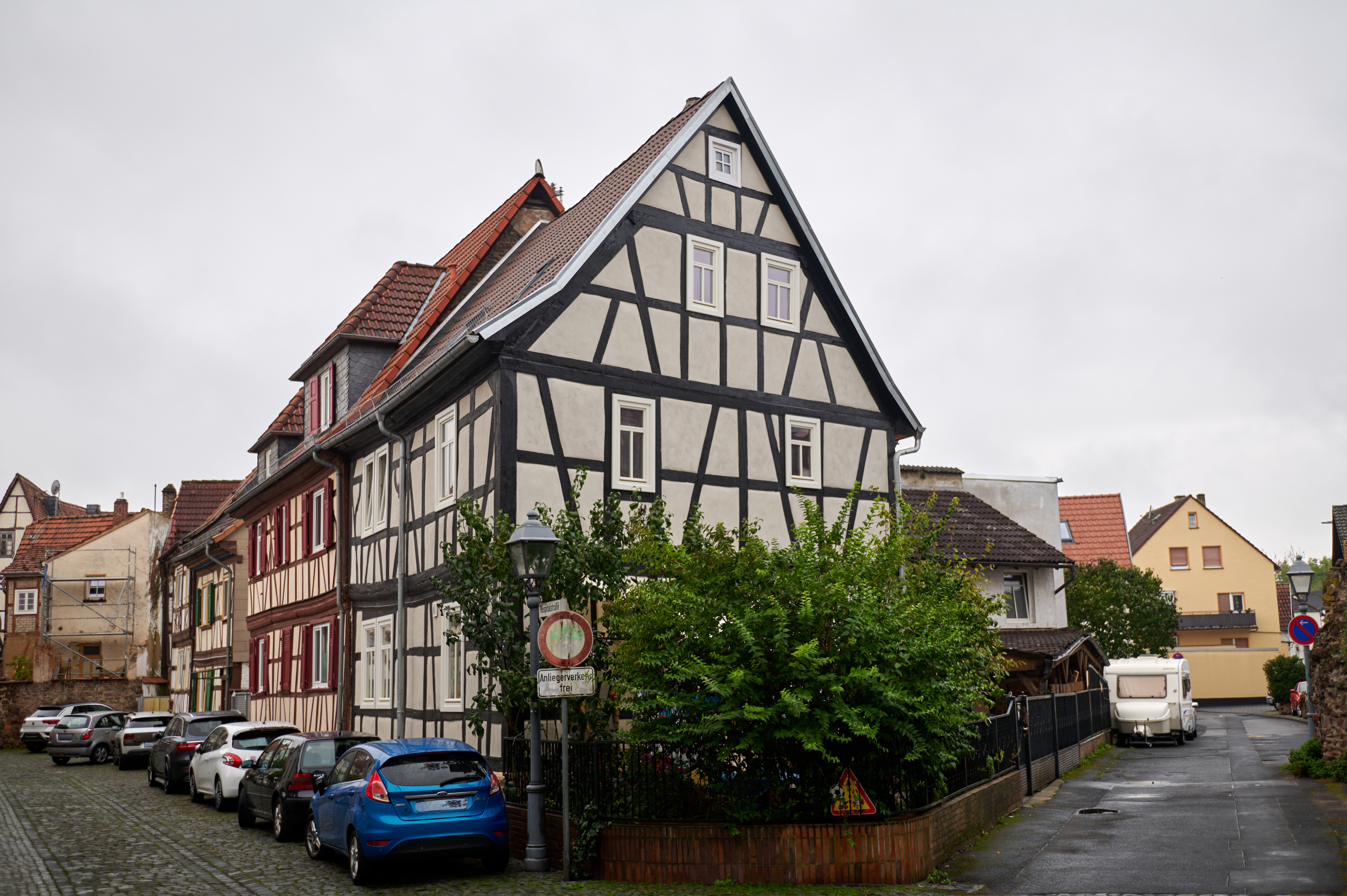
Hospitalstraße von Osten
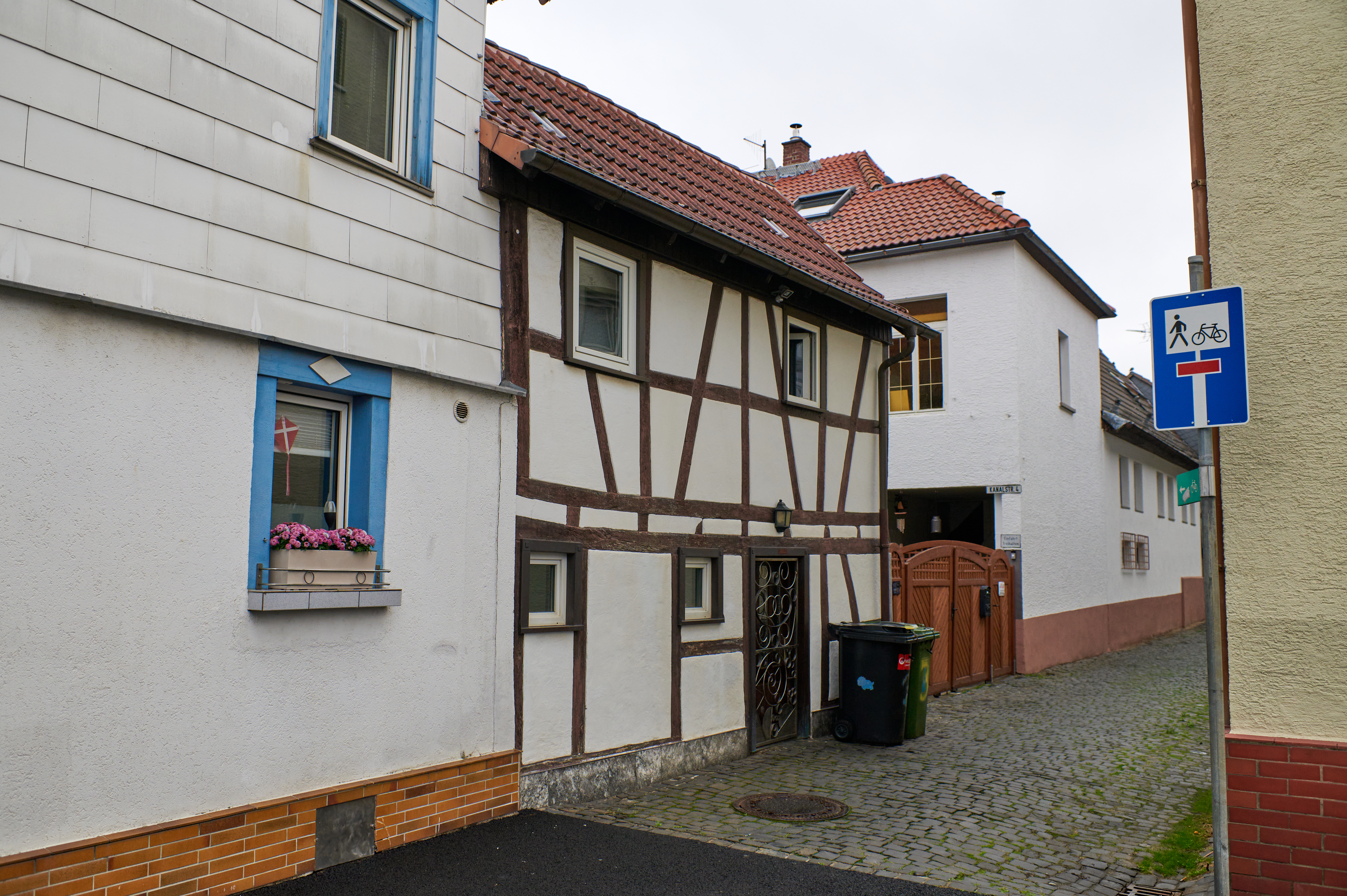
Friedrich-Ebert-Straße 4, Nebengebäude Kanalstraße
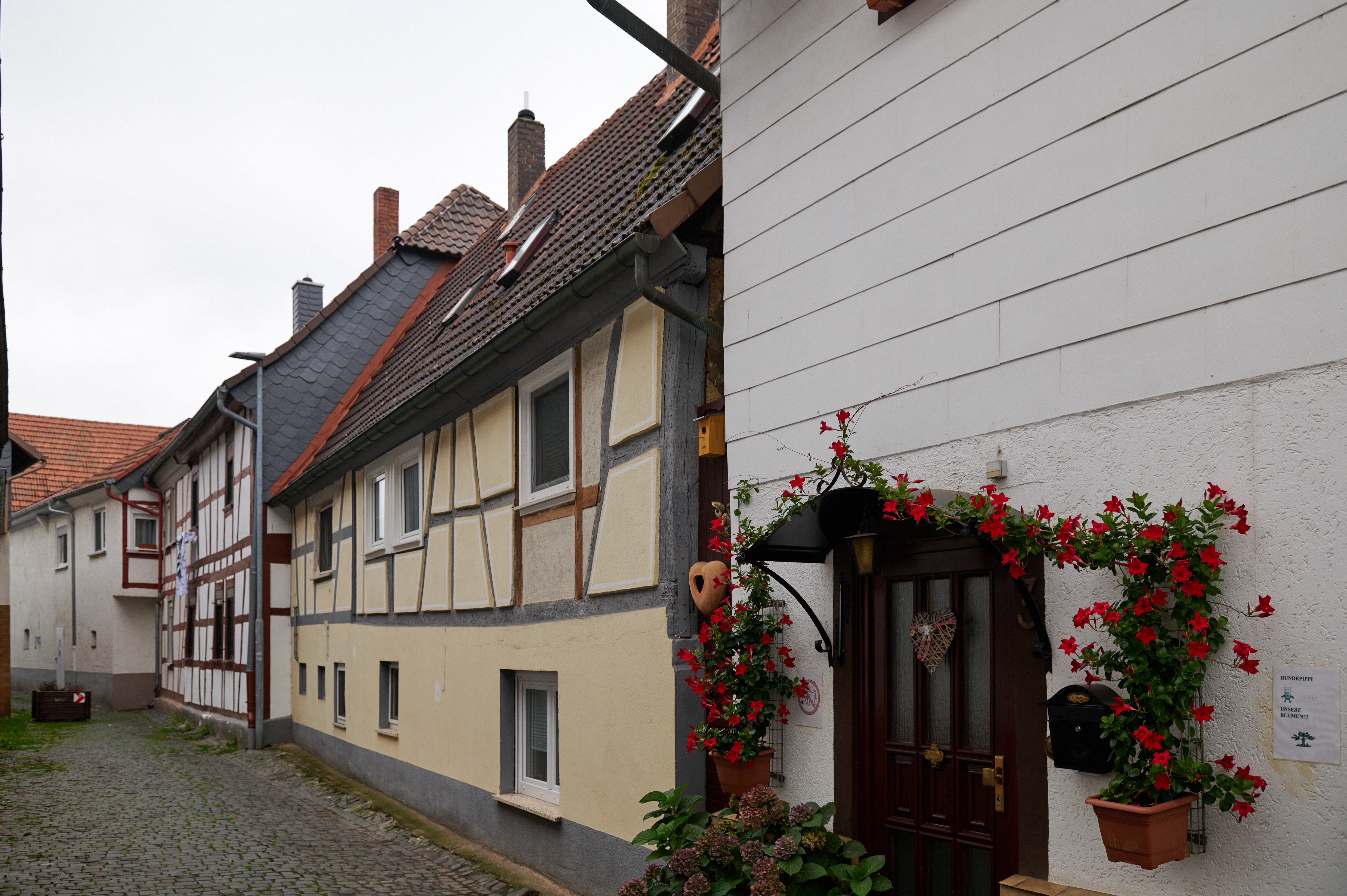
Lehnhof 5
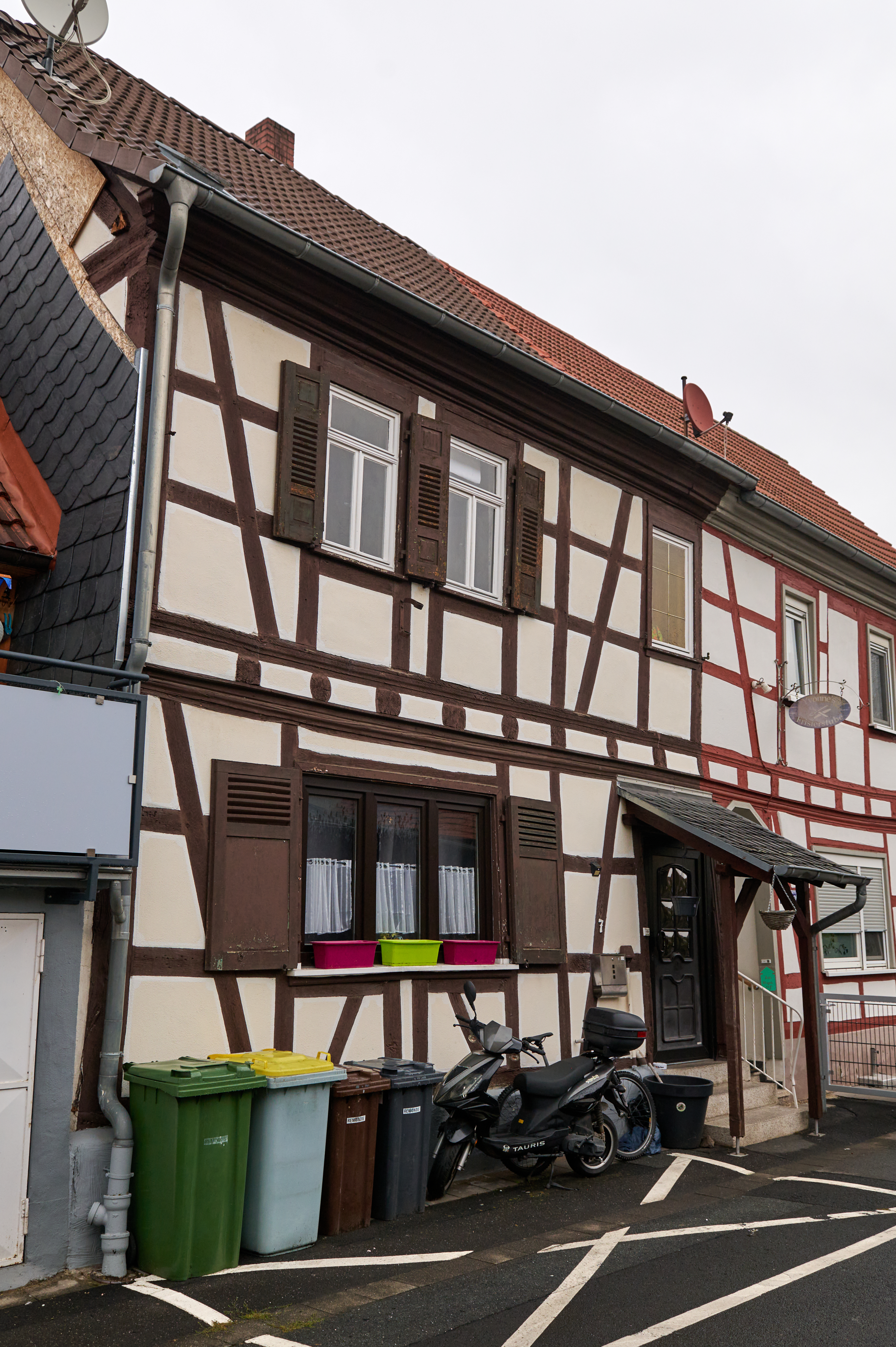
Lehnhof 7
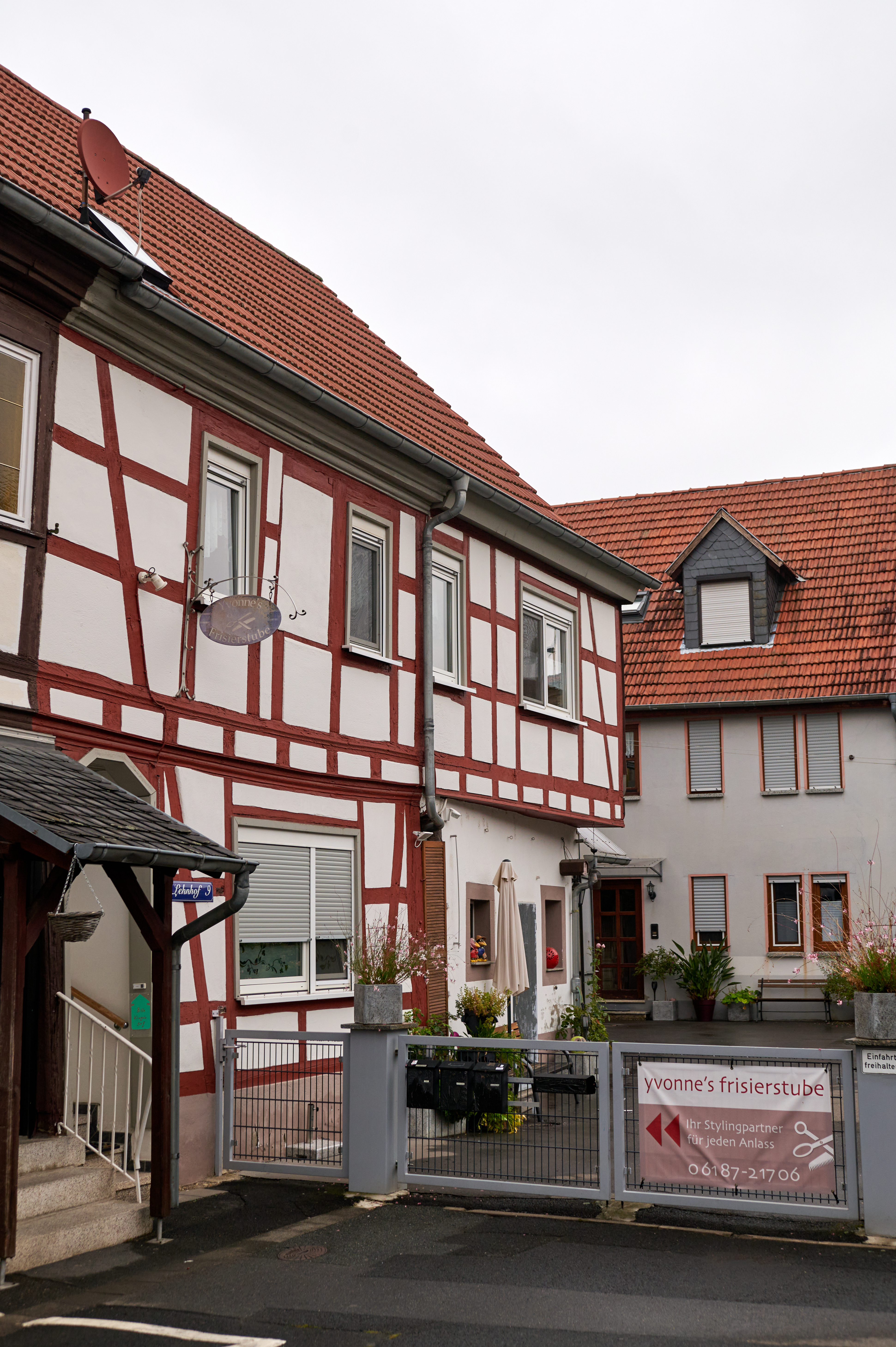
Lehnhof 9
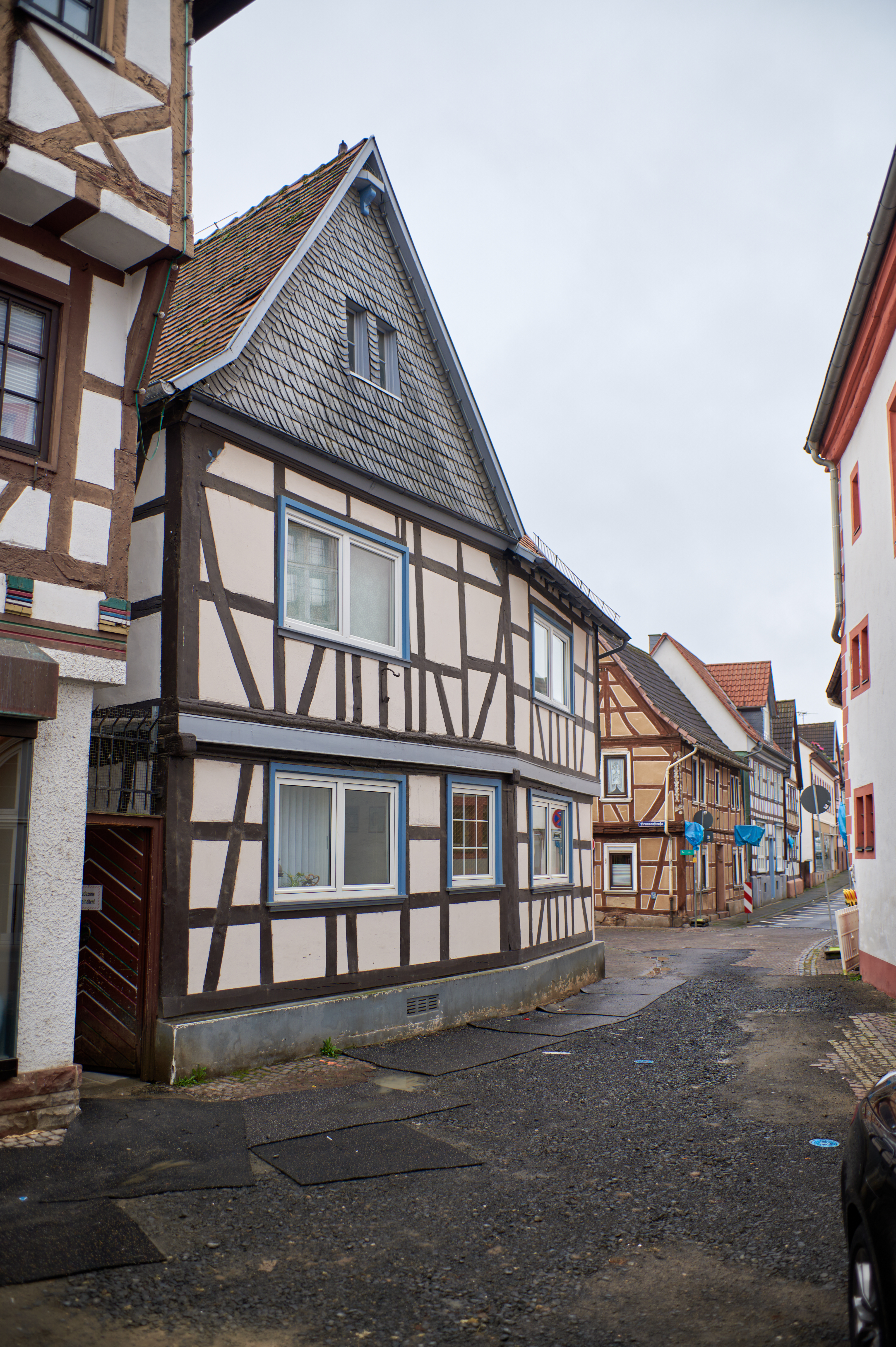
Marktplatz 2
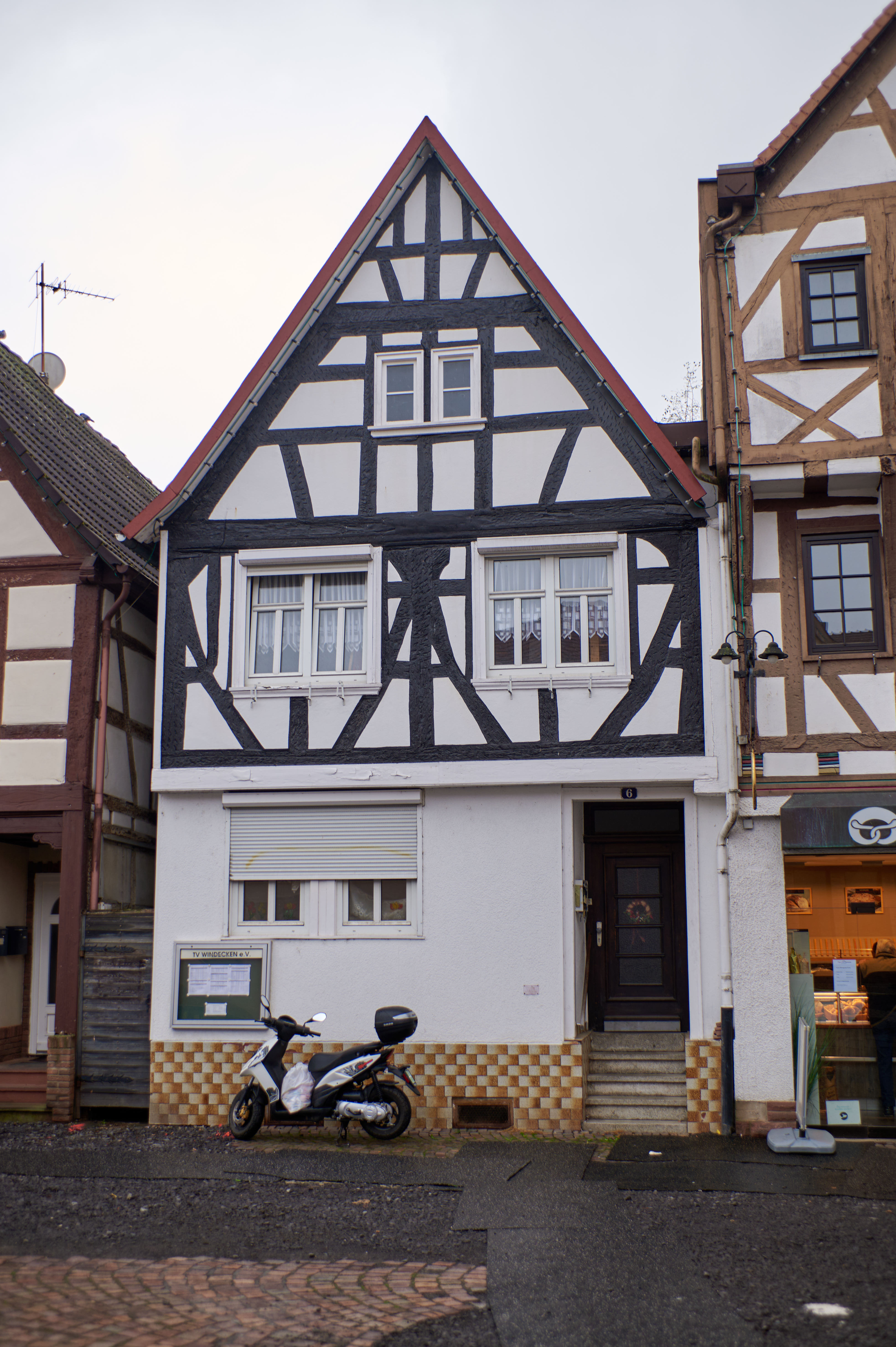
Marktplatz 6
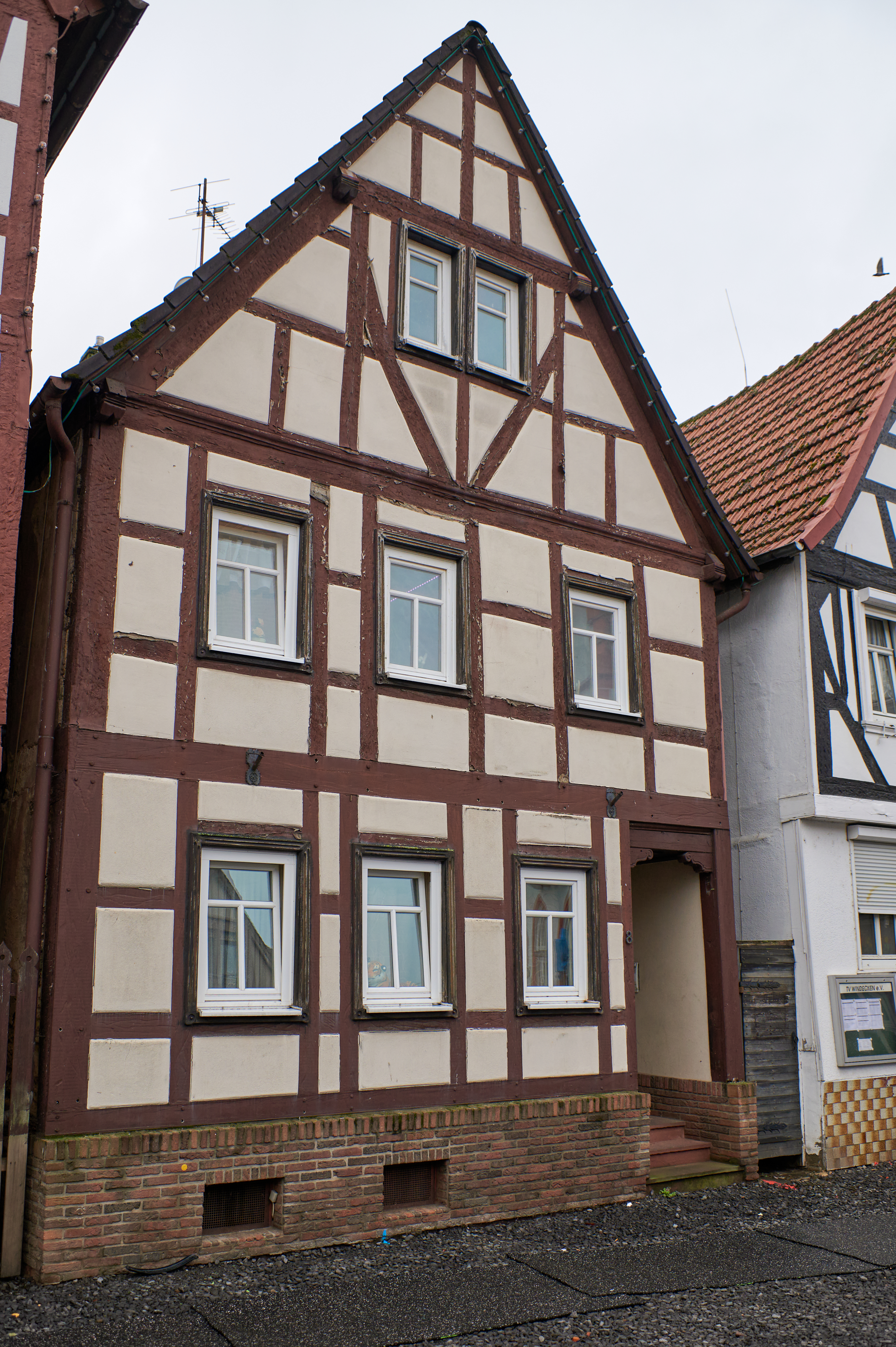
Marktplatz 8
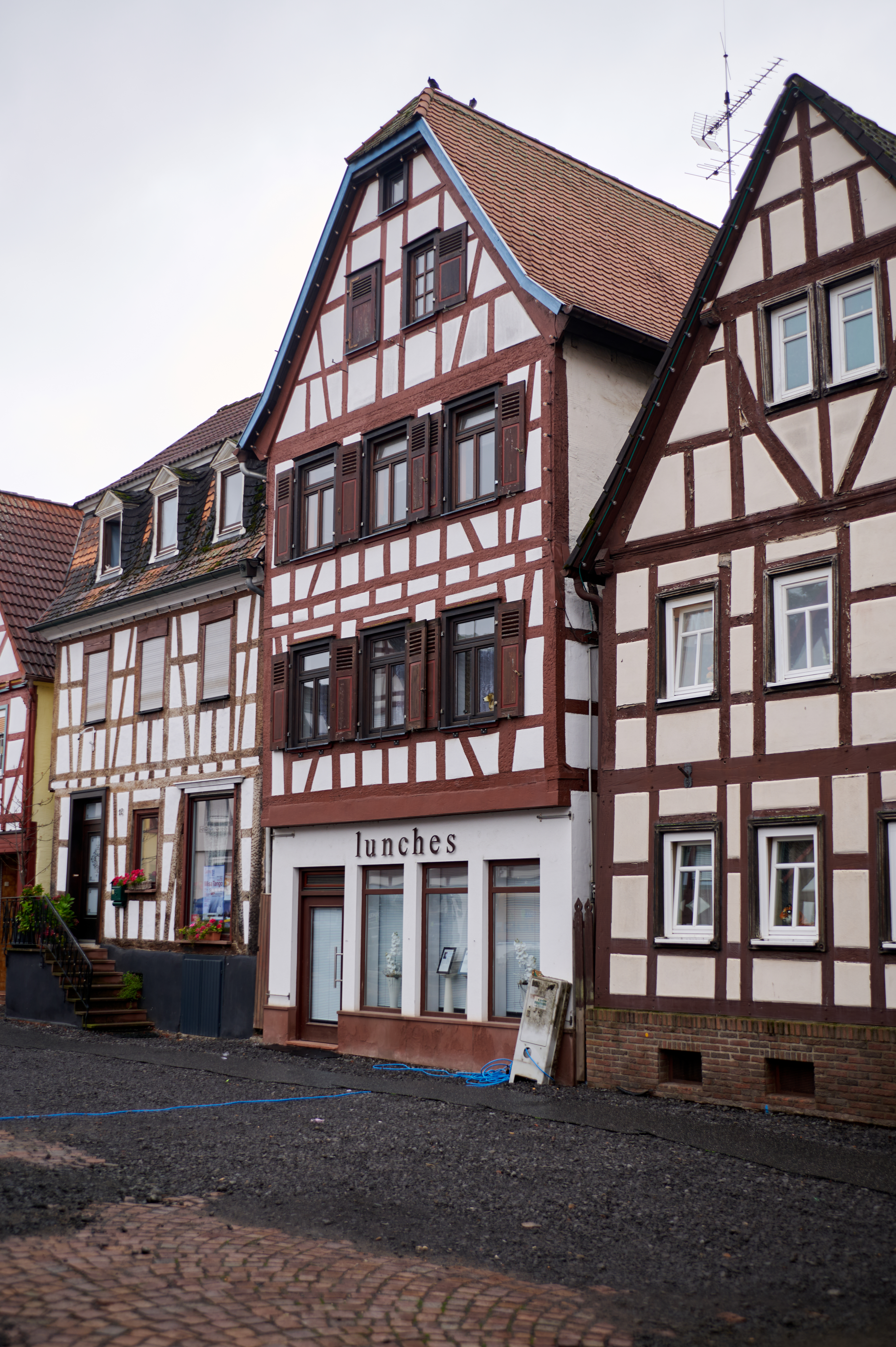
Marktplatz 10
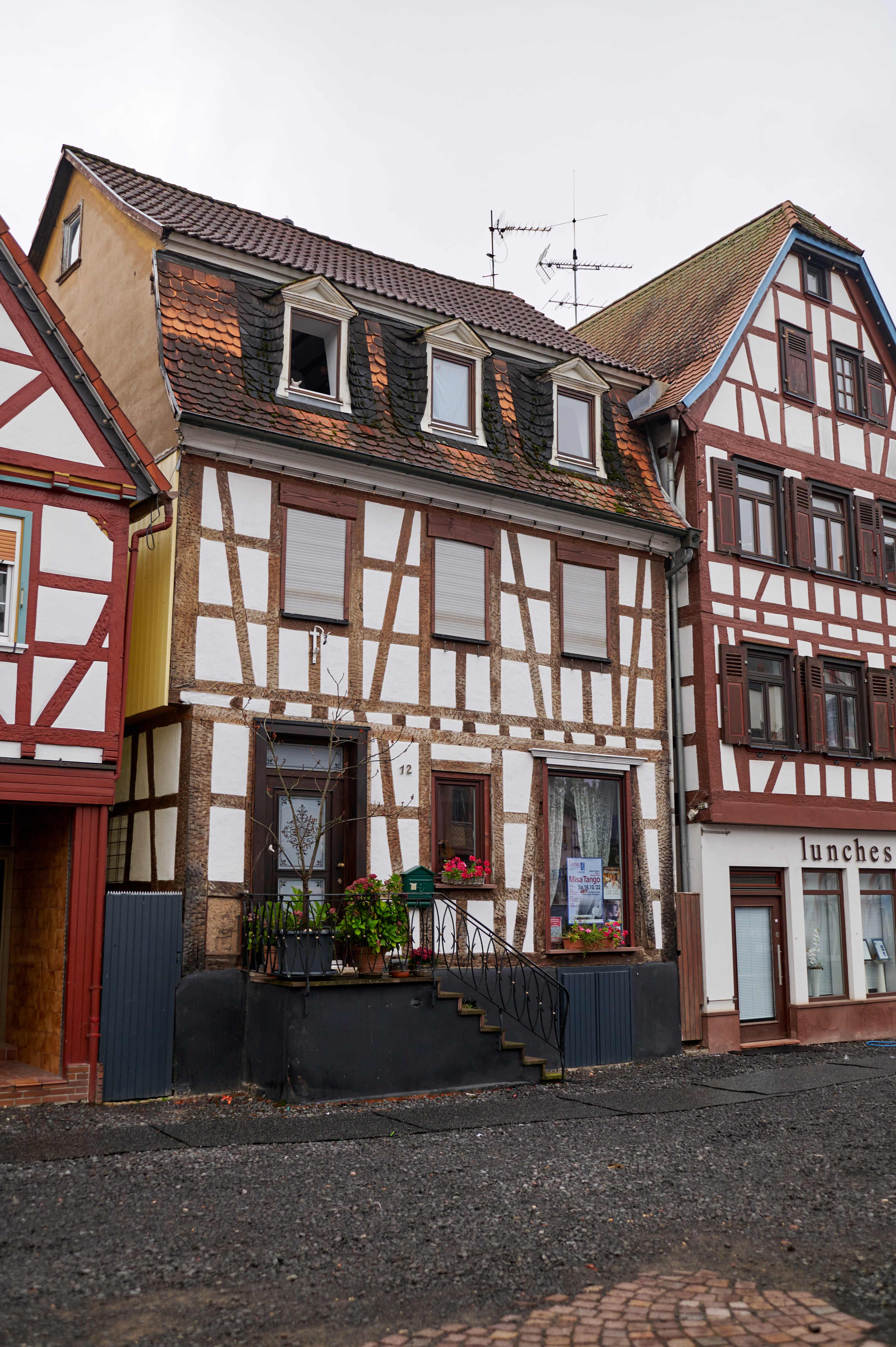
Marktplatz 12
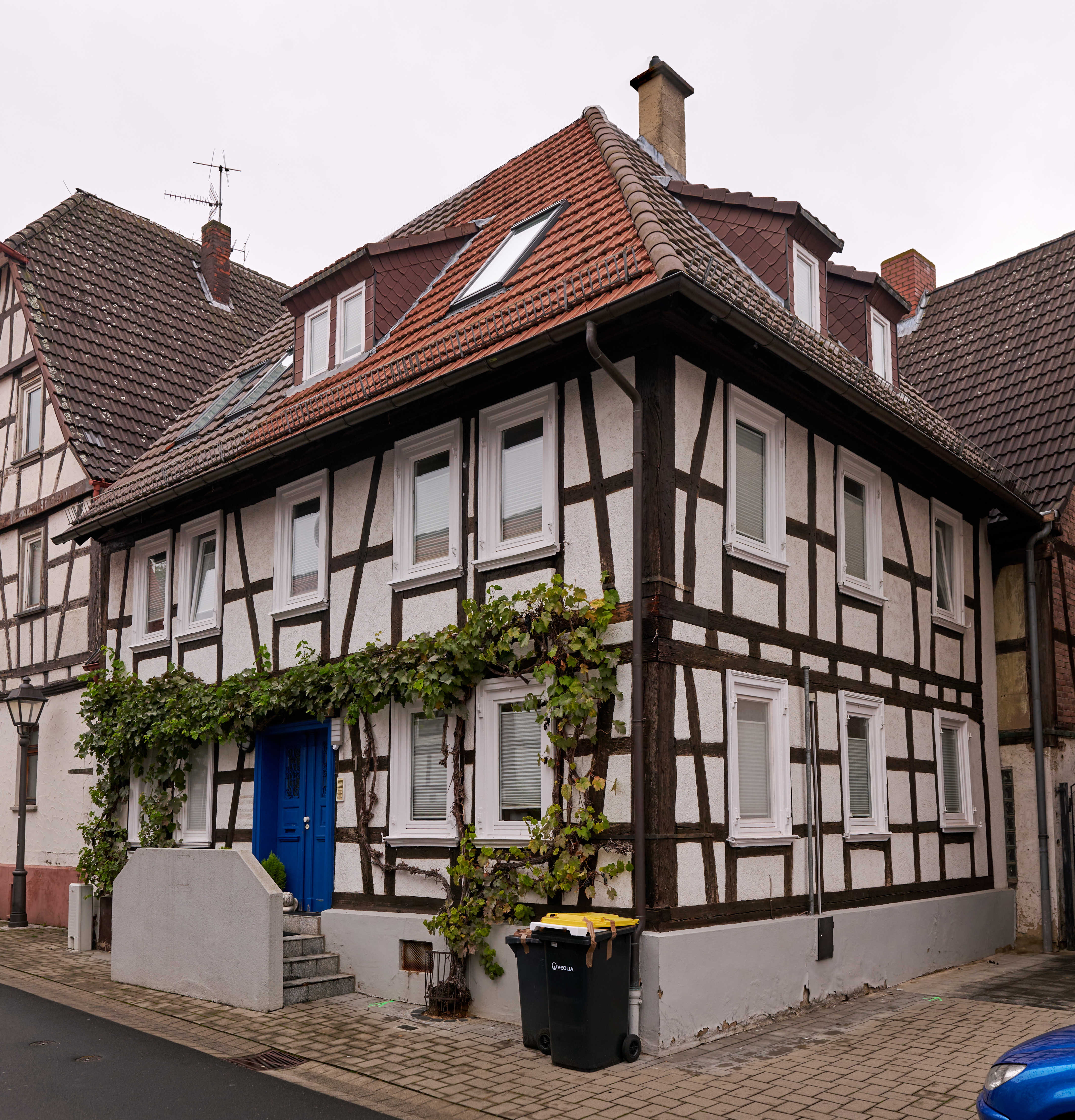
Ostheimer Straße 1
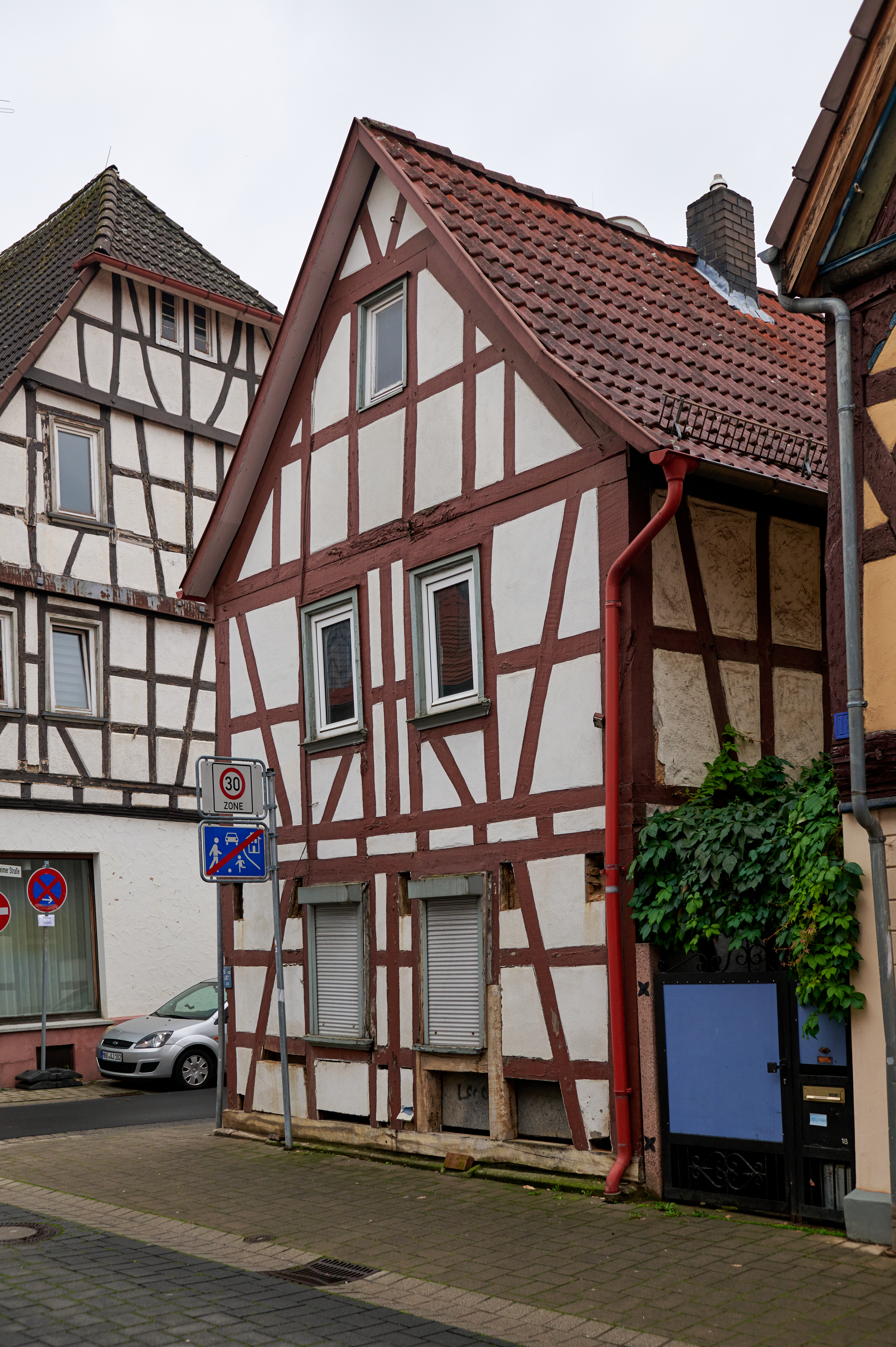
Ostheimer Straße 2
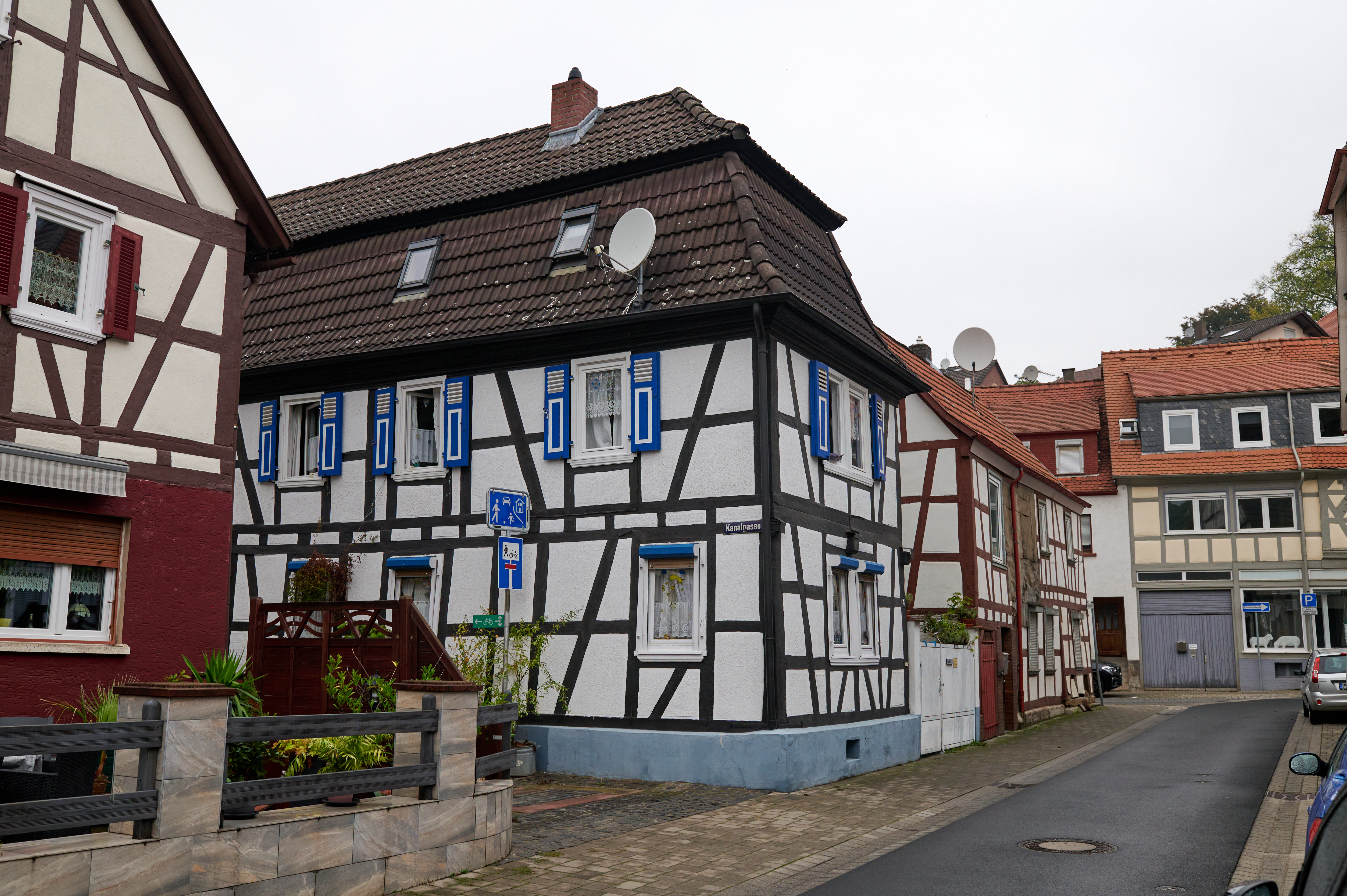
Ostheimer Straße 4
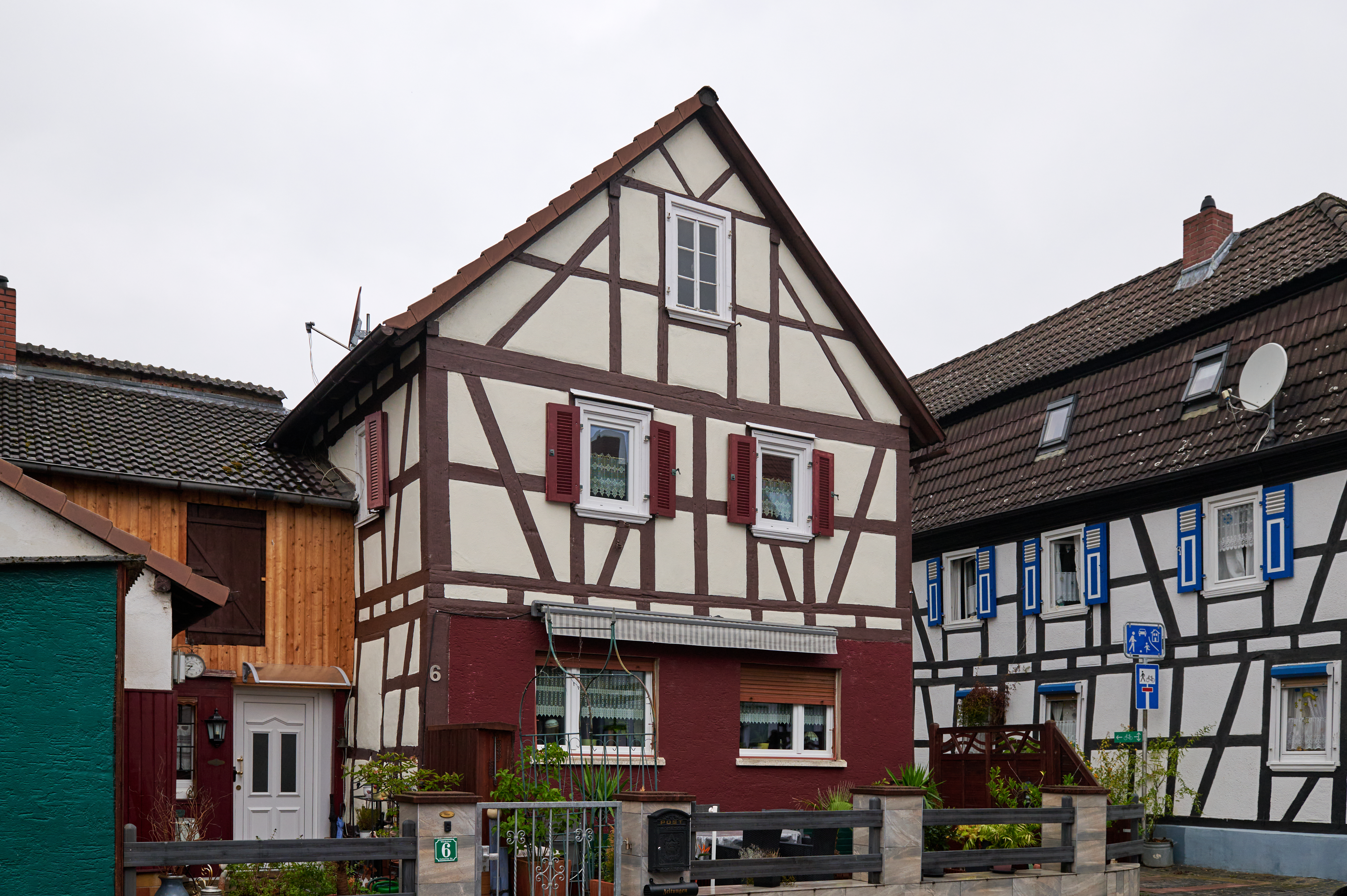
Ostheimer Straße 6
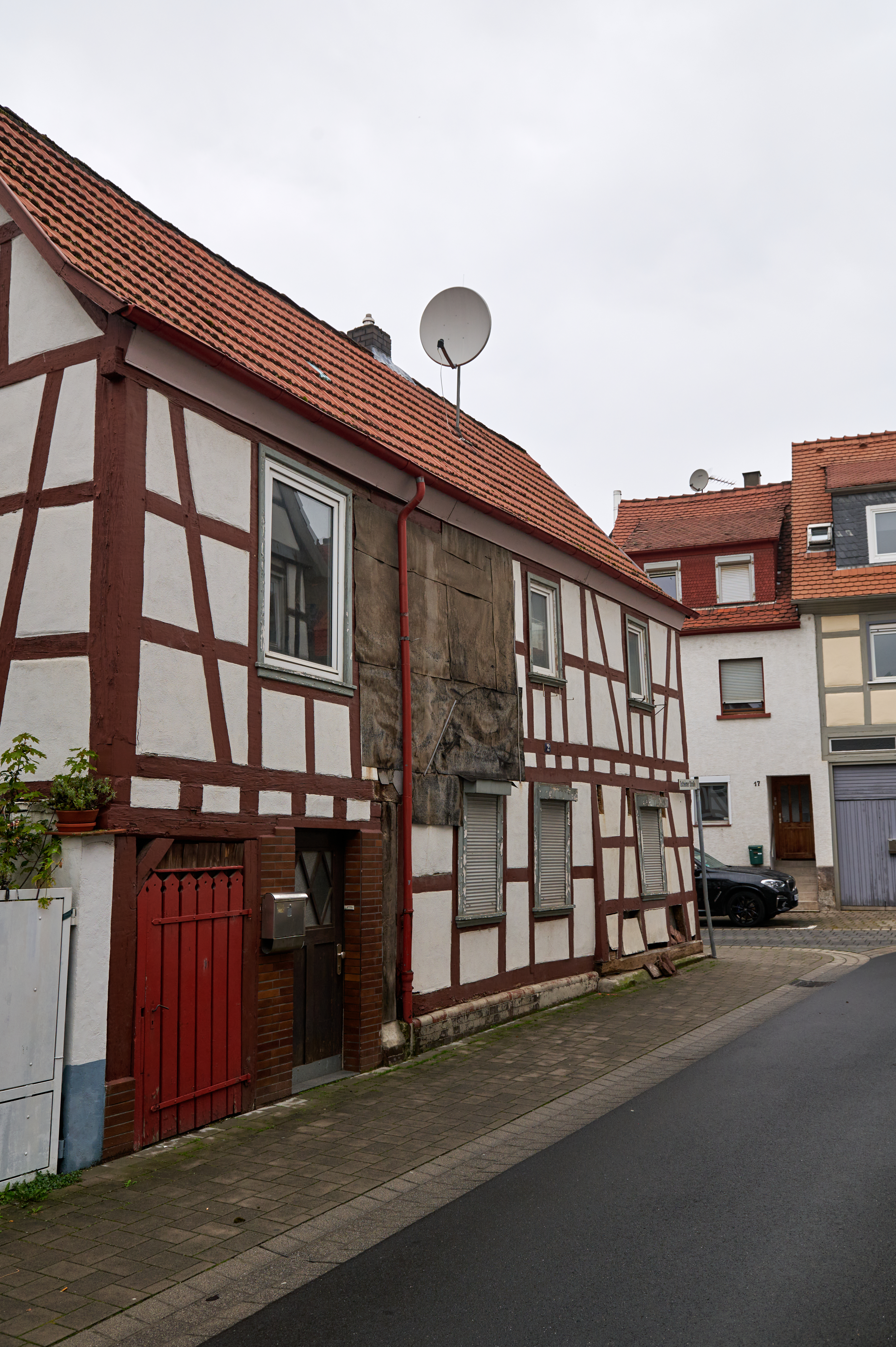
Ostheimer Straße 9
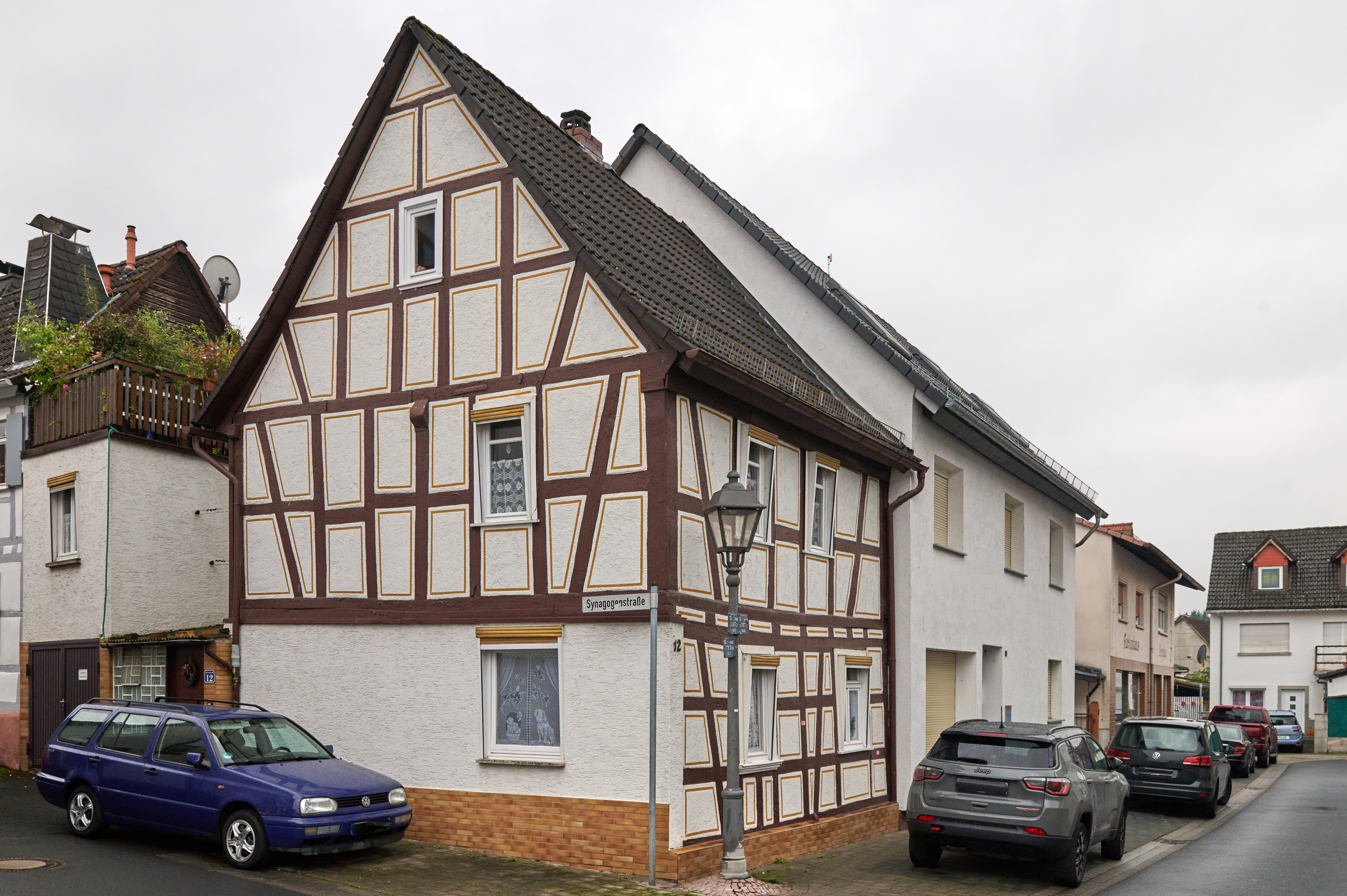
Ostheimer Straße 12
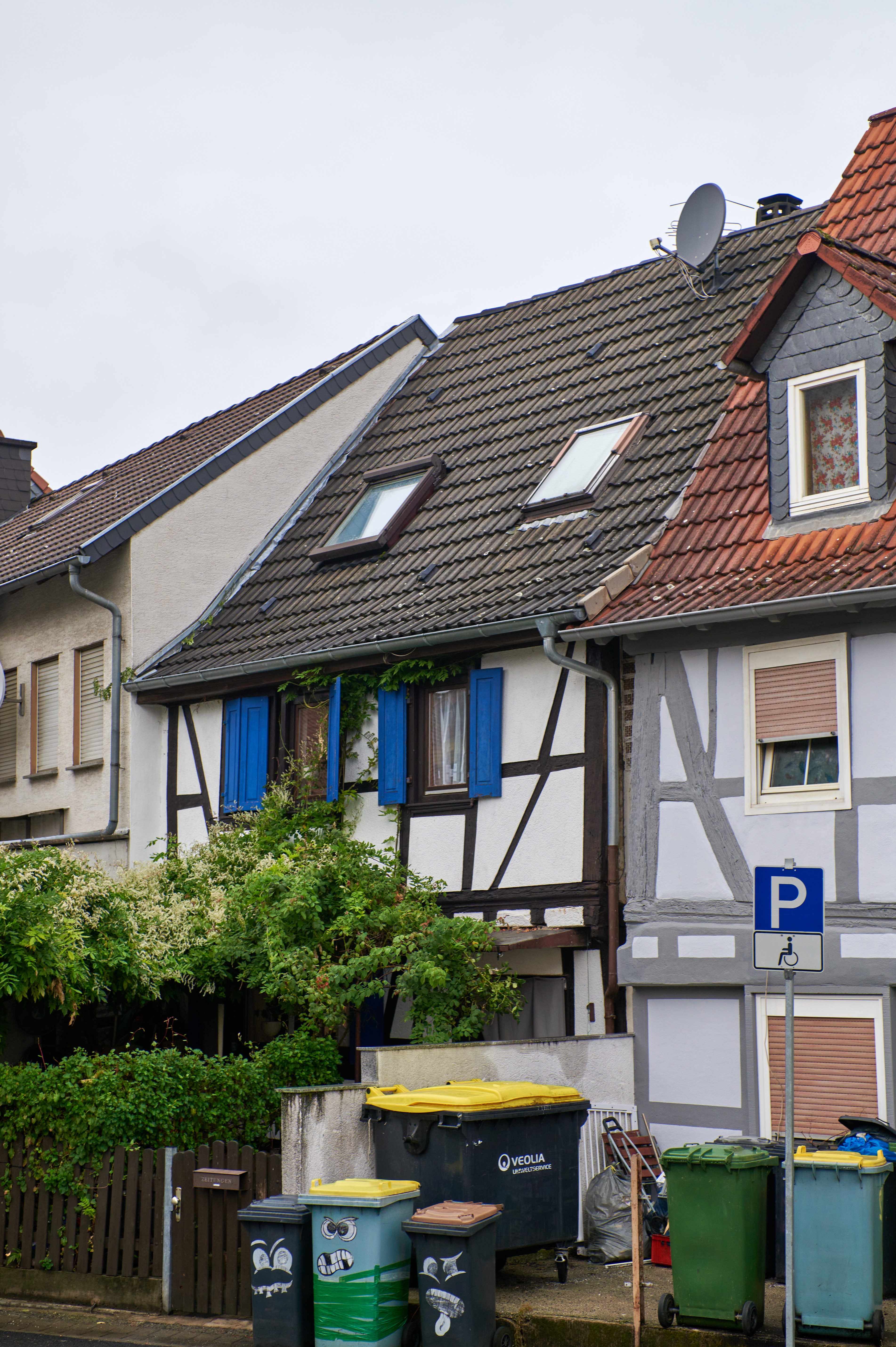
Pflücksburger Hof 1
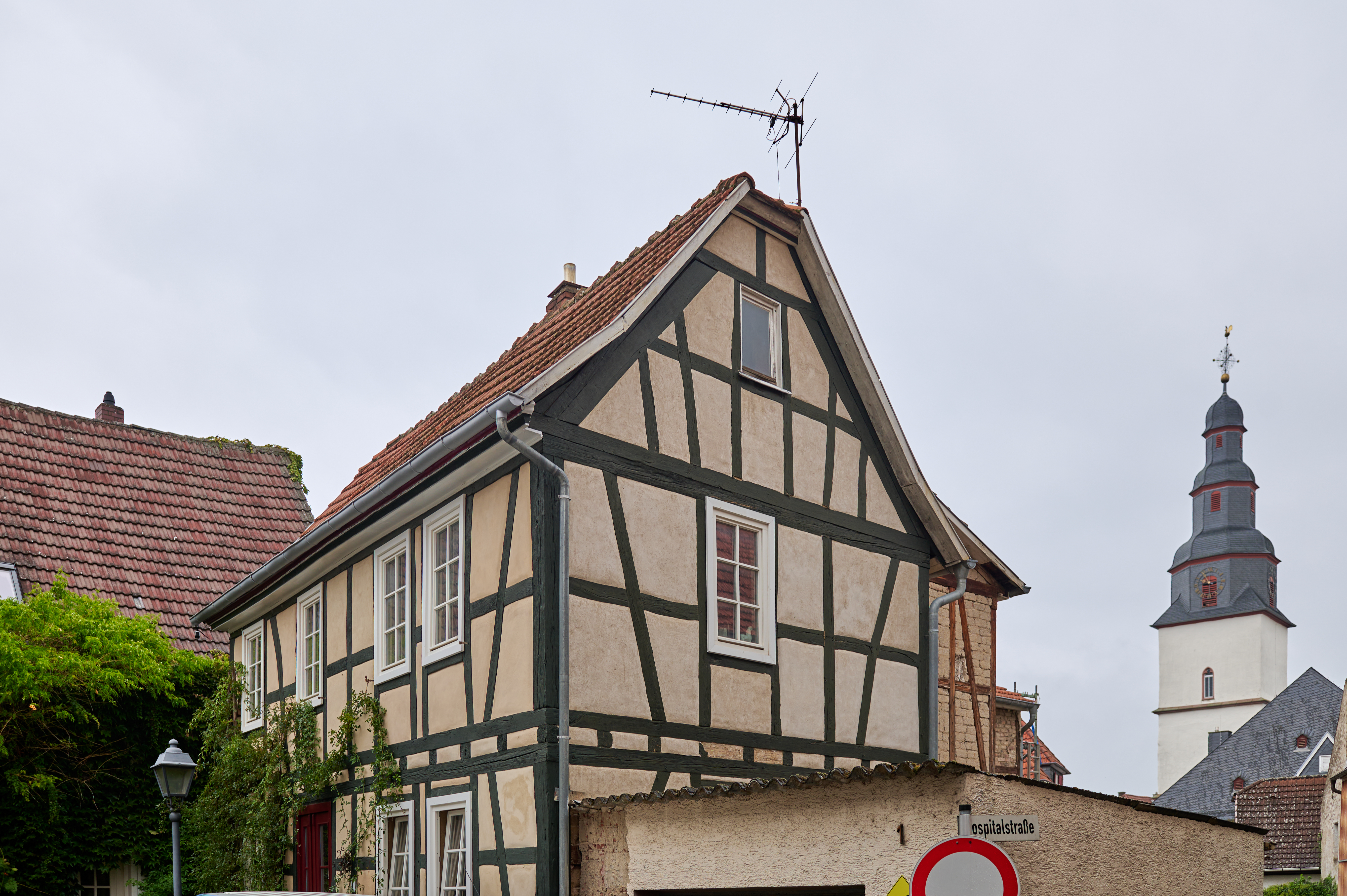
Schlitzer Hof 1
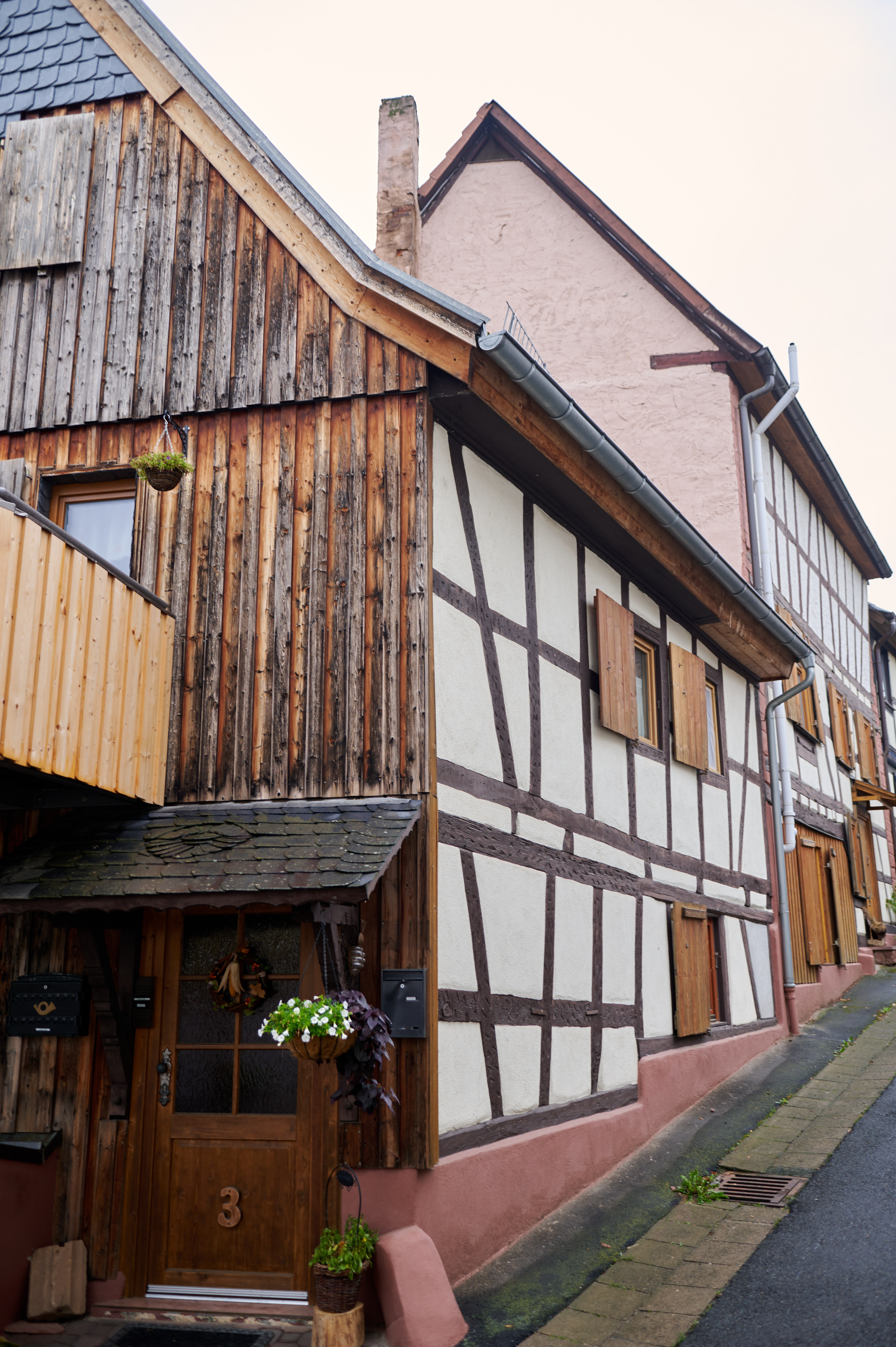
Schlossbergstraße 3
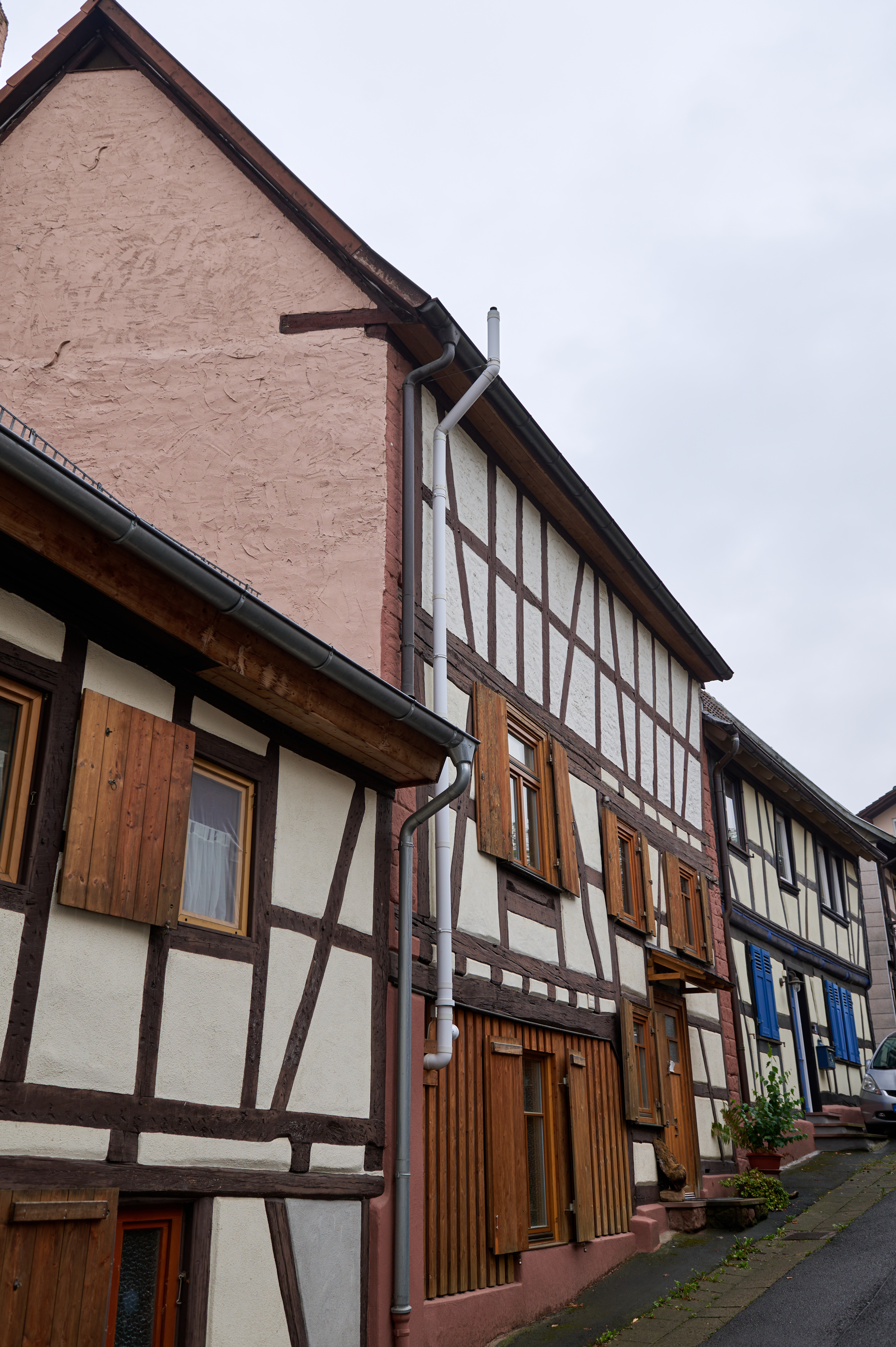
Schlossbergstraße 3
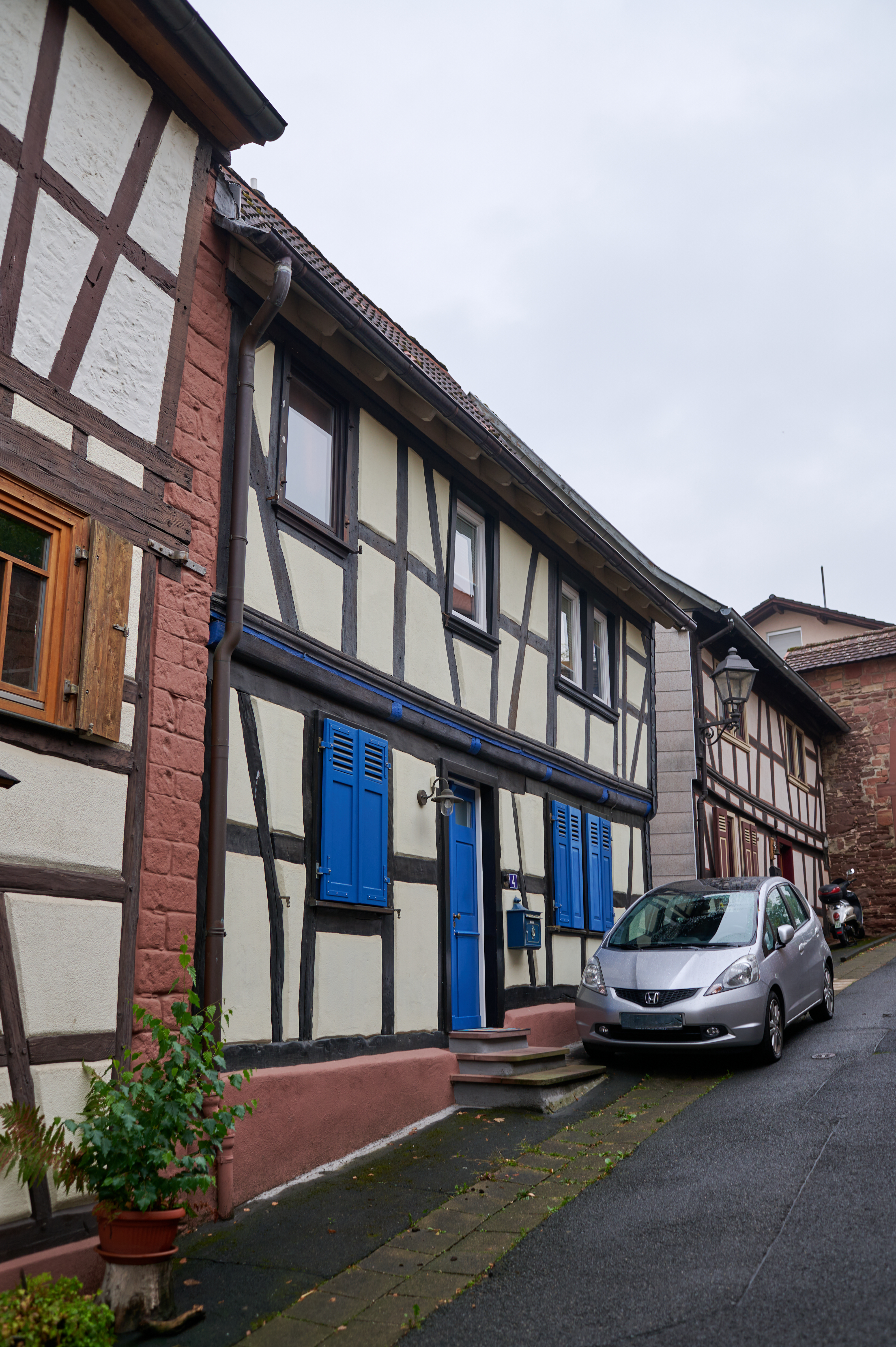
Schlossbergstraße 4
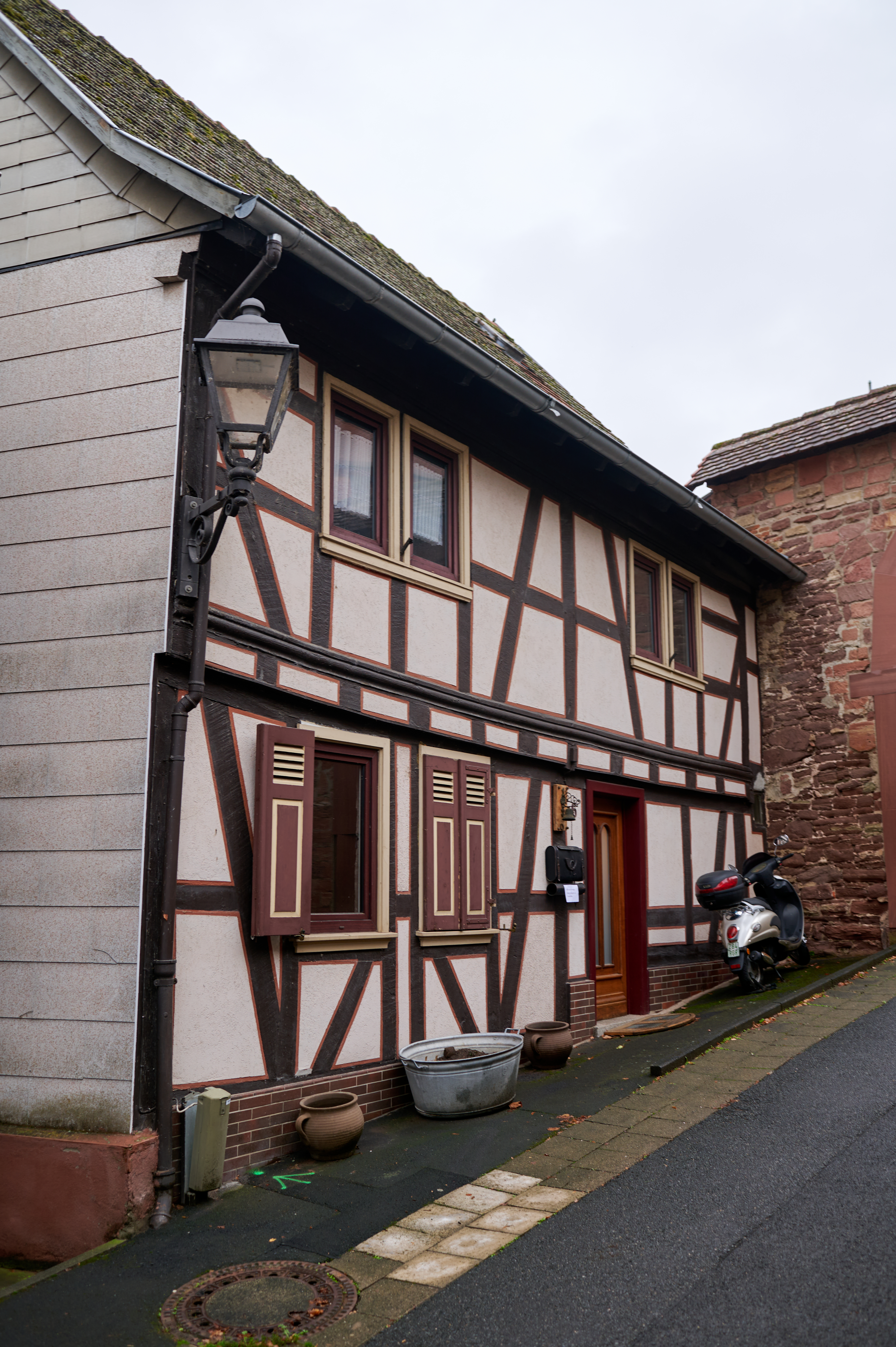
Schlossbergstraße 6
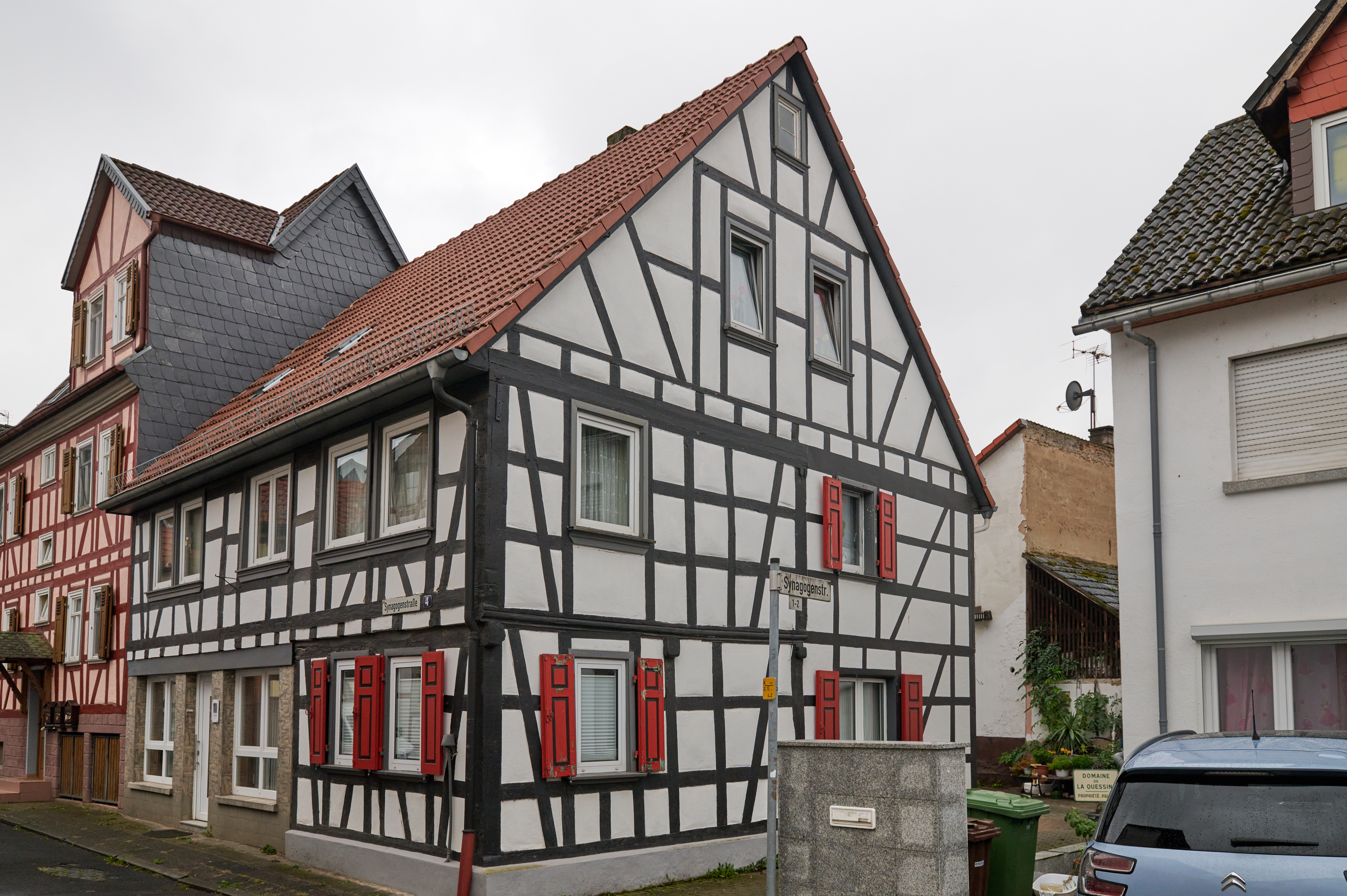
Synagogenstraße 4
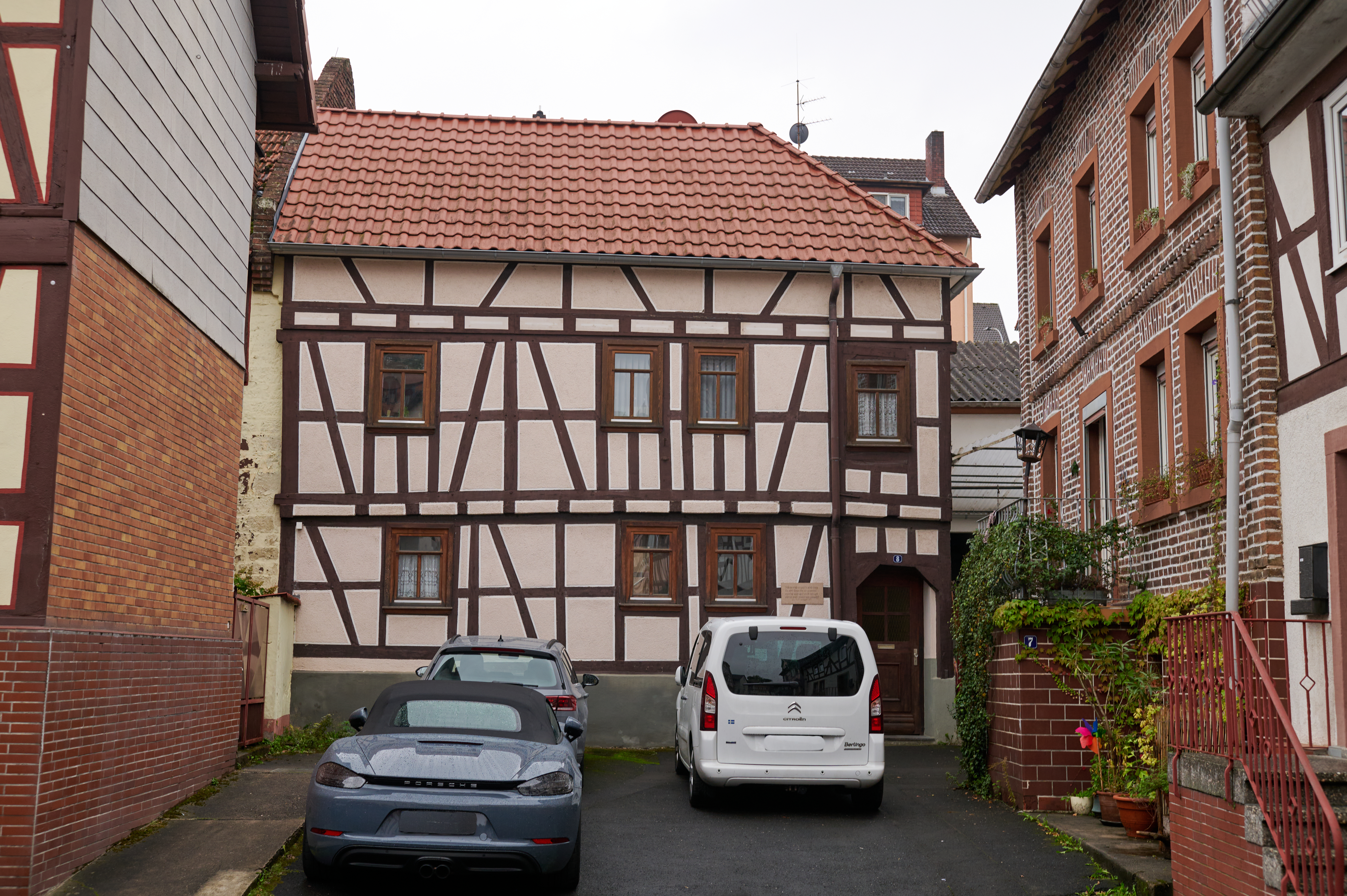
Synagogenstraße 8

| Bild            | Bezeichnung                                                                 | Lage           | Beschreibung | Bauzeit | Objekt-Nr. |
| --------------- | --------------------------------------------------------------------------- | -------------- | ------------ | ------- | ---------- |
| Bild gesucht BW | Ausschnitt des historischen jüdischen Wohnquartiers mit Vorstadterweiterung | Windecken Lage |              |         | 122067 DDB |

## Kulturdenkmale nach Stadtteilen

### Eichen
| Bild            | Bezeichnung                                                          | Lage | Beschreibung | Bauzeit | Objekt-Nr. |
| --------------- | -------------------------------------------------------------------- | --- | ------------ | ------- | ---------- |
| weitere Bilder  | Ehem. Empfangsgebäude der Niddertalbahn mit Güterschuppen            | Eichwaldstraße 1 LageFlur: 15, Flurstück: 11/5 |              |         | 121637 DDB |
| Bild gesucht BW | „Niddertalbahn (I)“, „Stockenheimer Lieschen“                        | Eisenbahn von Bad Vilbel nach Stockheim, Wehrbach, Schwarzlachgraben, Nidder, Gänsweide, Eichwaldstraße 1, Breite Flecken LageFlur: 15, 16, 19, Flurstück: 11/5, 11/6, 154, 166, 168, 173, 175, 1, 2, 4, 5 |              |         | 954979 DDB |
| Bild gesucht BW | Ehem. Grenzlinie des Windecken-Ostheimer Markwaldes mit Grenzsteinen | Geigerwald, Unterwald (Eichener Unterwald) LageFlur: 6, 15, Flurstück: 1/5, 14 |              |         | 122017 DDB |
| Bild gesucht BW |                                                                      | Große Gasse 14 LageFlur: 12, Flurstück: 71, 72, 74 |              |         | 122018 DDB |
| Bild gesucht BW |                                                                      | Große Gasse 19, 21 LageFlur: 12, Flurstück: 192/33, 31/1 |              |         | 122019 DDB |
| Bild gesucht BW |                                                                      | Große Gasse 29 LageFlur: 12, Flurstück: 23/1 |              |         | 121638 DDB |
| Bild gesucht BW | Gasthaus Zum Stern                                                   | Große Gasse 37 LageFlur: 12, Flurstück: 13/6 |              |         | 121639 DDB |
| Bild gesucht BW |                                                                      | Hirtengasse 3 LageFlur: 12, Flurstück: 55/1 |              |         | 122263 DDB |
| weitere Bilder  | Ev. Kirche mit ehem. Kirchfriedhof                                   | Kirchplatz, Kleine Gasse LageFlur: 12, Flurstück: 115, 116 |              |         | 122021 DDB |
| Bild gesucht BW | Untertor, Teil der Ortsbefestigung                                   | Kleine Gasse, Kleine Gasse 1 LageFlur: 12, Flurstück: 135/2, 136, 180/4 |              |         | 121640 DDB |
| Bild gesucht BW | Ehem. Schule                                                         | Kleine Gasse 9, 9a, 7 LageFlur: 12, Flurstück: 141/2, 145/3, 145/5 |              |         | 121641 DDB |
| Bild gesucht BW | Hist. Pfarrhaus                                                      | Kleine Gasse 13 LageFlur: 12, Flurstück: 206/89 |              |         | 121642 DDB |
| Bild gesucht BW |                                                                      | Kleine Gasse 30 LageFlur: 12, Flurstück: 95/2, 95/3 |              |         | 121796 DDB |
| Bild gesucht BW |                                                                      | Kleine Gasse 32 LageFlur: 12, Flurstück: 92/1 |              |         | 122020 DDB |
| Bild gesucht BW |                                                                      | Mühlbachstraße 4 LageFlur: 12, Flurstück: 118/1 |              |         | 122041 DDB |
| Bild gesucht BW |                                                                      | Mühlbachstraße 5 LageFlur: 12, Flurstück: 117/1 |              |         | 122262 DDB |
| Bild gesucht BW |                                                                      | Obergasse 2 LageFlur: 13, Flurstück: 30/1 |              |         | 121643 DDB |
| Bild gesucht BW |                                                                      | Obergasse 9 LageFlur: 13, Flurstück: 73/1 |              |         | 121644 DDB |
| Bild gesucht BW |                                                                      | Obergasse 11 LageFlur: 13, Flurstück: 79 |              |         | 121645 DDB |
| Bild gesucht BW | Ehem. Forstgehöft des Oberwaldes                                     | Obergasse 27 LageFlur: 14, Flurstück: 53/1 |              |         | 122319 DDB |

### Erbstadt
| Bild            | Bezeichnung                                                                  | Lage                                                                  | Beschreibung | Bauzeit | Objekt-Nr. |
| --------------- | ---------------------------------------------------------------------------- | --------------------------------------------------------------------- | ------------ | ------- | ---------- |
| Bild gesucht BW |                                                                              | Erbsengasse 15 LageFlur: 4, Flurstück: 92/1                           |              |         | 782827 DDB |
| Bild gesucht BW | Sogenannte Hainmühle oder Naumburger Mühle                                   | Hainmühle 100 LageFlur: 13, Flurstück: 1                              |              |         | 121266 DDB |
| Bild gesucht BW | Sogenanntes Wasserhäuschen                                                   | Hauptstraße LageFlur: 4, Flurstück: 314                               |              |         | 122090 DDB |
| weitere Bilder  | Pfaffenhof                                                                   | Hauptstraße 2/2a LageFlur: 5, Flurstück: 149/3, 151/2, 151/3, 311/151 |              |         | 121268 DDB |
| weitere Bilder  |                                                                              | Hauptstraße 20 LageFlur: 4, Flurstück: 70                             |              |         | 121269 DDB |
| Bild gesucht BW |                                                                              | Hauptstraße 22 LageFlur: 4, Flurstück: 68/3                           |              |         | 122088 DDB |
| Bild gesucht BW |                                                                              | Hauptstraße 26 LageFlur: 4, Flurstück: 65/1                           |              |         | 121276 DDB |
| Bild gesucht BW |                                                                              | Hauptstraße 27 LageFlur: 4, Flurstück: 30/6                           |              |         | 122341 DDB |
| Bild gesucht BW |                                                                              | Hauptstraße 31 LageFlur: 4, Flurstück: 40/1                           |              |         | 122340 DDB |
| Bild gesucht BW |                                                                              | Hauptstraße 35 LageFlur: 4, Flurstück: 45                             |              |         | 122089 DDB |
| weitere Bilder  | Ev. Kirche mit ehem. Kirchfriedhof und Kirchhofmauer                         | Im Winkel 4, Hauptstraße 10a LageFlur: 4, Flurstück: 135/10, 135/9    |              |         | 122091 DDB |
| Bild gesucht BW |                                                                              | In der Ecke 1 LageFlur: 4, Flurstück: 200/1                           |              |         | 122432 DDB |
| Bild gesucht BW | Alte Schmiede                                                                | Linsengasse 1 LageFlur: 4, Flurstück: 104/1                           |              |         | 121270 DDB |
| Bild gesucht BW | Alter Schulsaal                                                              | Linsengasse 7 LageFlur: 4, Flurstück: 108/1                           |              |         | 121271 DDB |
| Bild gesucht BW | Grenzsteine                                                                  | Oberwald LageFlur: 8, Flurstück: 1                                    |              |         | 121265 DDB |
| weitere Bilder  | Sogenanntes Schloss Naumburg, ehem. Benediktinerpropstei, später Jagdschloss | Schloß Naumburg LageFlur: 13, Flurstück: 3                            |              |         | 121267 DDB |
| Bild gesucht BW |                                                                              | Wetterauer Straße 5 LageFlur: 4, Flurstück: 119                       |              |         | 121272 DDB |
| Bild gesucht BW |                                                                              | Wetterauer Straße 15 LageFlur: 4, Flurstück: 146                      |              |         | 121273 DDB |
| Bild gesucht BW |                                                                              | Wetterauer Straße 16 LageFlur: 4, Flurstück: 189                      |              |         | 121274 DDB |
| Bild gesucht BW |                                                                              | Wetterauer Straße 19 LageFlur: 4, Flurstück: 148/1                    |              |         | 121275 DDB |

### Heldenbergen
| Bild            | Bezeichnung | Lage | Beschreibung | Bauzeit | Objekt-Nr. |
| --------------- | --- | --- | ------------ | ------- | ---------- |
| weitere Bilder  | Neuer jüdischer Friedhof | Am Römerpfad LageFlur: 7, Flurstück: 2                                                                             |              |         | 122033 DDB |
| Bild gesucht BW | Grenzsteine der Grenzlinie des Hochgräflich Hanauischen Amtes Windecken und der Herrschaftlichen Burg Friedberg                | Auf dem Dürren Seng, Hinter dem Buchwald, Buchwald LageFlur: 15, 16, Flurstück: 1/1, 10, 14, 44, 45/2, 45/3, 6     |              |         | 122024 DDB |
| weitere Bilder  | Nepomukstatue der Nidderbrücke                                                                                                 | Bahnhofstraße LageFlur: 13, Flurstück: 172/3                                                                       |              |         | 122025 DDB |
| Bild gesucht BW | | Bahnhofstraße 100 LageFlur: 1, Flurstück: 771/7                                                                    |              |         | 122038 DDB |
| weitere Bilder  | Bahnhof Heldenbergen-Windecken                                                                                                 | Bahnhofstraße 108 LageFlur: 14, Flurstück: 224/16, 224/19                                                          |              | 1879    | 121381 DDB |
| Bild gesucht BW | Ehemals von Görtzscher Hof (Unterhof). Sachgesamtheit Adelshof mit Wohn-, Wirtschaftsgebäuden, Umfassungsmauern und Gartenland | Bahnhofstraße 19, Windecker Straße, Mühlstraße LageFlur: 1, Flurstück: 564/16, 564/18, 566/2                       |              |         | 121382 DDB |
| Bild gesucht BW | | Bahnhofstraße 75 LageFlur: 13, Flurstück: 161/27                                                                   |              |         | 122037 DDB |
| Bild gesucht BW | Niddertalbahn (II) | Bahnhofstraße, Bahnhofstraße 108 LageFlur: 14, Flurstück: 224/16, 224/19                                           |              |         | 955036 DDB |
| Bild gesucht BW | Eisenbahnbrücke | Bahnhofstraße, Von Friedberg nach Hanau, Rechts der Nidder LageFlur: 2, 14, Flurstück: 102/2, 95, 224/19           |              |         | 121391 DDB |
| Bild gesucht BW | | Burggasse 2 LageFlur: 1, Flurstück: 479/1                                                                          |              |         | 121383 DDB |
| Bild gesucht BW | Herrenhaus der sogenannten Nassburg                                                                                            | Burggasse 43 LageFlur: 1, Flurstück: 704/10                                                                        |              |         | 121384 DDB |
| weitere Bilder  | Kath. Kirche Mariä Verkündigung, Sachgesamtheit Pfarrkirche mit ehem. Kirchfriedhof und Umfassungsmauer                        | Friedberger Straße 2 LageFlur: 1, Flurstück: 196/1                                                                 |              |         | 121385 DDB |
| weitere Bilder  | Ehemals Lateinschule | Friedberger Straße 6 LageFlur: 1, Flurstück: 196/1                                                                 |              |         | 121386 DDB |
| Bild gesucht BW | | Friedberger Straße 8 LageFlur: 1, Flurstück: 208                                                                   |              |         | 121387 DDB |
| weitere Bilder  | | Friedberger Straße 14 LageFlur: 1, Flurstück: 211                                                                  |              |         | 121388 DDB |
| weitere Bilder  | | Friedberger Straße 32 LageFlur: 1, Flurstück: 344/1                                                                |              |         | 121389 DDB |
| Bild gesucht BW | Grabdenkmal Strackbein | Friedberger Straße 35 LageFlur: 1, Flurstück: 375/1                                                                |              |         | 122028 DDB |
| Bild gesucht BW | Ehrenmal | Friedberger Straße 35 LageFlur: 1, Flurstück: 375/1                                                                |              |         | 122027 DDB |
| Bild gesucht BW | | Friedberger Straße 38 LageFlur: 1, Flurstück: 325                                                                  |              |         | 122034 DDB |
| Bild gesucht BW | Villa Dalquen | Friedberger Straße 49 LageFlur: 1, Flurstück: 7/2                                                                  |              |         | 121390 DDB |
| Bild gesucht BW | Sogenanntes Brentano-Stift | Gartenstraße 15 LageFlur: 1, Flurstück: 294/2                                                                      |              |         | 121402 DDB |
| Bild gesucht BW | | Homburger Straße 1 LageFlur: 1, Flurstück: 139, 140                                                                |              |         | 122039 DDB |
| Bild gesucht BW | | Homburger Straße 3 LageFlur: 1, Flurstück: 139, 140                                                                |              |         | 122039 DDB |
| Bild gesucht BW | Pfingstbornkreuz | Homburger Straße 29 LageFlur: 1, Flurstück: 1032                                                                   |              |         | 122026 DDB |
| weitere Bilder  | Alter jüdischer Friedhof | Kellerberg (hinter Nr. 18) LageFlur: 1, Flurstück: 427/1                                                           |              |         | 122032 DDB |
| Bild gesucht BW | Gewölbekeller | Kellerberg 13 LageFlur: 1, Flurstück: 932                                                                          |              |         | 133638 DDB |
| Bild gesucht BW | Sogenanntes Heiligenhäuschen                                                                                                   | Konrad-Adenauer-Allee LageFlur: 12, Flurstück: 564/1                                                               |              |         | 122036 DDB |
| Bild gesucht BW | | Mittelstraße 7 LageFlur: 1, Flurstück: 333                                                                         |              |         | 122035 DDB |
| Bild gesucht BW | Ehemalige Brennerei der Mittelburg                                                                                             | Mittelstraße 16 LageFlur: 1, Flurstück: 463/5                                                                      |              |         | 121392 DDB |
| Bild gesucht BW | | Mühlstraße 1 LageFlur: 1, Flurstück: 568/1                                                                         |              |         | 121393 DDB |
| weitere Bilder  | | Pfarrgasse 27 LageFlur: 1, Flurstück: 191/4                                                                        |              |         | 121400 DDB |
| weitere Bilder  | | Pfarrgasse 31 LageFlur: 1, Flurstück: 194                                                                          |              |         | 121401 DDB |
| Bild gesucht BW | Bonifatius-Kreuz | Rechts dem Karber Weg LageFlur: 9, Flurstück: 39                                                                   |              |         | 122022 DDB |
| weitere Bilder  | | Straubelgasse 3 LageFlur: 1, Flurstück: 553                                                                        |              |         | 121399 DDB |
| weitere Bilder  | | Untergasse 1 LageFlur: 1, Flurstück: 610                                                                           |              |         | 121394 DDB |
| Bild gesucht BW | | Untergasse 8 LageFlur: 1, Flurstück: 491/2                                                                         |              |         | 121396 DDB |
| Bild gesucht BW | | Untergasse 12 LageFlur: 1, Flurstück: 488                                                                          |              |         | 121397 DDB |
| Bild gesucht BW | Wohnhaus der Hofreite Bickel/Görtz                                                                                             | Untergasse 15 LageFlur: 1, Flurstück: 624/1                                                                        |              |         | 122031 DDB |
| Bild gesucht BW | „Niddertalbahn (I)“, „Stockenheimer Lieschen“                                                                                  | Von Vilbel nach Lauterbach, Bahnhofstraße 108, Bahnhofstraße LageFlur: 14, 15, Flurstück: 224/16, 224/19, 226, 5/1 |              |         | 954981 DDB |
| weitere Bilder  | | Windecker Straße 4 LageFlur: 1, Flurstück: 544/1                                                                   |              |         | 122030 DDB |
| weitere Bilder  | | Windecker Straße 11 LageFlur: 1, Flurstück: 166                                                                    |              |         | 152471 DDB |
| weitere Bilder  | | Windecker Straße 15 LageFlur: 1, Flurstück: 160/1                                                                  |              |         | 122029 DDB |
| weitere Bilder  | Sog. Oberburg. Sachgesamtheit Adelshof mit Wohn- und Wirtschaftsgebäuden, Torhaus, Kapelle, Umfassungsmauern und Garten        | Windecker Straße 18, 20, Rodenburg LageFlur: 1, Flurstück: 79/3, 80/12, 80/2, 80/3, 81                             |              |         | 121398 DDB |

### Ostheim
| Bild            | Bezeichnung                                               | Lage | Beschreibung | Bauzeit | Objekt-Nr. |
| --------------- | --------------------------------------------------------- | --- | ------------ | ------- | ---------- |
| Bild gesucht BW | Ehemalige Grenzlinien mit Grenzsteinen                    | Am Tiefen Born, Steinkautenschlag, Lohschlag (Stadtwald Windecken), Haken LageFlur: 8, 9, 10, Flurstück: 8, 9, 4, 2/1 |              |         | 121646 DDB |
| Bild gesucht BW | Ehrenmal (Friedhof)                                       | Backesgärten LageFlur: 28, Flurstück: 13/1                                                                            |              |         | 122009 DDB |
| Bild gesucht BW | Ehrenmal                                                  | Backesgärten (Friedhof) LageFlur: 28, Flurstück: 13/1                                                                 |              |         | 122010 DDB |
| Bild gesucht BW | „Niddertalbahn (I)“, „Stockenheimer Lieschen“             | Eisenbahn, Wehrbach, Heuried, Hessenjakobsgraben LageFlur: 3, 5, Flurstück: 3/1, 11, 12, 13, 5/1, 69, 8               |              |         | 954980 DDB |
| Bild gesucht BW |                                                           | Eisenbahnstraße 5, 7 LageFlur: 26, Flurstück: 308/45, 45/7                                                            |              |         | 122003 DDB |
| Bild gesucht BW | Ehem. Bahnhofsempfangsgebäude der Strecke Hanau-Friedberg | Eisenbahnstraße 33 LageFlur: 1, Flurstück: 43/1                                                                       |              |         | 122002 DDB |
| Bild gesucht BW |                                                           | Hanauer Straße 1, Vorderstraße 4 LageFlur: 21, Flurstück: 306/1                                                       |              |         | 121651 DDB |
| Bild gesucht BW |                                                           | Hanauer Straße 19 LageFlur: 26, Flurstück: 470/9                                                                      |              |         | 122325 DDB |
| Bild gesucht BW |                                                           | Kirchgasse 29 LageFlur: 21, Flurstück: 343/1                                                                          |              |         | 121648 DDB |
| Bild gesucht BW |                                                           | Limesstraße 17 LageFlur: 21, Flurstück: 174/1                                                                         |              |         | 122298 DDB |
| Bild gesucht BW |                                                           | Limesstraße 23 LageFlur: 21, Flurstück: 485/171                                                                       |              |         | 122265 DDB |
| Bild gesucht BW | Sog. Jagdhaus                                             | Rommelhäuser Straße 31 LageFlur: 19, Flurstück: 7/10                                                                  |              |         | 121649 DDB |
| Bild gesucht BW |                                                           | Schinnergasse 4 LageFlur: 21, Flurstück: 437/76                                                                       |              |         | 122013 DDB |
| Bild gesucht BW |                                                           | Schinnergasse 19 LageFlur: 21, Flurstück: 127                                                                         |              |         | 122004 DDB |
| Bild gesucht BW |                                                           | Sepp-Herberger-Straße 1 LageFlur: 21, Flurstück: 610/300                                                              |              |         | 122011 DDB |
| Bild gesucht BW |                                                           | Sepp-Herberger-Straße 8 LageFlur: 21, Flurstück: 509/210                                                              |              |         | 122014 DDB |
| Bild gesucht BW |                                                           | Sepp-Herberger-Straße 15 LageFlur: 21, Flurstück: 274, 531/273                                                        |              |         | 121650 DDB |
| Bild gesucht BW |                                                           | Sepp-Herberger-Straße 19 LageFlur: 21, Flurstück: 269/1, 269/2, 666/266                                               |              |         | 122005 DDB |
| Bild gesucht BW |                                                           | Vorderstraße 3 LageFlur: 21, Flurstück: 302                                                                           |              |         | 122006 DDB |
| Bild gesucht BW |                                                           | Vorderstraße 4 LageFlur: 21, Flurstück: 607/312                                                                       |              |         | 121652 DDB |
| weitere Bilder  | Evangelische Kirche                                       | Vorderstraße 10 LageFlur: 21, Flurstück: 316/3                                                                        |              |         | 121647 DDB |
| weitere Bilder  |                                                           | Vorderstraße 11 LageFlur: 21, Flurstück: 475/149, 696                                                                 |              |         | 121653 DDB |
| Bild gesucht BW |                                                           | Vorderstraße 14 LageFlur: 21, Flurstück: 375/1                                                                        |              |         | 122007 DDB |
| Bild gesucht BW | Sogenanntes Herpferisches Hofhaus                         | Vorderstraße 16 LageFlur: 21, Flurstück: 377/1                                                                        |              |         | 121654 DDB |
| Bild gesucht BW |                                                           | Vorderstraße 18 LageFlur: 21, Flurstück: 381/2                                                                        |              |         | 122008 DDB |
| Bild gesucht BW |                                                           | Wonnecker Straße 9 LageFlur: 22, Flurstück: 293                                                                       |              |         | 122012 DDB |
| Bild gesucht BW |                                                           | Wonnecker Straße 11 LageFlur: 22, Flurstück: 291/2                                                                    |              |         | 121655 DDB |
| Bild gesucht BW | Wartbaum                                                  | Am Wartbaum LageFlur: 12, Flurstück: 128                                                                              |              |         | 121690 DDB |

### Windecken

#### Stadtbefestigung
| Bild            | Bezeichnung    | Lage | Beschreibung                                                  | Bauzeit | Objekt-Nr. |
| --------------- | -------------- | --- | ------------------------------------------------------------- | ------- | ---------- |
| Bild gesucht BW | Stadtmauer     | Brunnenstraße 10, Uferstraße 16, Uferstraße 12, Pflücksburger Hof 6, Pflücksburger Hof 4, Ostheimer Straße, Marktplatz 4, Marktplatz 18, Marktplatz 16, Marktplatz 10, Marktplatz, Lehnhof, Hofhausstraße 5D, Hofhausstraße 25, Hofhausstraße, Glockenstraße 4A, Friedrich-Ebert-Straße 28, Friedrich-Ebert-Straße 26, Eugen-Kaiser-Straße 29, Brunnenstraße 1, An der Glockenstraße LageFlur: 6, 7, Flurstück: 193/2, 209, 214/2, 214/3, 216/1, 219, 22, 222/1, 222/2, 230/3, 230/4, 232/1, 24, 249, 255/2, 273/3, 279, 280, 318/1, 320/1, 370/2, 371, 481/255, 55/1, 113/1, 133/1, 138/2 |                                                               |         | 121684 DDB |
| weitere Bilder  | Stadtmauerrest | Ostheimer Straße 15 Lage | Stadtmauer in voller Höhe mit Wehrgang in Wohnhaus integriert |         |            |

#### Einzeldenkmale
| Bild            | Bezeichnung                                                                                                | Lage | Beschreibung | Bauzeit                                                          | Objekt-Nr. |
| --------------- | --- | --- | --- | ---------------------------------------------------------------- | ---------- |
| weitere Bilder  | | Brunnenstraße 2 LageFlur: 6, Flurstück: 226/2 | |                                                                  | 121657 DDB |
| Bild gesucht BW | | Eicher Straße 23/25 LageFlur: 9, Flurstück: 14/2, 14/3 | |                                                                  | 122073     |
| Bild gesucht BW | | Eicher Straße 27 LageFlur: 9, Flurstück: 14/1 | |                                                                  | 122071 DDB |
| Bild gesucht BW | | Eicher Straße 34 LageFlur: 8, Flurstück: 1/10 | |                                                                  | 122072 DDB |
| Bild gesucht BW | Sog. Nidderbrücke                                                                                          | Eisenbahn von Bad Vilbel nach Lauterbach, Nidder, Herrnwiese LageFlur: 5, Flurstück: 198/63, 204/157, 262/64 | |                                                                  | 122053 DDB |
| Bild gesucht BW | Niddertalbahn (II)                                                                                         | Eisenbahn von Bad Vilbel nach Lauterbach, Nidder, Konrad-Adenauer-Allee, Hinterer Nidderfeld, Eisenbahn von Friedberg nach Hanau, Bahnhofstraße LageFlur: 1, 2, 5, 9, 10, Flurstück: 47/3, 68/1, 68/2, 69/4, 84, 85, 86, 100/1, 108/4, 108/5, 197/63, 198/63, 202/64, 203/64, 204/157, 262/64, 100/61, 109/1, 110, 129, 130, 131                                                                           | |                                                                  | 955035 DDB |
| weitere Bilder  | Jüdischer Friedhof                                                                                         | Eugen-Kaiser-Straße LageFlur: 6, Flurstück: 9/9 | |                                                                  | 121658 DDB |
| weitere Bilder  | | Eugen-Kaiser-Straße 1 LageFlur: 6, Flurstück: 299 | |                                                                  | 121659 DDB |
| weitere Bilder  | | Eugen-Kaiser-Straße 3 LageFlur: 6, Flurstück: 300 | |                                                                  | 122078 DDB |
| weitere Bilder  | | Eugen-Kaiser-Straße 6 LageFlur: 6, Flurstück: 91 | |                                                                  | 121660 DDB |
| weitere Bilder  | | Eugen-Kaiser-Straße 9 LageFlur: 6, Flurstück: 303 | |                                                                  | 121667 DDB |
| weitere Bilder  | | Eugen-Kaiser-Straße 18 LageFlur: 6, Flurstück: 72 | |                                                                  | 122228 DDB |
| weitere Bilder  | | Eugen-Kaiser-Straße 24 LageFlur: 6, Flurstück: 69 | |                                                                  | 121661 DDB |
| weitere Bilder  | | Eugen-Kaiser-Straße 26 LageFlur: 6, Flurstück: 35/1 | |                                                                  | 121662 DDB |
| weitere Bilder  | | Eugen-Kaiser-Straße 27 LageFlur: 6, Flurstück: 317 | |                                                                  | 121663 DDB |
| weitere Bilder  | | Eugen-Kaiser-Straße 28 LageFlur: 6, Flurstück: 34/2 | |                                                                  | 121664 DDB |
| weitere Bilder  | Ehemaliges Torwächterhaus                                                                                  | Eugen-Kaiser-Straße 29 LageFlur: 6, Flurstück: 318/1 | |                                                                  | 121665 DDB |
| weitere Bilder  | | Eugen-Kaiser-Straße 30 LageFlur: 6, Flurstück: 32 | |                                                                  | 122056 DDB |
| weitere Bilder  | | Eugen-Kaiser-Straße 32 LageFlur: 6, Flurstück: 30/1 | |                                                                  | 122079 DDB |
| weitere Bilder  | | Eugen-Kaiser-Straße 34 LageFlur: 6, Flurstück: 31, 415/11 | |                                                                  | 122066 DDB |
| Bild gesucht BW | | Eugen-Kaiser-Straße 38 LageFlur: 3, Flurstück: 42/3 | |                                                                  | 121666 DDB |
| weitere Bilder  | | Friedrich-Ebert-Straße 15 LageFlur: 6, Flurstück: 148 | |                                                                  | 121668 DDB |
| weitere Bilder  | | Friedrich-Ebert-Straße 22 LageFlur: 7, Flurstück: 143 | |                                                                  | 121669 DDB |
| weitere Bilder  | | Friedrich-Ebert-Straße 24 LageFlur: 7, Flurstück: 140/1 | |                                                                  | 121670 DDB |
| weitere Bilder  | Ehemaliger Amtshof                                                                                         | Friedrich-Ebert-Straße 26 LageFlur: 7, Flurstück: 138/2 | |                                                                  | 121671 DDB |
| weitere Bilder  | Ehemaliger Amtshof                                                                                         | Friedrich-Ebert-Straße 28 LageFlur: 7, Flurstück: 137 | |                                                                  | 122081 DDB |
| weitere Bilder  | | Glockenstraße 2 LageFlur: 6, Flurstück: 207 | |                                                                  | 122077 DDB |
| Bild gesucht BW | Brücke über den Mühlgraben                                                                                 | Heldenberger Straße LageFlur: 6, Flurstück: 330/2, 330/7 | |                                                                  | 121656 DDB |
| weitere Bilder  | Sogenannte Niddermühle                                                                                     | Heldenberger Straße 9 LageFlur: 6, Flurstück: 56/2 | |                                                                  | 122082 DDB |
| weitere Bilder  | | Heldenberger Straße 11 LageFlur: 6, Flurstück: 58, 59 | |                                                                  | 122086 DDB |
| weitere Bilder  | Ehemaliges Schloss Windecken, Schlossbauten (Justizamt, Burgtor, Brücke) mit Burgbefestigung und Hexenturm | Heldenberger Straße 14, Schloßstraße, Schloßgarten, Schloßbergstraße 9C, Schloßbergstraße 9B, Schloßbergstraße 9A, Schloßbergstraße 9, Schloßbergstraße 8, Schloßbergstraße 7, Schloßbergstraße 11, Schloßbergstraße 10, Schloßbergstraße, Schloßberg LageFlur: 5, 6, 7, Flurstück: 39, 40, 41, 42, 44, 45, 46, 127/4, 127/5, 127/9, 129/2, 130/1, 131, 132, 133, 134/1, 134/2, 135/3, 333, 334/2, 60, 148 | |                                                                  | 121689 DDB |
| weitere Bilder  | Ehemaliges Schloss Windecken, Schlossbauten (Justizamt, Burgtor, Brücke) mit Burgbefestigung und Hexenturm | Heldenberger Straße 14 LageFlur: 6, Flurstück: 60 | |                                                                  | 121689 DDB |
| weitere Bilder  | Sogenannter Hexenturm                                                                                      | Schloßstraße LageFlur: 6, Flurstück: 132 | Teil der Befestigung der Vorburg von der Burg Windecken                                                                                 |                                                                  | 121689 DDB |
| Bild gesucht BW | | Schloßbergstraße 8 LageFlur: 6, Flurstück: 135/3 | Teil der Ringmauer von der Burg Windecken                                                                                               |                                                                  |            |
| Bild gesucht BW | | Schloßbergstraße 9 LageFlur: 6, Flurstück: 127/9 | Teil der Ringmauer von der Burg Windecken                                                                                               |                                                                  |            |
| Bild gesucht BW | | Schloßbergstraße 9a LageFlur: 6, Flurstück: 129/2 | Teil der Ringmauer von der Burg Windecken                                                                                               |                                                                  |            |
| Bild gesucht BW | | Schloßbergstraße 9b LageFlur: 6, Flurstück: 127/4 | Teil der Ringmauer von der Burg Windecken                                                                                               |                                                                  |            |
| Bild gesucht BW | | Schloßbergstraße 10 LageFlur: 6, Flurstück: 131 | Teil der Ringmauer von der Burg Windecken                                                                                               |                                                                  |            |
| weitere Bilder  | | Hofhausstraße 2 LageFlur: 6, Flurstück: 304 | |                                                                  | 121672 DDB |
| weitere Bilder  | | Hofhausstraße 4 LageFlur: 6, Flurstück: 309 | |                                                                  | 121673 DDB |
| weitere Bilder  | Ehem. Städtische Schule                                                                                    | Hofhausstraße 5C LageFlur: 6, Flurstück: 271/6 | |                                                                  | 122055 DDB |
| Bild gesucht BW | Ehem. lutherisches Pfarrhaus oder Naumburger Hof                                                           | Hofhausstraße 5D LageFlur: 6, Flurstück: 273/3 | |                                                                  | 121683 DDB |
| weitere Bilder  | | Hofhausstraße 11 LageFlur: 6, Flurstück: 281/1 | |                                                                  | 121674 DDB |
| Bild gesucht BW | Ehemaliges Gesindehaus                                                                                     | Hofhausstraße 23 LageFlur: 6, Flurstück: 320/1 | |                                                                  | 121675 DDB |
| Bild gesucht BW | Sogenanntes Hofhaus, Café Fledermauspalast                                                                 | Hofhausstraße 25 LageFlur: 6, Flurstück: 320/1 | |                                                                  | 121676 DDB |
| weitere Bilder  | Ehemaliges Hospital                                                                                        | Hospitalstraße 1 LageFlur: 6, Flurstück: 63 | |                                                                  | 121677 DDB |
| weitere Bilder  | Evangelische Stiftskirche                                                                                  | Kirchplatz 1 LageFlur: 6, Flurstück: 62 | | 15. Jahrhundert, 1282 urkundliche Ersterwähnung als capella nova | 121678 DDB |
| weitere Bilder  | Ehemaliges Pfarrhaus der reformierten Gemeinde                                                             | Kirchplatz 2 LageFlur: 6, Flurstück: 102/1 | 1717 als reformiertes Pfarrhaus erbaut, seit der Hanauer Union 1818 sogenanntes Erstes Pfarrhaus, seit 1968 nicht mehr in Kirchenbesitz |                                                                  | 121679 DDB |
| weitere Bilder  | | Kirchplatz 3, 4 LageFlur: 6, Flurstück: 87/1 | |                                                                  | 122054 DDB |
| weitere Bilder  | | Lehnhof 2 LageFlur: 6, Flurstück: 205/1 | |                                                                  | 122074 DDB |
| weitere Bilder  | | Lehnhof 8 LageFlur: 6, Flurstück: 201, 202 | |                                                                  | 122075 DDB |
| weitere Bilder  | | Lehnhof 10 LageFlur: 6, Flurstück: 188/4 | |                                                                  | 122076 DDB |
| weitere Bilder  | Historisches Rathaus                                                                                       | Marktplatz 1 LageFlur: 6, Flurstück: 94 | | 1450 datiert, 1520 Bauinschrift                                  | 121681 DDB |
| weitere Bilder  | | Marktplatz 4 LageFlur: 6, Flurstück: 222/3 | |                                                                  | 121682 DDB |
| weitere Bilder  | | Marktplatz 16 LageFlur: 6, Flurstück: 214/2 | |                                                                  | 122080 DDB |
| Bild gesucht BW | | Ostheimer Straße 13 LageFlur: 7, Flurstück: 131/2 | |                                                                  | 122069 DDB |
| weitere Bilder  | | Ostheimer Straße 15 LageFlur: 7, Flurstück: 132 | |                                                                  | 122070 DDB |
| Bild gesucht BW | | Ostheimer Straße 16, 18 LageFlur: 7, Flurstück: 94/3, 94/4 | |                                                                  | 121687 DDB |
| Bild gesucht BW | | Ostheimer Straße 26 LageFlur: 7, Flurstück: 86 | |                                                                  | 121685 DDB |
| Bild gesucht BW | | Ostheimer Straße 30 LageFlur: 7, Flurstück: 84 | |                                                                  | 121686 DDB |
| Bild gesucht BW | | Pflücksburger Hof 5 LageFlur: 6, Flurstück: 245/2 | |                                                                  | 121688 DDB |
| weitere Bilder  | | Synagogenstraße 5 LageFlur: 6, Flurstück: 175 | |                                                                  | 122083 DDB |
| weitere Bilder  | | Synagogenstraße 9 LageFlur: 7, Flurstück: 121/1 | |                                                                  | 910112     |
| weitere Bilder  | Sogenanntes Klophauß                                                                                       | Synagogenstraße 15 LageFlur: 7, Flurstück: 118 | |                                                                  | 122068 DDB |